# 列車番号の付番方法
列車番号の付番方法（れっしゃばんごうのふばんほうほう）では、各鉄道事業者ごとの列車番号の付番規則について解説する。

## JR
JR各社は基本的に日本国有鉄道が定めた付番方式を踏襲しており、原則として以下の基準により付番される。

### 構成
- 1～4桁の数字で表され、列車の種別によって文字（漢字）を頭に、車種などの区別のためアルファベットを末尾に付することがある。
- 原則として、線区の下り列車に奇数、上り列車に偶数の番号が付される。ただし紀勢本線の新宮駅以西など、線区によっては線路名称上の起終点と上下逆転した列車番号が付されている場合がある。また複数の路線に直通運転する場合、直通先線区の上下が逆転していても列車番号を変更せず、ある区間を同一方向に運転される列車であっても奇数偶数が混在することがある。
- お召し列車には、原則として列車番号は付与されない（ダイヤ上の番号に代わる名称は「お召し」である）。ただし、東日本旅客鉄道（JR東日本）の一部区間では、列車運行管理システムの関係上、列車番号を付与することがある（お召し列車#運行を参照）。

### 数字部分の付番体系
ここで記述する体系は一般的な原則であり、例外的なものも多数存在する。
- 一の位と十の位で、列車の大まかな種別を示す。
  - 00から49は旅客列車、50から99は貨物列車であるが、頭部や末尾に記号がつけられる場合は、50から99までも旅客列車の番号として利用可能。近年は客車列車の旅客列車の数が大幅に少なく、末尾にMやDなどが付く（都市部では例外あり、下記参照）電車や内燃車の旅客列車が大半であるため、旅客列車であっても00から99まで利用されることが多い。大抵の場合は運転される順番に、下り列車は1, 3, 5, …、上り列車は2, 4, 6,…と順に付けられる。
  - 旅客列車のうち、00から19は特別急行列車（特急列車）および急行列車に付される。普通列車（ここでは、乗車するのに特急券・急行券の必要ないものを指す）は20から49が付される。ただし現在急行列車は臨時列車でしか運行されないことから、普通列車にも00から19を割り当てる路線も増えている。
- 百の位は、特別急行列車の列車番号は1M(しおかぜ1号・あずさ1号など), 1054D(宇和海4号)のように常に0とする。急行列車や普通列車では、大まかな運行線区・区間を表す。つまり、百の位でどの線のどの区間を運行する列車かがおおむね分かる。
  - 京阪神地区の東海道・山陽本線（京阪神緩行線）の普通列車では西明石駅・須磨駅～高槻駅・京都駅間直通が100・200番台、大阪駅・尼崎駅・甲子園口駅・神戸駅発着と高槻駅～京都駅間の始発・最終は500番台を付与している。
- 千の位は、列車の運行形態の違いなどを表す。たとえば、途中駅から列車種別が変更されたり、発着駅が例外的なものであったりと、様々である。
  - 6000番台は季節列車、7000番台は季節列車の予備番号、8000番台は臨時列車、9000番台は臨時列車の予備番号に与えられる。特に6000・7000・8000番台は「予定臨時列車」と呼ばれ、ダイヤ改正の時にあらかじめ運転時刻などを設定しておき、必要な時に運転する場合が多い。九州旅客鉄道（JR九州）や肥薩おれんじ鉄道では定期列車でも6000番台を使用している。（日豊本線の宮崎～鹿児島中央駅間の特急「きりしま」や同区間の普通列車等）
  - 特別急行列車は3000番台を使用することが多い。
  - JR神戸線（東海道・山陽本線）で舞子駅・垂水駅・須磨駅を通過する平日朝の快速は5700番台を振っている。2004年10月15日までは大阪駅発着が900番台、京都方面行きが1700番台であった。同様に、京都駅以西で快速運転を行い舞子駅・垂水駅・須磨駅に停車する列車は700番台、西明石駅～姫路駅・網干駅間のみ運行する列車は300番台、西明石駅始発で網干駅以西へ直通する列車は900番台が割り当てられている。
  - 京阪神地区の東海道本線（京阪神緩行線）と福知山線（JR宝塚線）の直通列車は1100・1200、東西線直通は4400～4600番台が割り当てられている。
  - 米子エリアでは、運休日のある列車には5000番台を使っている（保守工事による運休や山陰本線（浜坂駅～出雲市駅・西出雲駅間）・境線の快速（「とっとりライナー」）・普通電車・気動車列車は除く）。現在使っているのは伯備線の夜の米子発根雨行き、若桜鉄道の午前中の1往復のみである。
  - 広島エリアでは、平日と土曜日・休日で運用が異なる列車において、それぞれ2000・6000番台を振っている。
  - 四国旅客鉄道（JR四国）では、ワンマン運転列車に4000番台を割り当てている。
  - 九州旅客鉄道（JR九州）では、千の位で特急列車がおおよそ特定できる。また、6000番台から9000番台も一部が定期特急列車に充当している。
- 貨物列車についても、運転速度などの違いによって「高速貨A」・「高速貨B」・「専貨A」などの種別があり、各々を十・百・千位によって表している。#JR貨物参照。

### 文字部分の付与体系
番号によって列車の「種別」を表したが、列車の「性質（この呼び名は本項目内の便宜的な言い方である）」を、番号の前の文字で表す。
- 回：回送列車。
たとえば特別急行列車の3001Mについて、その回送列車に対しては「回3001M」のようになる。車両基地から出区後に3001Mとなる、または3001Mとして運行した後に車両基地に入る場合は「構回3001M」のように表す。[注釈 1]
- 試：試運転列車
- 配：配給列車
- お召：お召し列車
- 雪：冬季の除雪列車
- 単：機関車単独の列車（単行機関車列車）
- 次：本務機の次位に連結し運転する機関車
- 次単：単行機関車列車の次位に連結する機関車
- 前：前補機
- 後：後補機
- シ：単行機関車の試運転列車
- 工：工事用臨時列車
- 入：入区（車庫へ入庫する）列車
- 出：出区列車は「出」
- 荷：荷物列車

運行経路などが通常と異なる場合は、上記に加え以下の文字を頭に付す。
- う：迂回列車
- 延：延長運転する列車
- 変：時刻を変更する列車
- 協：協調運転

### 末尾のアルファベット部分の付与体系
アルファベット（記号）の具体的な割り当ては以下のとおりである。下記以外のアルファベットは誤認の恐れがあるため使用しない。
新幹線
新幹線の末尾のアルファベットは、#新幹線を参照。

#### 在来線
- 機関車牽引の客車列車・貨物列車については数字のみで文字を記さないが、表記のうえで列車の略である「レ」（カタカナの「れ」）をつける場合がある（たとえば「1レ」など）。
- 原則として電車列車については「M (motor) 」、気動車列車については「D (diesel) 」を数字の後に付すが、平日・休日などで異なるダイヤで運転される列車や、ワンマン運転の列車を区別するため、異なるアルファベットを付することがある。
- JR西日本の琵琶湖・JR京都・神戸線（東海道・山陽本線）では、新快速で有料座席サービス「Aシート」車両を連結しない列車、平日ダイヤの京都駅～西明石駅間が快速の列車（大阪駅発着列車も含む）、JR宝塚線で大阪駅発着と宝塚線から東西線に直通する列車、東西線で尼崎駅を発着する列車に「M」をつけている。
- ※印は気動車列車。それ以外は全て電車列車。

| 記号 | JR北海道                     | JR東日本 | JR東海                                                                       | JR西日本 | JR四国                       | JR九州                                                                                           |                            |
| ---- | ---------------------------- | --- | ---------------------------------------------------------------------------- | --- | ---------------------------- | ------------------------------------------------------------------------------------------------ | -------------------------- |
| なし |                              | 鶴見線・青梅線・五日市線の同一時間発の1本目の列車 |                                                                              | 大阪環状線・JRゆめ咲線の普通、大阪環状線内の大和路快速 |                              |                                                                                                  |                            |
| A    |                              | 京浜東北線でさいたま車両センター・下十条運転区出区の運用をする列車、京葉線の快速、東京メトロ東西線 の中央・総武線直通の津田沼駅行きの列車又は津田沼駅発の東西線直通の一部列車                                          |                                                                              | 博多南線、琵琶湖線・JR京都線・JR神戸線・山陽本線の新快速で有料座席サービス「Aシート」車両を連結する列車 |                              |                                                                                                  |                            |
| B    |                              | 京浜東北線でさいたま車両センター・下十条運転区・大田運輸区以外から出区の運用をする列車、中央・総武緩行線、鶴見線・青梅線・五日市線の同一時間発の2本目の列車                                                            |                                                                              | JR京都線・JR東西線～JR神戸線とJR京都～JR宝塚線の普通（休日ダイヤ）、学研都市線 → 神戸線の区間快速（休日ダイヤで学研都市線内のみ）が「B」であった。(2020年3月14日改正で平日同様[C]に変更) |                              |                                                                                                  |                            |
| C    |                              | 京浜東北線で大田運輸区（蒲田駅）出区の運用をする列車、中央・総武緩行線、鶴見線・青梅線・五日市線の同一時間発の3本目の電車列車                                                                                          | ※JR東海・伊勢鉄道のワンマン気動車列車（高山本線高山～猪谷間を除く）          | 琵琶湖線・JR京都線・JR東西線～JR神戸線とJR京都線～JR宝塚線の普通電車（平日ダイヤ）、学研都市線～神戸線の区間快速（平日ダイヤで学研都市線内のみ） |                              | 筑肥線・香椎線                                                                                   |                            |
| D    | 特に指定していない気動車列車 | 特に指定していない気動車列車 | 特に指定していない気動車列車                                                 | 特に指定していない気動車列車 | 特に指定していない気動車列車 | 特に指定していない気動車列車                                                                     |                            |
| E    |                              | 武蔵野線（むさしの号、及びしもうさ号の大宮駅～武蔵浦和駅間を除く）・八高線の電車列車、上野東京ライン（常磐線系統とJR東海区間走行中を除く）、常磐緩行線の小田急電鉄所属の列車                                           |                                                                              | 大阪環状線～JRゆめ咲線直通 |                              |                                                                                                  |                            |
| F    |                              | 総武快速線、埼京線・川越線の快速（相鉄線直通の新宿駅～大崎駅間を除く）、南武線・相模線 | 東海道線（名古屋地区）・美濃赤坂線・武豊線の普通・快速系統                   | |                              |                                                                                                  |                            |
| G    |                              | 山手線 | 管内のワンマン電車列車（中央本線塩尻～中津川間、飯田線天竜峡～辰野間を除く） | |                              |                                                                                                  |                            |
| H    |                              | 中央快速線～青梅線・五日市線・八高線・富士急行線直通（分割併合あり）、常磐快速線（上野東京ライン〈品川駅発着〉含む）、川越線の区間運転する列車、横須賀線の付属編成による区間運転の列車、南武支線（尻手駅～浜川崎駅間） |                                                                              | 阪和線の快速・紀州路快速・区間快速・普通 |                              | 福北ゆたか線、鹿児島本線・長崎本線・佐世保線・大村線の特急（「リレーかもめ」「ハウステンボス」） |                            |
| K    |                              | 常磐緩行線のJR東日本所属列車、埼京・川越線の各駅停車（相鉄線直通の新宿駅～大崎駅間を除く）、横浜線 |                                                                              | 琵琶湖線の普通（休日ダイヤ）、琵琶湖線～JR神戸線の京都駅以西が快速の列車（休日ダイヤ）が「K」であった。(2020年3月14日改正で[M]に変更)、大和路線の快速・大和路快速・普通、※山陰本線（浜坂駅～出雲市駅・西出雲駅間）・境線の快速（「とっとりライナー」）・普通気動車列車（出雲神西駅以西直通の出雲市駅～西出雲駅間と出雲市駅～西出雲駅間の区間運転の列車を除く）（休日ダイヤ） |                              |                                                                                                  |                            |
| L    |                              | | ダイヤ乱れ時に使用することがある                                             | |                              |                                                                                                  |                            |
| M    | 特に指定していない電車列車   | 特に指定していない電車列車 | 特に指定していない電車列車                                                   | 特に指定していない電車列車 | 特に指定していない電車列車   | 特に指定していない電車列車                                                                       | 特に指定していない電車列車 |
| P    |                              | 山手線で本来とは逆の運用をする列車 |                                                                              | |                              |                                                                                                  |                            |
| R    |                              | （かつては中央・総武緩行線の東西線内を快速運転する電車列車のうち、国鉄所属車をKR, 営団所属車をSRとして使用していた）                                                                                                   |                                                                              | |                              |                                                                                                  |                            |
| S    |                              | 横須賀線、埼京・川越線の通勤快速（相鉄線直通の新宿駅～大崎駅間を除く）、常磐緩行線の東京メトロ所属の列車、仙石線 |                                                                              | 学研都市線・おおさか東線・加古川線、桜井線奈良駅～桜井駅間と和歌山線経由で王寺駅に直通する列車 |                              |                                                                                                  |                            |
| T    |                              | 中央線快速および青梅線直通する列車（分割併合なし） |                                                                              | 琵琶湖線・JR京都線・JR神戸線の高槻駅以西～西明石駅以東で快速の列車、和歌山線～JR難波駅直通の列車、和歌山線～大阪駅直通の列車の和歌山線内、和歌山線高田駅～五条駅・和歌山駅間、桜井線奈良駅～高田駅間 |                              |                                                                                                  |                            |
| Y    |                              | 京葉線の各駅停車、中央・総武緩行線の東西線内を普通運転する列車、湘南新宿ライン 非電化仮復旧時の仙石線 |                                                                              | 大阪環状線～大和路線の区間快速 |                              |                                                                                                  |                            |
| Z    |                              | 埼京線の事業用列車 |                                                                              | |                              |                                                                                                  |                            |

### 電車特定区間における例外
東京近辺の電車区間は、運転本数が非常に多い。このため、1から順に番号を付けると番号が重複してしまう可能性がある。そこで、以下のような独自の規則が採用されている。なお、この符番は、電車特定区間以外の路線やJR以外の鉄道社局でも採用しているケースがある。
- 上2桁（百・千の位）、始発駅の発車時刻の「時」が使用される（12時台始発であれば12）。他線区から直通してくる列車である場合の基準は、路線によって異なり、線区ごとに個別に設定している場合（この場合、厳密には列車番号が変わるので別の列車扱いであることが多い）もあれば、直通元の始発駅発車時間をもとにほぼ共有している場合もある。
  - 成田線成田駅発の常磐快速線直通列車の場合は、常磐線内の列車番号は直通運転の境界の我孫子駅発の時刻が基準となる（成田線の初電820M列車は成田駅4時47分発、我孫子駅5時31分発である。この電車の常磐線内の列車番号は580Hである）。中央線快速電車の中央本線（大月駅・河口湖駅）からの直通列車も同様に、高尾駅の発車時刻を基準に設定されている。相鉄線からの埼京線・川越線直通列車も同様に、新宿駅の発車時刻が基準となるが、千の位に4が付与される。一方、横須賀・総武快速線の直通列車、京葉線直通列車は成田空港駅・君津駅・上総一ノ宮駅など実際の始発駅の発車時刻が基準となる。
  - 常磐線各駅停車の場合は、東京メトロ千代田線・小田急小田原線・多摩線からの直通列車の場合でもその直通元の始発駅の発車時刻を基準としている。例えば、向ヶ丘遊園駅平日10時56分発の準急我孫子行きは、代々木上原駅11時19分発、綾瀬駅12時00分発であるが、小田急小田原線内の向ヶ丘遊園駅の発車時刻を基準に列車番号は1027Kである（千代田線内はB1027K）。中央・総武緩行線の東京メトロ東西線・東葉高速鉄道東葉高速線からの直通列車、埼京線の東京臨海高速鉄道りんかい線からの直通列車についても同様である。
  - JR・相鉄直通線の場合、新宿～羽沢横浜国大駅間の列車番号は相鉄線内で付番される番号の下3桁にMを付けたものを付番し、新宿駅以北に直通する列車は新宿駅で従来の埼京線内で付番される番号に変更される。
- 深夜0時台始発の列車の上2桁は24だが、1時台始発の場合は1である。山手線内回りの品川行（1つ手前の大崎駅で番号が改められるため）や、東京メトロ千代田線→JR常磐緩行線の松戸行き最終電車、埼京線の赤羽駅発池袋駅行き最終電車などに見られたが、2021年3月13日のダイヤ改正で全てなくなった。千代田線→常磐線の例では東京地下鉄線内（北千住～綾瀬間）での上2桁は25であった。また、山手線で大崎駅以外の途中駅を始発駅として運転する場合は、大崎駅以降も同じ番号になってしまうのを避けるため、上2桁を-1する。このため、池袋駅や品川駅を4時台に発車する列車には、列車番号が300番台の列車がある。
- 下2桁は、その列車の運行番号を示す。運行とは、平たく言えば人間で言う「勤務シフト」にあたる。つまり、一つの運行について、何時にどの駅を発車し、終点に到着したら折り返し何の列車になるか、その一日の流れがすべて決められている。その各々に番号が付けられている。たとえば、「01K」という運用番号の編成が4時台上りの電車になる場合は「400K」、その電車が折り返し5時台発の下り列車になる時は「501K」というように変化し、これを延々と繰り返す。
  - 運行番号は、「下りは奇数、上りは偶数」という前提があるため、上り方向に運転する時には1を減じて偶数化する。このため、1, 3, 5, …の順に与えられる。
  - 同じ「時」のうちに同一編成が2本以上の列車になる場合、例えば鶴見線では、末尾に「B」をつける（例：6時台に鶴見発下り「601」列車となった編成が、6時台のうちに再度下り列車となるときは「601B」となる）。南武支線では、一の位が運用番号（列車運行上は、尻手方面が下り）で、十の位を運用番号ごとの連番 (0, 1, 2)としている（例：702H列車となった編成が、7時台に2回目に浜川崎行きになるときは「712H」、3回目は「722H」）[注釈 3]。同様の付番方法を用いる東京地下鉄では、末尾に1、2と順に数字を付している。
- 末尾のアルファベットは、たとえば中央線快速であれば、途中駅で分割併合を行う列車を含む運用には「H」、含まない列車には「T」を付すなど、運転上の細かい違いを表すために付されるもので、種類は多岐に渡る。一部の線区では、数字のみの場合もある。この場合は表記上、「レ」ではなく「デ」となる。

### 新幹線
- 新幹線の場合も数字の後にアルファベットを付する。2024年3月現在では以下のとおり。
- ※印は在来線。

| 路線名                             | 列車名                                                               | 号数                                                                                              | 列車番号 | 記号 | 備考 |
| ---------------------------------- | -------------------------------------------------------------------- | ------------------------------------------------------------------------------------------------- | --- | ---- | --- |
| 東海道新幹線 山陽新幹線 九州新幹線 | のぞみ・ひかり・こだま・みずほ・さくら・つばめの各項目も参照のこと。 | のぞみ・ひかり・こだま・みずほ・さくら・つばめの各項目も参照のこと。                              | のぞみ・ひかり・こだま・みずほ・さくら・つばめの各項目も参照のこと。                                               | A    | 九州新幹線は新八代～鹿児島中央間の部分開業時はFを使用していたが、山陽新幹線との相互直通運転の準備関係で2010年3月13日のダイヤ改正でAに変更し、東海道・山陽新幹線と共通になった。2011年3月12日のダイヤ改正で九州新幹線は博多～鹿児島中央間の全線開業と共に山陽新幹線と相互直通運転を行っている。九州新幹線のみを走る列車（新下関始発・終着列車を含む）は5000番台。 |
| 博多南線※                          | -                                                                    |                                                                                                   | | A    | 山陽新幹線の回送線であるため、営業列車については山陽新幹線で運行される列車番号を使用。博多南線のみを運行する列車は2800番台。 |
| 東北新幹線 北海道新幹線            | はやぶさ                                                             | 1号～ 仙台～盛岡間各駅停車は101号～ 仙台以北の区間列車は95号～                                    | 3000+号数。 ただし、こまちと併結が無い場合は号数。 東京～仙台発着列車は1000+号数。 東京～盛岡発着列車は4000+号数。 | B    | |
| 東北新幹線 北海道新幹線            | はやて                                                               | 91号～                                                                                            | 4000+号数。 ただし、盛岡・新青森～新函館北斗発着列車は号数。                                                       | B    | |
| 東北新幹線 北海道新幹線            | やまびこ                                                             | 50号～ 東京～仙台間の列車は122号～ 仙台以北の区間列車は94号～ 仙台以南の区間列車は290号～         | 号数。 ただし、つばさと併結が無い速達タイプは1000+号数。                                                           | B    | |
| 東北新幹線 北海道新幹線            | なすの                                                               | 251号～                                                                                           | 号数。 | B    | |
| 山形新幹線                         | つばさ                                                               | 121号～ やまびこと併結する臨時列車は172号～ やまびこと併結しない臨時列車は72号～                  | 号数。 臨時列車は8000+号数または9000+号数。                                                                        | B・M | 東北新幹線区間を走行の際はB、在来線区間を走行の際はMを使用。ただし、併結されている列車との誤乗および積み込み防止のため車内販売で使われる記号は列車番号の下3桁とM。 |
| 秋田新幹線                         | こまち                                                               | 1号～ 仙台以北の区間列車は95号～                                                                  | 毎日運転が3000+号数。 臨時列車は6000+号数。                                                                        | B・M | 東北新幹線区間を走行の際はB、在来線区間を走行の際はMを使用。ただし、併結されている列車との誤乗および積み込み防止のため車内販売で使われる記号は列車番号の下3桁とM。 |
| 上越新幹線 ガーラ湯沢 支線※        | とき                                                                 | 300号～ 越後湯沢以北のみの区間列車は480号～ 臨時列車は10号～                                      | 号数。 新潟駅で特急いなほと接続する列車は1000+号数。                                                               | C    | たにがわ470号・477号のみEを使用。 |
| 上越新幹線 ガーラ湯沢 支線※        | たにがわ                                                             | 400号～ 高崎発着の区間列車は470号～ 臨時列車は70号～                                              | 号数。 定期列車で越後湯沢～ガーラ湯沢間を回送扱いで運転する列車は2000+号数。 ガーラ湯沢発着の列車は4000+号数。     | C・E | たにがわ470号・477号のみEを使用。 |
| 北陸新幹線                         | かがやき                                                             | 500号～ 臨時列車は520号～                                                                         | 3000+号数。 臨時列車は8000+号数または9000+号数。                                                                   | E    | |
| 北陸新幹線                         | はくたか                                                             | 551号～ 長野～金沢間のみ運転の列車は590号～                                                       | 号数。 | E    | |
| 北陸新幹線                         | つるぎ                                                               | 1号～ 敦賀で在来線特急に接続しない列車は60号～ 臨時列車は79号～ 敦賀延伸前は700号～を使用していた | 号数。ただし、速達タイプは1000+号数。 臨時列車は8000+号数。                                                        | E    | |
| 北陸新幹線                         | あさま                                                               | 600号～ 軽井沢～長野間のみ運転の列車は690号～ 臨時列車は634号～                                   | 号数。 臨時列車は8000+号数または9000+号数。                                                                        | E    | |
| 西九州新幹線                       | かもめ                                                               | 1号～ 区間列車は101号～ 臨時列車は81号～                                                          | 2000+号数。 臨時列車は6000+号数。                                                                                  | G    | |

### JR貨物
- JR貨物は2～4桁の数字で表す[1]。

| 種別          | 千の位     | 百の位         | 下2桁          |
| ------------- | ---------- | -------------- | -------------- |
| 高速貨物列車A | 0～5       | 0              | 50～69         |
| 高速貨物列車B | 0～5       | 0              | 70～99         |
| 高速貨物列車C | 0～1       | 1～9           | 50～59         |
| 専用貨物列車A | 0～1, 3～5 | 1～9           | 60～89         |
| 専用貨物列車B | 0～1, 3～5 | 1～9           | 90～99         |
| 季節列車      | 6～7       | 上記種別に準拠 | 上記種別に準拠 |
| 臨時・不定期  | 8～9       | 上記種別に準拠 | 上記種別に準拠 |

## 公営鉄道

### 札幌市交通局
各線とも運用する車両ごとに十位・一位からなる列車番号が付される。範囲は、普段は11から34までが付されるが、東西線では36が付されたこともある。試運転の車両に付される番号は01(例外として、東西線8000形のATOに関する試運転では02が付される)。南北線・東豊線について、大規模なイベントが開催される際に運行する臨時列車には50から89が付され、事故車等の回送には90から99が付される。

### 東京都交通局（都営地下鉄）
各線とも千位・百位が始発駅の時刻（直通列車はその列車の始発駅の時刻）、十位・一位が運行番号となり、以下のアルファベットを末尾につける。
浅草線：押上・京成線方面（北行）は奇数、西馬込・京急線方面（南行）は偶数
- T：東京都交通局（Tokyo,Toei（都営））
- K：京成・芝山鉄道（Keisei）
- H：京浜急行（使用開始当初、京急が使用していた略号、KHK（Keihin Kyuko）の二つ目の文字から。Kは共に都営浅草線に乗り入れる京成がすでに使用していた）
- N：北総鉄道（千葉ニュータウン鉄道所有車を含む。北総の「北」を表す英単語Northから。Hは共に都営浅草線に乗り入れる京急がすでに使用していた）

三田線：西高島平方面（北行）は奇数、目黒・東急目黒線方面（南行）は偶数
- T：東京都交通局
- K：東急（使用開始当初、東急が使用していた略号、TKK（Tokyo Kyuko Kabushikigaisha）の二つ目の文字から。）
- G：相鉄（SaGamiから。Sは東京メトロが、Mは埼玉高速鉄道と西武鉄道がすでに使用していた）
- S：東京メトロ（共用区間のみ、Subway）
- M：埼玉高速鉄道（共用区間のみ、SaitaMaから。Sは営団が、Tは東京都交通局がすでに使用していた）

新宿線：新宿・京王線方面（西行）は奇数、本八幡方面（東行）は偶数
- T：東京都交通局
- K：京王（Keio）

大江戸線：光が丘駅を10時に発車する列車から順に運行番号をつける（朝夕のみの運行の列車は入庫順につける）
- A1：環状部内回り運用（光が丘→清澄白河）
- A2：環状部内回り運用（清澄白河→都庁前）
- B1：環状線外回り運用（都庁前→清澄白河）
- B2：環状線外回り運用（清澄白河→光が丘）
  - 同じ列車が都庁前を2度通ることになるので、清澄白河を境に末尾の数字を変えている。

ただし、同じ時間に複数回同一の運行番号の列車が運行される場合は、社局別の英字の後に小文字の英字をabc順に付して識別する（例：801Ta→801Tb）。

### 横浜市交通局
ブルーライン、グリーンラインとも千位・百位が始発駅の時刻(時刻に関係なく回送列車は30、試運転列車は40)、十位・一位が運行番号である。末尾には、上り列車の場合はa、c、下り列車の場合はb、dのアルファベットを付して上下線を識別する。
ブルーラインの快速列車は、千位の前に「快速」または「R」(英語で快速を意味するRapidの頭文字)を付して識別する。

### 名古屋市交通局
名古屋市交通局の鉄道路線では以下の原則で付番される。
- 東山線・鶴舞線（名鉄線直通を除く）・桜通線・上飯田線（名鉄線直通を除く）および名港線（名城線からの直通を含む）は発駅記号+発駅時間+終着駅記号で表される。
- 名城線は周回方向+発駅記号+発駅時間+終着駅記号で表される（環状運転の場合はナゴヤドーム前矢田駅を発駅/終着駅とする）。
- 鶴舞線のうち名鉄線と直通運転している列車および上飯田線のうち名鉄線と直通運転している列車は、列車番号の付番方法#名古屋鉄道を参照。
- 発駅・着駅および周回記号は以下のとおり。

| 東山線    | 名城線・名港線        | 鶴舞線      | 桜通線    | 上飯田線  |
| --------- | --------------------- | ----------- | --------- | --------- |
| T：高畑   | D：ナゴヤドーム前矢田 | M：上小田井 | K：太閤通 | D：上飯田 |
| W：岩塚   | Z：大曽根             | J：浄心     | M：今池   | H：平安通 |
| S：栄     | Y：金山               | Y：八事     | S：桜山   |           |
| K：池下   | M：名古屋港           | A：赤池     | N：野並   |           |
| H：星ヶ丘 | A：新瑞橋             |             | T：徳重   |           |
| F：藤が丘 | U：瑞穂運動場東       |             |           |           |
|           | G：名古屋大学         |             |           |           |
|           | L：左回り             |             |           |           |
|           | R：右回り             |             |           |           |

- 表記例
  - 東山線 T534F：高畑 5時34分発 藤が丘行
  - 名城線 LD1201D：ナゴヤドーム前矢田 12時01分発 左回り環状運転
  - 桜通線 T2400M：徳重 0時00分発 今池行

### 京都市交通局
烏丸線
4桁の数字で、1,2桁目は行き先、3,4桁目は運行番号で表す。
行き先は以下のとおりである
11：国際会館行
21：国際会館行（着後留置）
16：竹田行
20：竹田行（着後入庫）
26：竹田行（着後留置）
18：新田辺行
39：近鉄奈良行
運行番号は京都市交通局所属車両に01～が、近畿日本鉄道所属車両に51～が付番される。

東西線
4桁の数字で、1,2桁目は行き先、3,4桁目は運行番号で表す。
行き先は以下のとおりである
18：太秦天神川行
28：太秦天神川行（着後留置）
16：京都市役所前行
13：六地蔵行
23：六地蔵行（着後入庫）
1D：四宮行
1E：びわ湖浜大津行
運行番号は京都市交通局所属車両に01～が、京阪電気鉄道所属車両に51～が付番される。

### 神戸市交通局
- 西神・山手線・北神線
  - 4桁または5桁で表し、万の位・千の位は始発駅の発車時間帯(9時なら9、13時なら13)、百の位は行先、十の位・一の位を運用番号で表す。
  - 百の位の行先
    - 1：西神中央
    - 2：学園都市
    - 3：名谷
    - 7：新神戸
    - 8：谷上

  - 北神線が北神急行電鉄であったころは北神急行車に60番台の運用番号が割り当てられていた。
- 海岸線
  - 三宮・花時計前方面は奇数、新長田方面は偶数で始発から順に付番する。

### 福岡市交通局
空港線・箱崎線
6桁の数字で、1，2桁目は行き先、3，4桁目は運行番号、5，6桁目は姪浜方面は奇数、福岡空港・貝塚方面は偶数で運行順に付番する
行き先
- 03：姪浜
- 04：西新
- 05：中洲川端
- 06：博多
- 07：福岡空港
- 08：貝塚

運行番号
- 01～：JR車
- 30～：地下鉄車

七隈線
4桁の数字で、1，2桁目は運行番号、3，4桁目は橋本方面は奇数、博多方面は偶数で運行順に付番する

## 大手私鉄

### 東武鉄道
東武鉄道では以下の列車番号で設定されている。

#### 伊勢崎線（東武スカイツリーライン区間を含む）・日光線および野田線を除く支線
- 種別
  - 1～：SL大樹、普通
  - 30～：急行（南栗橋始発の20400系充当列車。鬼怒川線内は100を足す）
  - 50～：区間急行（南栗橋始発の20400系充当列車。鬼怒川線内は100を足す）
  - 70～：SL大樹ふたら
  - 1000～：特急（JR東日本直通列車は末尾にMがつく）
  - 2000～：区間急行
  - 3000～：区間準急
  - 3100～：AIZUマウントエクスプレス
  - 4000～：準急・THライナー
  - 5000～：臨時（JR東日本直通列車は末尾にMがつく）
  - 6000～：回送（複々線区間では急行線を走行）
  - 7000～：不定期・試運転
  - 8000～：社用品・入出場・排雪・救援（特殊列車）
  - 9000～：回送（複々線区間では緩行線を走行、浅草～とうきょうスカイツリー間走行で業平橋電車留置線に入出庫する列車にも使用）
- 行先
  - 000～：浅草～春日部・東武日光間特急列車（けごん・リバティけごん・スカイツリーライナーおよびアーバンパークライナーのうち浅草発の東武スカイツリーライン直通系統で基本編成）、SL大樹、浅草3・4・5番線発着で業平橋電車留置線出入庫の回送列車
  - 050～：新宿～東武日光間特急列車（日光・スペーシア日光。前者は臨時および代走のみ）
  - 060～：新宿～鬼怒川温泉間特急列車（きぬがわ・スペーシアきぬがわ。後者は臨時および代走のみ）
  - 070～：SL大樹ふたら
  - 100～：浅草・南栗橋～鬼怒川温泉・鬼怒川公園・新藤原間列車（きぬ・リバティきぬ・リバティ会津を含む）
  - 200～：浅草・南栗橋～新栃木間列車（けごん・リバティけごんを含む）
  - 300～：浅草・館林～伊勢崎間（りょうもう・リバティりょうもうを含む）、栃木・新栃木・下今市～鬼怒川温泉・新藤原間列車
  - 400～：浅草・館林～太田間（りょうもう・リバティりょうもうを含む）、南栗橋・栃木・新栃木～東武宇都宮間（宇都宮線）列車
  - 500～：浅草・北千住・北春日部・東武動物公園～久喜・館林間（りょうもう・リバティりょうもうを含む）
  - 600～：浅草～南栗橋間、佐野線（りょうもう・リバティりょうもうを含む）、下今市～東武日光間列車（特急連絡のみ）
  - 700～：浅草～東武動物公園間、下今市～東武日光間列車、小泉線（館林～西小泉間）関係列車
  - 800～：浅草～北越谷・北春日部間、桐生線、桐生線～小泉線直通の関係列車
  - 900～：浅草～北千住・竹ノ塚間、栃木・新栃木～新鹿沼・東武日光間、小泉線太田～西小泉・東小泉間列車、浅草1・2番線発着で業平橋電車留置線出入庫の回送列車

地下鉄直通列車
- 日比谷線直通列車と半蔵門線直通列車は始発駅の発車時間を使用する。準急とTHライナーには併せて4000番台を使用する。

（例：長津田13:09発の52T運用の急行列車→1352T、南栗橋22:06発の19K運用の準急列車→4219K）
- 日比谷線直通と半蔵門線直通の各回送には、6000番台（緩行線走行の場合は9000番台）を、始発駅の発車時間と運用番号を併せて使用する。
  - 日比谷線直通列車は、先頭に以下の記号も付属する。
    - A 上り列車（竹ノ塚・北越谷・北春日部・東武動物公園・南栗橋始発）
    - B 下り列車（竹ノ塚・北越谷・北春日部・東武動物公園・南栗橋行き）

  - 半蔵門線直通列車は、先頭に以下の記号も付属する。
    - C 上り列車（北越谷・東武動物公園・南栗橋始発）
    - D 下り列車（北越谷・東武動物公園・南栗橋行き）
    - E 上り列車（久喜始発）
    - F 下り列車（久喜行き）
- 亀戸線は亀戸行きを奇数、曳舟行きを偶数とし、記号A B Cを列車番号の先頭につける（例：A1）

2003年3月のダイヤ改正で本数が削減されるまではDも存在した。
- 大師線は大師前行きを奇数、西新井行きを偶数とし、1時間ごとに順番号を用い末尾に記号Dをつける（例：2401D）。
- 伊勢崎線のワンマン列車は、列車番号の末尾にEを付番する（例：345E）。
- 日光線・宇都宮線・鬼怒川線のワンマン列車は、列車番号の末尾にNを付番する（例：201N）。
- 伊勢崎線～野田線直通旅客列車は、列車番号の頭にSを付番する（例：S1045）。
- 2017年4月のダイヤ改正まで使用されていた種別
  - 33～：快速（鬼怒川線内は100を足す）
  - 41～：区間快速（鬼怒川線内は100を足す、2013年のダイヤ改正以前は50～を使用していた）

1997年以前の列車番号（本線系統）
- ここでは1997年のダイヤ改正で区間準急が設定されるまでの列車番号を説明する、なお日比谷線直通列車の付番は97年以降とほぼ同じため割愛する。
- 種別
  - 1000～：特急・急行（急行に関してはりょうもうが使用、特急列車に関しては栃木・新鹿沼に停車する列車のみ使用）
  - 2000～：快速急行（1992年まで）・急行（1992年から、主に日光線方面で使用）
  - 3000～：不定期列車（主に林間学校・たびじ等の不定期季節及び修学旅行列車）
  - 4000～：回送（浅草～業平橋間走行で業平橋電車留置線に入出庫する列車と東武日光～下今市～鬼怒川公園間を走行する列車に使用）
  - 5000～：臨時
  - 6000～：回送（複々線区間では急行線を走行）
  - 7000～：試運転
  - 8000～：社用品・入出場・排雪・救援
  - 9000～：回送（複々線区間では緩行線を走行する列車）及び予備番号
- 行先及び種別（一部列車は上段の列車の使命も併せて使用）
  - 000～：浅草～東武日光間特急・快速列車
  - 100～：浅草～鬼怒川温泉・鬼怒川公園・新藤原間特急・急行・快速列車
  - 200～：浅草～新栃木・東武宇都宮間の準急・急行列車（しもつけを含む）と日光線方面の貨物列車
  - 300～：浅草～伊勢崎間でなおかつ北千住～太田間準急列車扱いになる準急列車（準急A）、栃木・新栃木・下今市～鬼怒川温泉・新藤原間列車
  - 400～：浅草～羽生（1992年まで）・伊勢崎間で尚且つ北千住～東武動物公園間準急列車扱いになる準急列車（準急B）太田～赤城間列車、藤岡・新大平下・栃木・新栃木～東武宇都宮間（宇都宮線）列車と桐生・小泉線方面の貨物列車
  - 500～：浅草・北春日部～館林・太田間の準急・普通列車、下今市～東武日光間列車（特急連絡のみ）
  - 600～：浅草～幸手（1986年まで）・南栗橋・藤岡・新栃木間の普通列車（浅草～藤岡・新栃木間については680～以降を使用）、佐野線、浅草～葛生間列車（急行りょうもうと貨物列車）
  - 700～：浅草～東武動物公園間、下今市～東武日光間列車、小泉線（館林～成島・西小泉間）関係列車
  - 800～：浅草・北千住～北春日部間、館林～伊勢崎間の普通列車、野田線貨物列車（1985年まで、それ以降は設定のみ）
  - 900～：浅草～竹ノ塚・草加・北越谷間、栃木・新栃木～新鹿沼・東武日光間、小泉線太田～西小泉・東小泉間と太田～東小泉～館林間列車

回送の列車番号は前後の列車と関連付けさせるため基本的に一の位の前後の数を用いていた（日比谷線直通は通常の営業列車と同じように付番しそれらの前に回を付けていた）。
例：2501列車の折返しの上り列車の回送→回6502列車
貨物列車
- 列車番号の先頭にKをつける（例：K610）
- また小区間（壬生～柳原信号所などの距離の短い区間）のみ運転する列車はKと一緒にイロハ順に文字をつける。（例：Kイ）
- 東上線運行の貨物列車については上記設定は使用せず後者の9000番台を使用していた。

#### 野田線（東武アーバンパークライン）
- 野田線は以下の列車番号で構成されている。
- 種別
  - 1000～：特急
  - 2000～：急行
  - 3000～：区間急行
  - 5000～：臨時
  - 6000～：回送
  - 7000～：試運転
- 行先区間
  - 100～399：大宮・岩槻・春日部・七光台・運河・柏・高柳～高柳・船橋間
  - 400～699：大宮・岩槻・春日部・七光台・運河～野田市・柏間
  - 700～799：大宮～七光台間
  - 800～899：大宮～岩槻・春日部間
- 大宮方向（上り）を偶数、船橋方向（下り）を奇数とし末尾にAをつける。
- 野田線～伊勢崎線直通旅客列車は頭にSをつける。
- 過去の設定
  - 2016年3月25日まではJR東日本の電車列車ダイヤと同じように運用番号の頭に始発駅の発時刻をつけ、上り列車は運用番号から1を差し引き末尾にAを、また毎時0～59分の間に同じ運用番号の列車が折り返す時には末尾にBをつけていた。
  - 回送列車は日比谷・半蔵門線直通列車と同じように始発駅の発時刻と運用番号を併せて、頭に6000番台を使用していた（2007年頃から、それ以前は営業列車と同じ設定）（例：七光台5:00発の06運用の回送列車→6506A）
  - 2007年3月10日から2011年7月22日のダイヤ改正まではAとBの記号が消滅しており、春日部駅において本線の列車番号と重複する場合に限り末尾にCを付けていた。それ以前のダイヤ改正までは、A～Cのすべての記号が存在していた。

#### 東上線・越生線
- 種別
  - 1～：TJライナー
  - 50～：快速急行
  - 70～：川越特急
  - 100～：普通
  - 1000～：急行
  - 2000～：通勤急行（2016年3月26日のダイヤ改正で消滅。当種別制定前は準急が使用していた）
  - 3000～：準急（通勤急行制定前までは越生線の線内列車が当数字を使用していた）
  - 4000～：快速（2023年3月18日のダイヤ改正で消滅。2013年3月13日のダイヤ改正以前は定期回送列車として使用していた）
  - 5000～：臨時列車
  - 6000～：定期回送（2013年3月16日のダイヤ改正以前は臨時回送列車として使用していた）
  - 7000～：試運転
  - 8000～：入出場・社用品
  - 9000～：予備番号（1986年までは貨物列車が使用）
- 1983年まで存在した朝ラッシュ時のときわ台に停車する準急は列車番号の末尾にTを付けて他の準急と区別していた。
- 行先
  - 000～：小川町発着（急行のみ）・下板橋電留発着（回送）
  - 100～：小川町発着
  - 200～：森林公園発着
  - 300～：川越市発着
  - 498～：上福岡発着
  - 500～：志木発着
  - 700～：成増発着
  - 994～：上板橋発着(上板橋行きは回送のみ)
- 2005年3月17日のダイヤ改正まで存在した武蔵嵐山発着の列車には270～281の列車番号が付番されていた。

地下鉄直通列車
- 地下鉄直通列車は付番基準が異なり、記号・種別・本数・運用番号で構成されている。
- 記号
  - A：志木発の上り列車
  - B：志木着の下り列車
  - C：川越市発の上り列車
  - D：川越市着の下り列車
  - E：森林公園・小川町発の上り列車
  - F：森林公園・小川町着の下り列車
- 千位：列車種別
  - 無し：副都心線経由・快速急行
  - 1：副都心線経由・急行
  - 2：有楽町線経由・普通
  - 3：副都心線経由・普通
  - 4：副都心線経由・快速(定期設定なし)
  - 6：回送
- 百位は同一運用の最初の列車を1とし（同一運用の中に違う列車種別の場合も1である、例:平日13Tの最初発車は新木場行き森林公園6:33発→E2113T、森林公園からの次は元町・中華街行き10:39発→E1113T）、次列車より2、3、4の順にする。
- 2016年3月26日ダイヤ改正前
千位百位は始発駅の発車時間を使用する(例：森林公園6:34発→E6○○)。
また、副都心線直通列車は+3000である、例：川越市11:23発の33S運用→C4133S。
- 運用番号
十位一位で運用番号を指定する。末尾に'S'（東京メトロ所属車両）または'T'（東武所属車両）または'K'（東急・横浜高速所属車両）が付く。

東上線系その他の列車
- 森林公園・小川町～寄居、越生線は、付番基準が異なり、記号・時間・運用番号で構成されている。
- 記号
  - A 越生線の列車
  - Y 森林公園・小川町～寄居間の列車
- 時間
数字は千位百位に始発駅の発車時間を使用する(例：小川町8:34→Y8○○)。
同一時間に同一の始発駅で同じ運用が2本目を走る場合は千位に+3000する(例:越生駅を7時台に2度発車するA81運用の坂戸行き→1本目がA780、2本目がA3780)
- 運用番号
十位一位で運用番号を指定する。下りが奇数、上りが偶数である。

### 西武鉄道
全路線で4桁以下の数字が使用される。基本的に種別(自社線内)と運行区間で番台ごとに区分され、上下別に時刻順で番号が振られる。下りは1からの奇数、上りは2からの偶数となる。
- 例：池袋線系統 2512：2500からの区分の上り列車のうち6本目
- 例：新宿線系統 2705：2600からの区分の下り列車のうち53本目
- 例：新宿線系統 2253：2250からの区分の下り列車のうち2本目

原則として千位で種別を、百位で運行区間を示すが、例外が多い（下記一覧参照）。なおこのうち運行区間については、定期営業列車では区間そのもので区分されるが、定期回送列車では行先ごとに区分される。
また、池袋線の所沢～小手指間、新宿線の新所沢～南入曽間の回送列車について、「所沢・新所沢まで下り営業列車の場合」と「所沢・新所沢から上り営業列車となる場合」では、基本的に営業列車と回送列車が同一の列車として扱われ、列車番号は営業時のものを使用する。
- 具体例：新所沢5:40発の急行西武新宿行きは、直前に南入曽から新所沢まで回送で送り込まれる。この場合は南入曽→新所沢の回送と新所沢→西武新宿の急行の双方が第2802列車となる。

定期列車と不定期列車はダイヤごとに時刻が定められており、同じ列車番号であれば時刻も同じになるが、臨時列車はこの限りではなく、同一ダイヤ内でも時刻の異なる列車に同じ列番が与えられることや、時刻の同じ列車に別の番号が与えられることも多い。
路線別に区分の一覧と備考を以下に示す。また野球・イベント開催時の臨時列車については別途記述する。

#### 池袋線系統
池袋線・西武秩父線・豊島線・狭山線・西武有楽町線が対象。
- 1～：特急 池袋(飯能)～西武秩父間
- 60～：特急 池袋(所沢・飯能)～西武秩父間(休日ダイヤで運行される列車のうち、平日ダイヤに近い時刻の列車が無い場合に使用)
- 80～：特急 池袋～西武球場前 (不定期)
- 90～：臨時特急
- 350～：観光列車 (不定期)
- 380～：観光列車向け不定期回送
- 400～：S-TRAIN 副都心線～(所沢・飯能)西武秩父
- 500～：S-TRAIN 有楽町線～(所沢)小手指
- 700～：特発の臨時列車 (車両交換・ダイヤ乱れ時など)
- 800～：同上 (終電後)
- 980～：観光列車 (臨時)
- 1000～：快速急行 池袋～西武秩父
- 1100～：快速急行 池袋～飯能
- 1450～：快速急行 有楽町線～飯能
- 1550～：快速急行 有楽町線～小手指
- 1700～：Fライナー 快速急行 副都心線～飯能
- 1750～：快速急行 副都心線～飯能
- 1800～：Fライナー 快速急行 副都心線～(所沢)小手指
- 1850～：快速急行 副都心線～小手指
- 2100～：急行 池袋～飯能
- 2250～：急行 池袋～小手指
- 2500～：通勤急行 池袋～飯能
- 3100～：快速 池袋～飯能
- 3200～：快速 池袋～小手指
- 3300～：快速 池袋～所沢
- 3350～：快速 池袋～西武球場前
- 3400～：快速 有楽町線～飯能
- 3550～：快速 有楽町線～小手指
- 3700～：快速 副都心線～飯能
- 3800～：快速 副都心線～所沢
- 3850～：快速 副都心線～小手指
- 4100～：準急 池袋～飯能
- 4200～：準急 池袋～小手指
- 4300～：準急 池袋～(保谷・清瀬)所沢
- 4350～：準急 池袋～西武球場前
- 4400～：準急 有楽町線～飯能
- 4500～：準急 有楽町線～(保谷)所沢
- 4550～：準急 有楽町線～小手指
- 4600～：通勤準急 池袋～所沢
- 4650～：通勤準急 池袋～小手指
- 4700～：準急 副都心線～飯能
- 4800～：準急 副都心線～(石神井公園・保谷・清瀬)所沢
- 4850～：準急 副都心線～小手指
- 5000～：各駅停車 飯能～西武秩父
- 5080～：各駅停車 飯能～吾野
- 5090～：各駅停車 飯能～西武秩父 (不定期)
- 5100～：各駅停車 池袋(保谷・所沢・小手指)～飯能
- 5200～：各駅停車 池袋～小手指
- 5300～：各駅停車 池袋～所沢
- 5350～：各駅停車 池袋(所沢・保谷)～西武球場前
- 5400～：各駅停車 池袋(練馬)～豊島園
- 5600～：各駅停車 池袋～石神井公園
- 5700～：各駅停車 池袋～保谷
- 5850～：各駅停車 池袋～清瀬
- 6000～：各駅停車 飯能～三峰口 (横瀬駅で長瀞発着の列車と分割・併合)
- 6050～：各駅停車 横瀬～長瀞 (一部を除き、横瀬駅で飯能～三峰口間の列車と分割・併合)
- 6100～：各駅停車 西所沢～西武球場前
- 6250～：各駅停車 西所沢～西武球場前 (不定期)
- 6300～：各駅停車 有楽町線(小竹向原)～石神井公園
- 6350～：各駅停車 有楽町線(小竹向原)～保谷
- 6400～：各駅停車 有楽町線～清瀬
- 6450～：各駅停車 有楽町線～所沢
- 6500～：各駅停車 有楽町線(小竹向原)～小手指
- 6550～：各駅停車 有楽町線(小竹向原)～飯能
- 6600～：各駅停車 副都心線～石神井公園
- 6650～：各駅停車 副都心線～保谷
- 6700～：各駅停車 副都心線～清瀬
- 6750～：各駅停車 副都心線～所沢
- 6800～：各駅停車 副都心線～小手指
- 6850～：各駅停車 副都心線～飯能
- 7000～：不定期列車 (デーゲームダイヤ時等)
- 8000～：不定期列車 (ナイターダイヤ時等)
- 9000～：回送 武蔵丘・芦ヶ久保・横瀬・西武秩父行き
- 9080～：回送 横瀬・武蔵丘行き (秩父鉄道直通)
- 9100～：回送 狭山ヶ丘・仏子・飯能行き
- 9180～：回送 秩父線多客ダイヤ時のみ運転
- 9200～：回送 西所沢・小手指行き (西所沢行きは狭山線の列車を除く)(小手指行きのうち、所沢まで下り一般営業列車の場合を除く[注釈 5])
- 9300～：回送 西所沢行き (狭山線)
- 9350～：回送 狭山線多客ダイヤ時のみ運転
- 9400～：回送 清瀬・所沢行き (小手指発の所沢行きのうち、所沢から上り一般営業列車となる場合を除く[注釈 5])
- 9500～：回送 東長崎・練馬・豊島園・石神井公園行き
- 9550～：回送 新木場行き
- 9580～：回送 元町・中華街行き
- 9600～：回送 池袋・保谷行き
- 9700～：不定期試運転
- 9800～：不定期回送
- 9900～：臨時回送 (観光列車向けを含む)
- 9970～：臨時試運転

#### 新宿線系統
新宿線・拝島線・多摩湖線・西武園線・国分寺線が対象。
- 100～：特急 西武新宿～本川越
- 160～：特急 西武新宿～本川越 (休日ダイヤで運行される列車のうち、平日ダイヤに近い時刻の列車が無い場合に使用)
- 190～：臨時特急
- 450～：観光列車 (不定期)
- 480～：観光列車向け不定期回送
- 550～：観光列車 (不定期)
- 600～：拝島ライナー 西武新宿～拝島
- 700～：特発の臨時列車 (車両交換・ダイヤ乱れ時など)
- 800～：同上 (終電後)
- 980～：観光列車 (臨時)
- 1600～：快速急行 西武新宿～本川越
- 2100～：急行 西武新宿～田無
- 2250～：急行 西武新宿～玉川上水
- 2300～：急行 西武新宿～拝島
- 2550～：急行 西武新宿～多摩湖 (不定期)
- 2600～：急行 西武新宿～本川越
- 2750～：通勤急行 西武新宿～本川越
- 2800～：急行 西武新宿～新所沢
- 4100～：準急 西武新宿～田無
- 4250～：準急 西武新宿～玉川上水
- 4300～：準急 西武新宿～拝島
- 4600～：準急 西武新宿～本川越
- 4800～：準急 西武新宿～新所沢
- 5000～：各駅停車 西武新宿～上石神井
- 5100～：各駅停車 西武新宿(上石神井)～田無
- 5250～：各駅停車 西武新宿～玉川上水
- 5300～：各駅停車 西武新宿(上石神井)～拝島
- 5400～：各駅停車 小平～拝島
- 5470～：各駅停車 小平～玉川上水
- 5500～：各駅停車 西武新宿～多摩湖
- 5530～：各駅停車 小平～多摩湖
- 5550～：各駅停車 小平～多摩湖 (不定期)
- 5570～：各駅停車 玉川上水～拝島
- 5600～：各駅停車 西武新宿(上石神井・田無・所沢・新所沢)～本川越
- 5800～：各駅停車 西武新宿～新所沢
- 6000～：各駅停車 国分寺～多摩湖
- 6190～：各駅停車 国分寺～多摩湖 (不定期)
- 6200～：各駅停車 東村山～西武園
- 6400～：各駅停車 国分寺～萩山
- 6500～：各駅停車 萩山～多摩湖
- 6520～：各駅停車 萩山～多摩湖 (野球開催時・多客ダイヤ時)(一部は新宿線直通の急行として運転する場合あり)
- 6600～：各駅停車 国分寺～東村山
- 6870～：各駅停車 国分寺～西武園
- 7000～：不定期列車 (デーゲームダイヤ時等)
- 8000～：不定期列車 (ナイターダイヤ時等)
- 9000～：回送 西武新宿行き
- 9030～：回送 上石神井行き
- 9100～：回送 田無行き
- 9200～：回送 小平行き (拝島線を除く)
- 9250～：回送 東村山行き (西武園線)
- 9300～：回送 小川行き (拝島線)
- 9330～：回送 小川行き (西武園・国分寺線)
- 9350～：回送 西武園行き
- 9360～：回送 東村山行き (国分寺線)
- 9400～：回送 玉川上水行き
- 9430～：回送 小平・拝島行き (拝島線)
- 9450～：回送 萩山行き (拝島線)
- 9470～：回送 萩山・多摩湖行き (多摩湖線)
- 9480～：回送 多客ダイヤ時のみ運転
- 9500～：回送 南入曽行き (新所沢まで下り営業列車の場合を除く[注釈 6])
- 9550～：回送 新所沢行き (新所沢から上り営業列車となる場合を除く[注釈 6])
- 9600～：回送 本川越行き
- 9650～：回送 所沢行き
- 9700～：不定期試運転
- 9800～：不定期回送
- 9900～：臨時回送 (観光列車向けを含む)
- 9970～：臨時試運転

※特筆が無い回送は発駅の指定無し

#### 臨時ダイヤ（池袋線系・新宿線）
西武ドームでの野球・イベント開催時には臨時ダイヤとして多数の不定期列車が運転される。デーゲームダイヤとナイターダイヤが存在し、さらにここから派生する形でコンサート等のイベントにも対応している。
列車番号は以下の独自規則で設定される。定期列車の延長や行先変更(及びその逆)の形で運転されるものも多く、この場合は基本的に定期列車の種別を引き継ぐため、不定期区間単体で見ると通過運転を行わない優等列車も存在する。
千位
- 7：デーゲームダイヤ及びそれに準じるダイヤ
- 8：ナイターダイヤ及びそれに準じるダイヤ

百位
- 0：新宿線直通の営業列車
- 1：新宿線直通の回送列車
- 2～5：営業列車 (池袋線系完結)
  - 2：急行
  - 3：快速
  - 4：準急
  - 5：各駅停車
- 6：各駅停車 (コンサートダイヤ)
- 7～9：回送

十位以下：上記グループごとに、上下別で1から付番。なお野球開催時における復路輸送用の列車と、コンサートダイヤで運転される列車には50以降の番号が割り当てられる。また回送についてはさらに細かい区分が存在する。
- 7700～：デーゲームダイヤにおける一般車の回送
- 7750～：デーゲームダイヤにおける一般車の回送（試合終了時刻に応じて運転）
- 7850～：デーゲームダイヤにおける一般車の回送（復路輸送に使用する車両の送り込み）
- 7890～：デーゲームダイヤにおける特急車両の回送
- 8700～：ナイターダイヤ等における一般車の回送
- 8750～：ナイターダイヤ等における一般車の回送（試合終了時刻に応じて運転）
- 8850～：ナイターダイヤ等における一般車の回送（復路輸送に使用する車両の送り込み）
- 8860～：コンサートダイヤにおける回送
- 8890～：ナイターダイヤにおける特急車両の回送
- 8900～：コンサートダイヤにおける回送（コンサート終了時刻に応じて運転）

#### 山口線
山口線では3桁の数字が用いられ、定期と不定期で分けられる。1番は空けられている。
- 100～：定期列車（現在は102～185が使用）
- 200～：不定期列車（現在は202～293が使用）

以前は0番台と100番台が使用されていたが、2020年のダイヤ改正より多摩川線とともに変更された。

#### 多摩川線
多摩川線では3桁の数字が用いられる。
- 200～：定期列車（現在は201～379が使用）

以前は0・100番台が使用されていたが、2020年のダイヤ改正より山口線とともに変更された。

### 京成電鉄・北総鉄道・芝山鉄道
京成電鉄と、相互乗り入れを行う北総鉄道・芝山鉄道では以下の付番方法である。都営浅草線もほぼ同一の付番方法である。
- 原則
始発駅発車時刻の「時」（1桁もしくは2桁）+運行番号（上りは運行番号-1）
（運行番号は2桁の奇数で、上り列車の列車番号は運行番号から1を引いた偶数となる）
運行番号は、以下のごとく、列車の種類ごとに、前後につくアルファベットや数字の範囲で区別されている。
- スカイライナー（シティライナー、モーニングライナー、イブニングライナー、臨時ライナーを含む）
運行番号の前にAE（Airport Express）が付く。
（例：京成上野6:40発スカイライナー7号→6AE05）
なお、下2桁の運行番号は時刻表にあるスカイライナー27号のような号番号ではなく、運用編成を区別する番号である。その番号に割り当てられた編成はその日を通じて同じ番号を使用する。（例：第3編成がAE05に割り当てられると、第3編成はその日を通してAE04（上りの場合）またはAE05（下りの場合）として運行され、スカイライナー7号→6AE05に始まり、成田空港20:00発スカイライナー70号→20AE04に終わる。ただし途中に運用変更がある列車はこの限りではない。）
青砥、新鎌ヶ谷に停車するスカイライナーは、運行番号を+30する。
（例：京成上野10:37発スカイライナー131号→10AE39）
モーニングライナー、イブニングライナーは、運行番号を+60する。
（例：京成上野18:40発イブニングライナー203号→18AE67）
- 快速特急・特急・通勤特急・快速（他社局線へ直通運転しない列車）
運行番号の前にAが付く
運行番号は編成両数で決められており、A00～A29が8連、A30～39までが6連。
（例：京成上野7:49発の下り特急→7A05）
- 普通（千葉線・千原線や他社局線へ直通しない列車）
運行番号にアルファベットが付かない
運行番号は編成両数で決められており、00～49が6連、50～69までが本線の4連、70～79までが金町線の4連、80～89までが東成田線および芝山鉄道の4連、90～99までが京成高砂～京成上野の8連である[注釈 8]。
（例：京成上野14:57発6両編成下り列車→1445）
- 普通（千葉線・千原線、線内折り返し列車および本線直通列車）
運行番号の前にBが付く
編成両数による区別は上記同様
（例：ちはら台12:13発4両編成上り列車→12B50）
- 都営地下鉄浅草線や北総鉄道北総線（成田スカイアクセス線を含む）へ直通する列車
都営浅草線と同様、運行番号の後に車両の所属を示す事業者符号が付く。
（例：京成高砂駅19:46発の京急車による押上線上り横浜方面普通（押上から快特）→1980H（泉岳寺で1980SHに変更））
京成電鉄の事業者符号はKを使用している。また、芝山鉄道3500形が乗り入れる際にもKの文字を使用する。これは芝山鉄道は京成に運転業務を委託している関係上、京成車との共通運用となっているからである。
K運用のうち、01K～11Kについてはアクセス特急に入る運用で使われている。この列車は北総鉄道線内でも京成乗務員が運転することから京成の列車扱いとなる（京成成田スカイアクセス線が北総鉄道の全線と共用区間となっているため）。
（例：羽田空港12:24発の京成車による京急上りエアポート快特／京成下りアクセス特急→1203K）
京成線内で表示される運行番号は、下り→「列車番号の下2桁」、上り→「列車番号の下2桁に1を足した数（奇数）」である

ただし、これらの方法では短距離をピストン運行する列車の場合、同一の列車番号が発生してしまうことから、末尾にa,b,cなど小文字のアルファベット1文字をつけて区別している。なお、京成では上記のように種別によって運行番号が変わるので、出庫から入庫までの間に運行番号が変更となる運用が少なからず存在する。
過去には、特急「開運」や不定期の特急・急行で頭部にHを使用していた（現在のAEに相当する列車。京急車を表す末尾のHとは意味が違う）。臨時運用ではSを使用する場合もある。

#### 松戸線
- 松戸線（旧新京成線）では運行番号と関係なく、下り列車では1から奇数を、上り列車では2から偶数を始発列車から順に振っていく付番方法となっている。
- 運行区間によって百位の数字が区別されており、それぞれの種類ごとに始発駅発車順の付番となっている。
  - 1～：松戸～京成津田沼
  - 201～：松戸～新津田沼
  - 301～：松戸～（京成津田沼経由）～千葉中央間の千葉線直通列車（ただし、下り301列車は欠番）
  - 501～：くぬぎ山～京成津田沼
  - 551～：くぬぎ山～新津田沼
  - 701～：松戸～くぬぎ山
  - 801～：新津田沼～京成津田沼（現行ダイヤでは早朝の下り801列車のみ）
- 松戸線から千葉線に乗り入れる列車
千葉線直通列車では3xx列車が直通した場合、京成ではaaxxF（aaは始発駅発車時刻の「時」、Fは新京成所属車を表すアルファベット。新京成は、戦前の陸軍鉄道連隊演習線がルーツであることから、軍隊を意味するForceの頭文字をとった。A (Army) は京成が本線急行系統ですでに使用。Sは京成の試運転列車・事業用列車ですでに使用していた。）という列車番号になる。京成線内での運行番号は、下り列車ではxx, 上り列車ではxx+1の奇数となる。

### 京王電鉄

#### 京王線系統
京王線系統の場合：4桁
- 0001～：特急 新宿～京王八王子
- 0100～：特急 新宿～高尾山口
- 0200～：特急 新宿～高幡不動
- 0400～：特急 新宿～府中競馬正門前
- 0500～：特急 新宿～調布
- 0700～：特急 新宿～京王多摩センター・橋本
- 1000～：急行 新宿～京王八王子
- 1100～：急行 新宿[注釈 9]～高尾山口
- 1200～：急行 新宿～高幡不動
- 1300～：急行 新宿[注釈 9]～多摩動物公園（2021年3月13日改正で消滅）
- 1400～：急行 新宿[注釈 9]～府中競馬正門前
- 1500～：急行 新宿[注釈 9]～調布（現行ダイヤでは設定なし）
- 1600～：急行 高幡不動～高尾山口
- 1700～：急行 新宿～京王多摩センター・橋本
- 1800～：急行 都営新宿線～京王多摩センター・橋本
- 1900～：急行 都営新宿線～笹塚
- 2000～：快速 新宿～京王八王子
- 2100～：快速 新宿～高尾山口
- 2200～：快速 新宿[注釈 9]～高幡不動
- 2500～：快速 つつじヶ丘～高尾山口（現行ダイヤでは設定なし）
- 2600～：快速 つつじヶ丘～高幡不動・京王八王子（現行ダイヤでは設定なし）
- 2700～：快速 新宿・つつじヶ丘～若葉台・京王多摩センター・橋本
- 2800～：快速 都営新宿線～若葉台・京王多摩センター・橋本
- 2900～：快速 都営新宿線～つつじヶ丘（2024年3月16日改正で消滅）
- 3000番台：準特急（2022年3月12日改正で消滅）
- 4000～：区間急行 新宿～京王八王子
- 4100～：区間急行 新宿～高尾山口
- 4200～：区間急行 新宿～高幡不動
- 4500～：区間急行 新宿[注釈 9]～つつじヶ丘・調布
- 4600～：区間急行 新宿[注釈 9]～桜上水（2022年3月12日改正で消滅）
- 4700～：区間急行 新宿・桜上水～若葉台・京王多摩センター・橋本
- 4800～：区間急行 都営新宿線～若葉台・京王多摩センター・橋本
- 4900～：区間急行 都営新宿線～若葉台・京王多摩センター・橋本（都営新宿線内急行、2024年3月16日改正で消滅）
- 5000～：各駅停車 新宿[注釈 9]～北野・京王八王子
- 5100～：各駅停車 新宿[注釈 9]～高尾・高尾山口
- 5200～：各駅停車 新宿[注釈 9]～高幡不動
- 5300～：各駅停車 新宿～多摩動物公園（現行ダイヤでは設定なし）
- 5400～：各駅停車 新宿～府中
- 5500～：各駅停車 新宿[注釈 9]～つつじヶ丘・調布
- 5600～：各駅停車 新宿[注釈 10]～笹塚・桜上水・八幡山（八幡山発着は2022年3月12日改正で消滅）
- 5700～：各駅停車 新宿[注釈 9]～若葉台・京王多摩センター・橋本
- 5800～：各駅停車 都営新宿線・新線新宿～笹塚
- 6000～：各駅停車 高幡不動・北野～京王八王子
- 6100～：各駅停車 桜上水・調布・府中・高幡不動・北野～高尾・高尾山口
- 6200～：各駅停車 桜上水・調布・府中～高幡不動
- 6300～：各駅停車 高幡不動～多摩動物公園
- 6400～：各駅停車 東府中～府中競馬正門前
- 6500～：各駅停車 桜上水～つつじヶ丘・調布
- 6600～：各駅停車 桜上水・調布・府中～京王八王子
- 6700～：各駅停車 桜上水・調布～若葉台～京王多摩センター～橋本
- 6800～：各駅停車 調布～府中・府中競馬正門前（現行ダイヤでは設定なし）
- 7001～：京王ライナー 新宿～京王八王子
- 7101～：京王ライナー 新宿～高尾山口
- 7501～：Mt.TAKAO号 新宿～高尾山口
- 7601～：京王ライナー 新宿～京王多摩センター（2025年3月15日改正で消滅）
- 7701～：京王ライナー 新宿～橋本
- 8000～：回送（特急）
- 8100～：回送（急行）
- 8200～：回送（快速）
- 8500～：回送（各駅停車）
- 8700～：回送（ライナー）
- 8800～：回送（都営新宿線関係列車）
- 9000～：試運転（特急）
- 9100～：試運転（急行）
- 9200～：試運転（快速）
- 9500～：試運転（各駅停車）
- 9800～：試運転（都営新宿線関係列車）

備考
- 2006年9月1日のダイヤ改定より、上り下りとも50本を超える場合は末尾にアルファベットを追加する。
  - 京王線新宿発京王八王子行き各駅停車を例にすると、5099列車の次を5101列車とすると京王線新宿発高尾山口行き各駅停車と重複するため、5001A列車とする（京王八王子発特急のみ0098の次は0002A）。
  - xx99A, xx98Aの次は、xx01B, xx00Bとなる（京王八王子発特急のみ0098Aの次は0002B）。
- 京王ライナーおよびMt.TAKAO号の列車番号下2桁は号数。

過去の設定
- 1992年5月28日ダイヤ改正以前は、3000番台を通勤急行に使用していた。
- 2013年2月22日ダイヤ改定以前は、4000番台を通勤快速に使用していた。また、3900番台は高尾線内各駅停車となる京王線新宿発着準特急に使用していた。
- 2015年9月25日ダイヤ改正以前と2022年3月12日改正から2024年3月16日改正まで、4900番台は都営地下鉄新宿線内急行となる相模原線直通の区間急行に使用していた。
- 2018年2月22日改正以前は、7000番台を各駅停車に使用していた。
- 2021年11月1日から2022年3月11日まで平日の京王ライナーに限り7300番台を使用していた。
- 2022年3月改正で準特急の種別が廃止されたことにより、千の位が3となる列車は現存しない。

運行番号
- 1～10：2・4・6両編成
- 11～40：8両編成
- 41～49・60～88の偶数：10両編成（線内運用）
- 51～59：ライナー関係運用
- 61～99の奇数：（都営新宿線直通運用）
- 90～98の偶数：その他（試運転・臨時列車など）

#### 井の頭線
井の頭線の場合：3桁
- 001～199：急行
- 200～399：各駅停車 渋谷～吉祥寺
- 400～499：各駅停車 渋谷～富士見ヶ丘
- 500～599：各駅停車 富士見ヶ丘～吉祥寺
- 600～699：各駅停車 渋谷～明大前・永福町（現行ダイヤでは設定なし）
- 700～799：各駅停車 明大前・永福町～吉祥寺
- 800～899：回送
- 900～999：試運転・臨時列車・不定期列車

### 東急電鉄・横浜高速鉄道
東急電鉄の列車番号は、6桁の数字で構成されており、以下のような付番方法をとっている。運行番号を列車番号に含まず、「第01運行 231列車」や「01-231」のように表現されることもある。
- 十万位～千位：運行番号（3桁）
- 百位～十位：自社線内の始発「時」（みなとみらい線からの直通列車は、みなとみらい線内の始発時）
- 一位：方向・本数（下りは奇数、上りは2以降の偶数。同一条件の列車が複数存在する場合のみ、3以降の番号が振られる。）

運行番号については3桁の数字で表され、各路線ごとに車両の所属元もしくは両数（充当種別）により以下の区分がなされている。なお臨時・不定期においてはこの限りではない。
- 東横線・横浜高速鉄道みなとみらい線・東急新横浜線（東横線直通列車）
  - 000～：東急電鉄・横浜高速鉄道
    - 001～： 8両編成
    - 051～：10両編成

  - 100～：西武鉄道
    - 171～：S-TRAIN

  - 700～：東京地下鉄
    - 701～： 8両編成
    - 721～：10両編成

  - 800～：東武鉄道
  - 900～：相模鉄道
- 目黒線・東急新横浜線（目黒線直通列車）
  - 200～：東急電鉄
  - 300～：東京地下鉄
  - 400～：東京都交通局
  - 500～：埼玉高速鉄道
  - 600～：相模鉄道
- 田園都市線
  - 000～：東急電鉄
  - 050～
    - 偶数：東武鉄道
    - 奇数：東京地下鉄
- 池上線
  - 030～：臨時列車・回送・試運転
- 東急多摩川線
  - 030～：臨時列車・回送・試運転
- 大井町線
  - 100～：5両編成（各駅停車）
  - 130～：7両編成（急行）
- こどもの国線
  - 180～

### 京浜急行電鉄
3桁ないし4桁の数字の末尾に2つ以内のアルファベットを加えて表される。数字の千の位と百の位は列車の始発駅発車時刻の「時」が使用され、下2桁は編成ごとの運行番号を表す。なお、京急蒲田駅にて進行方向を変える列車(主に急行や特急の羽田空港⇄神奈川新町、金沢文庫、逗子・葉山)については京急蒲田駅を発車する時点でその発車時刻の「時」に運行番号は改められる。列車番号は乗り入れ先に合わせるため、通例とは逆に下りが偶数、上りが奇数となっている。現在の付番方式は1973年（昭和48年）9月1日より使用されている。
アルファベットの優先順位
使用するアルファベットには優先順位が存在し、他社局車両＞他社局線直通の自社車両＞自社線内完結の自社車両の順となっている。
- まず他社局車両を使用している場合は直通の有無や種別に関わらず、その他社局車両の記号を表示する。
- 自社車両を使用し、他社局線に直通する場合は種別に関わらずH（快特は自社線内に限り、SH）を表示する。
- 他社局線に直通せず、自社線内で完結する場合は、原則として快特（旧:快速特急）はA、金沢文庫駅以南特急の快特（旧:通勤快特）はB、特急はC、急行（旧:エアポート急行）はDを表示し、普通は無表示となる。
- 普通の運用が各支線で独立していた頃は、本線は1～、逗子線は61～、空港線は71～、大師線は81～、久里浜線は91～を運行番号に使用していたが、現在では運用が独立している大師線、逗子線の逗子・葉山〜金沢文庫を往復する運用（逗子ローカル）を除き、このような区分はなくなった。

ただし、これ以外にも例外が存在する。それらについては後に解説する。
自社車両以外で運用する列車（列車番号の付番方法#東京都交通局（都営地下鉄）も参照）
- T：東京都交通局車両の列車
- K：京成電鉄車両の列車
- N：北総鉄道車両の列車

自社車両使用列車
- A：自社線内のみを運転する快特・エアポート快特・「モーニング・ウィング号」・「イブニング・ウィング号」。

このうち「モーニング・ウィング号」・「イブニング・ウィング号」は2024年現在2100形または1000形が充当される。このアルファベットを列車番号に使用する日中の快特は優先的に2100形車両で運行される。
モーニング・ウィング号の運行番号は51A～(号数+50)、イブニング・ウィング号の運行番号は71A～(号数+68)を使用する。
- B：自社線内のみを平日朝ラッシュ時に運転される金沢文庫駅以南が特急の上り快特と、折り返しその運用につく列車（どちらも、かつての通勤快特）。
- C：出庫から入庫まで自社線内で運用が完結する編成による特急と、その間合いで運行される8両編成の普通。
- D：逗子・葉山駅～羽田空港間で運転される急行（旧:エアポート急行）とその送り込み運用、折り返し運用につく普通。
かつては自社線内運用の急行、急行廃止の後は浦賀駅・新逗子駅（現：逗子・葉山駅）～金沢文庫駅間を普通、金沢文庫駅～京急川崎駅間を快特に併結、京急川崎駅～羽田空港間を特急として運転する列車の特急列車区間でも用いられていた。なお2012年10月のダイヤ改正により、この列車も全て廃止された。
- H：泉岳寺駅以北に乗り入れる、または泉岳寺駅で折り返す特急と自社車両を使用する品川方面の急行（旧:エアポート急行）、および折り返しこれらの運用につく8両編成の特急、急行、普通。
その他に、京急川崎駅始発で折り返し三崎口駅行きA快特となる羽田空港行きの特急列車や、京急久里浜駅始発で折り返し西馬込駅行きとなる泉岳寺駅行きの特急列車もHの記号を使用する等、例外が複数存在する。

- SH：泉岳寺駅以北に乗り入れる快特とエアポート快特、及び折り返し西馬込駅行きとなる泉岳寺駅行きの快特（時刻表では全線、泉岳寺～品川間及び自社線外ではH）。

- なし：6両または4両編成の普通列車。ただし、D, X, Y を加える条件に当てはまるものは除く

さらに、短区間で折り返す列車の場合に発生する番号の重複を防ぐために下の文字が使用される。
- X・Y：同一の番号を振るべき列車が複数ある場合、X, Y を末尾に追加する。先述した京急蒲田で進行方向が変わる運用や試運転列車など、短い間隔で往復する運用で重複が起こるため多用される。なおこのアルファベットは列車番号としてのみ使用されるため、車両の運行番号表示機には表示されない。

基本的には使われないが、他にも以下の4種類がある。
- TH：本来は東京都交通局車両が運用に就くべきところを、京急車両が代走した時に使われる[注釈 13]。かつては泉岳寺以北に乗り入れる急行として用いられることもあった。
- HK：本来は京急車両が運用に就くべきところを、京成車両が代走した時に使われる。
- KC：試運転列車とデトを使用した資材輸送列車。Keikyu Charterの略で他のアルファベットとは異なり数字の前に付く。また、車両の運行番号表示器には表示されない。
- S：久里浜工場構内試運転列車。全検及び重検を終えた車両が行う構内試運転に用いられる。また、極稀にではあるが本線上の臨時列車に用いられる場合もある。

1973年8月31日以前の付番方法
この頃のアルファベットの付け方は、現在のように種別毎ではなく、直通する支線毎に設定していた。
- なし：本線
- A：空港線
- B：大師線、急行（年末年始の大師線直通）
- C：逗子線
- D：久里浜線、快速特急
- S：現在のXやYと同じように、番号の不足を補うために使用されていた。現在でも各車両に装備されている。
- H・SH：現在と同様、他社局線直通。SHについては、上記Sと同様、番号の不足を補うために使用された。

この他、他社局車両については現行と同じである。
当時は運行番号で列車種別を区分しており、普通は1～、急行は51～、特急は71～、快速特急は71D～を使用していた。快速特急にDがつくのは、設定時、既に運行番号に空きがなかったため、久里浜線直通であるDを付けて区分したためである。
営業列車同士の併結、並びに1本の列車を分割してそれぞれ別個の列車として営業を行う列車については、併結する場合には併結前に8両編成の列車が持っていた番号を使用する。分割する場合には、8両編成の列車は分割前の番号をそのまま使用し、4両編成の列車は分割時刻を基準に上記の方法で新たに付番する（なお、2005年10月現在京急線内における営業中の増解結はすべて8両編成と4両編成の列車とで行われている）。2012年10月のダイヤ改正で、このような営業列車同士の併結・分割は無くなった。
回送列車として出庫し途中駅から営業列車となる場合、また営業列車として運転し途中駅から回送列車となる場合も列車番号の変更は行わない。この場合はその列車の最初の出発駅の発車時刻を基準とし、営業列車のアルファベットを付与した列車番号で全区間運転される。営業列車として運転し折り返し回送列車となる場合、及びその逆の場合は、営業列車の運行番号とアルファベットを使用し、始発駅（折り返し駅も含む）の発車時刻を基準に列車番号が付与される。

### 東京地下鉄（東京メトロ）・東葉高速鉄道・埼玉高速鉄道
- 「A○○△△S」「B○○△△K」などと表記される。最初のアルファベットはA線・B線の別（一般の路線における上下別）、○○はその列車の始発「時」（直通電車の場合は直通元の始発時、1時台始発電車は25）、△△は運用番号（上下の区別なくそのまま当てはめる）、末尾のアルファベットは車両の所属元の符号を表す。基本的にはJRの電車特定区間における運用番号のケースと同じであるが、上下は頭のアルファベットで区別するため、運用番号に奇数・偶数が混在している路線がある。

なお、丸ノ内線の方南町支線（中野坂上～方南町）、および千代田線の北綾瀬支線の旅客列車、その他同じ発時となる列車が複数存在する場合には、末尾に同一時間内での本数が丸数字で表される（例：A1096S①→B1096S①→A1096S②→B1096S②…のように付番する）。
- 車両の所属元の符号
  - 銀座線（A線：渋谷方面、B線：浅草方面）・丸ノ内線本線・方南町支線（A線：荻窪・方南町方面、B線：池袋方面）
    - アルファベットは付与しない（自社車両のみでの運用であるため、ただし銀座線に関しては過去に上野出庫運用にuを、渋谷出庫運用にSをそれぞれ運行番号の後ろに冠していたこともあった。）

  - 日比谷線（・東武スカイツリーライン・東武伊勢崎線・東武日光線）（A線：中目黒方面、B線：北千住・東武動物公園方面）・半蔵門線（A線：押上・久喜・南栗橋方面、B線：渋谷・中央林間方面）
    - S：東京メトロ（帝都高速度交通営団（営団地下鉄）時代から・SはSubway（＝地下鉄）のS）
    - T：東武（Tobu）
      - 41T～：THライナー対応車

    - K：東急（使用開始当初、東急が使用していた略号、TKK（Tokyo Kyuko Kabushikigaisha）の二つ目の文字から。Tはかつて乗り入れていた日比谷線に乗り入れる東武がすでに使用していた）
      - かつて、半蔵門線は東急車に対しTを使用していたが、東武線との直通運転が開始されるのに伴い、日比谷線や南北線に倣い、Kに置き換えた。

  - 東西線（・東葉高速線）（A線：西船橋・東葉勝田台・津田沼方面、B線：中野・三鷹方面）
    - S：東京メトロ
    - K：JR東日本（国鉄（Kokutetsu）の符号をそのまま採用している）
    - T：東葉高速鉄道（Toyo）
      - いずれにも、快速および通勤快速にはさらに末尾にRが付される。

  - 千代田線本線（A線：代々木上原・本厚木方面、B線、綾瀬・我孫子方面）・北綾瀬支線（A線：綾瀬・代々木上原方面、B線：北綾瀬行）
    - S：東京メトロ
      - 96S：3両編成、北綾瀬支線のみの運用

    - K：JR東日本
    - E：小田急（小田急の略号OER（Odakyu Electric Railway）の二文字目。Oだと0と紛らわしいため）
      - 01E～：特急車両（MSE車、A線は乗車専用、B線は降車専用になる。）
      - 41E～：通勤車両

  - 有楽町線・副都心線（A線：新木場/渋谷・元町・中華街方面、B線：和光市・川越市・小手指方面）
    - S：東京メトロ
      - 01S～： 8両編成
      - 21S～：10両編成

    - M：西武（前身武蔵野鉄道のMusashinoから[2]。Sは営団がすでに使用していた）
      - 51M～：有楽町線 S-TRAIN対応車
      - 71M～：副都心線 S-TRAIN対応車

    - T：東武
    - K：東急・横浜高速鉄道
      - 01K～： 8両編成
      - 51K～：10両編成

    - G：相鉄（SaGamiから。Sは東京メトロが、Mは埼玉高速鉄道と西武鉄道がすでに使用していた）

  - 南北線（・埼玉高速鉄道線）（A線：赤羽岩淵・浦和美園方面、B線：目黒・日吉方面）
    - S：東京メトロ
    - M：埼玉高速鉄道（SaitaMaから。Sは営団が、Tは東京都交通局がすでに使用していた）
    - K：東急
    - G：相鉄
    - T：東京都交通局（共用区間のみ。Tokyo,Toei（都営））

### 小田急電鉄
小田急電鉄では以下の様に定めている（特急の号数は列車番号の下2桁）。

#### 特急ロマンスカー
2025年3月15日改正以降
- 0001～：「はこね」
  - 停車駅：新宿駅・町田駅・海老名駅・伊勢原駅・小田原駅・箱根湯本駅
- 0050～：「さがみ」（上りのみ）
  - 停車駅：新宿駅・町田駅・海老名駅・伊勢原駅・小田原駅
- 0101～：「はこね」
  - 停車駅：新宿駅・町田駅・本厚木駅・秦野駅・小田原駅・箱根湯本駅
- 0150～：「さがみ」
  - 停車駅：新宿駅・町田駅・本厚木駅・秦野駅・小田原駅
- 0301～：「はこね」
  - 停車駅：新宿駅・新百合ヶ丘駅・相模大野駅・本厚木駅・秦野駅・小田原駅・箱根湯本駅
- 0330～：「はこね」（土休日のみ運行。新宿～相模大野間、えのしまを併結。）
  - 停車駅：新宿駅・新百合ヶ丘駅・相模大野駅・本厚木駅・秦野駅・小田原駅・箱根湯本駅
- 0350～：「さがみ」
  - 停車駅：新宿駅・新百合ヶ丘駅・相模大野駅・本厚木駅・秦野駅・小田原駅
- 0401M～：「ふじさん」
  - 停車駅：新宿駅・新百合ヶ丘駅・相模大野駅・本厚木駅・秦野駅・松田駅・（駿河小山駅、1・3・6号が停車）・御殿場駅
- 0420～：「メトロはこね」
  - 停車駅：北千住駅・大手町駅・霞ヶ関駅・表参道駅・成城学園前駅・町田駅・本厚木駅・伊勢原駅・小田原駅・箱根湯本駅[注釈 14]
- 0490～：「メトロはこね」（土休日のみ運行。北千住～相模大野間、メトロえのしまを併結）
  - 北千住駅・大手町駅・霞ヶ関駅・表参道駅・成城学園前駅・相模大野駅・本厚木駅・伊勢原駅・小田原駅・箱根湯本駅[注釈 14]
- 0501～：「えのしま」
  - 停車駅：新宿駅・新百合ヶ丘駅・相模大野駅・大和駅・藤沢駅・片瀬江ノ島駅
- 0530～：「えのしま」（土休日のみ運行。新宿～相模大野間、はこねと併結。）
  - 停車駅：新宿駅・新百合ヶ丘駅・相模大野駅・大和駅・藤沢駅・片瀬江ノ島駅
- 0590～：「メトロえのしま」（土休日のみ運行。北千住～相模大野間、メトロはこねと併結）
  - 停車駅：北千住駅・大手町駅・霞ヶ関駅・表参道駅・成城学園前駅・相模大野駅・藤沢駅・片瀬江ノ島駅[注釈 14]
- 0601～：「ホームウェイ」（下りのみ）
  - 停車駅：新宿駅・町田駅・海老名駅・本厚木駅・秦野駅・小田原駅
- 0641～：「メトロホームウェイ」（下りのみ）
  - 停車駅：北千住駅・大手町駅・霞ヶ関駅・表参道駅・成城学園前駅・新百合ヶ丘駅・町田駅・海老名駅・本厚木駅[注釈 14]
- 0681～：「ホームウェイ」（下りのみ）
  - 停車駅：新宿駅・新百合ヶ丘駅・相模大野駅・大和駅・藤沢駅・片瀬江ノ島駅
- 0701～：「スーパーはこね」（土休日下りのみ）
  - 停車駅：新宿駅・小田原駅・箱根湯本駅
- 0710～：「さがみ」
  - 停車駅：新宿駅・新百合ヶ丘駅・相模大野駅・本厚木駅・伊勢原駅・秦野駅・小田原駅
- 0720～：「はこね」（平日のみ）
  - 停車駅：新宿駅・町田駅・海老名駅・本厚木駅・秦野駅・小田原駅・箱根湯本駅
- 0740～：「はこね」（平日のみ）
  - 停車駅：新宿駅・新百合ヶ丘駅・相模大野駅・本厚木駅・伊勢原駅・秦野駅・小田原駅・箱根湯本駅
- 0750～：「さがみ」（下りのみ）
  - 停車駅：新宿駅・町田駅・本厚木駅
- 0770～：「はこね」
  - 停車駅：新宿駅・新百合ヶ丘駅・町田駅・海老名駅・本厚木駅・伊勢原駅・秦野駅・小田原駅・箱根湯本駅
- 0790～：「さがみ」
  - 停車駅：新宿駅・新百合ヶ丘駅・町田駅・海老名駅・本厚木駅・伊勢原駅・秦野駅・小田原駅
- 0902～：「モーニングウェイ」（上りのみ）
  - 停車駅：小田原駅・秦野駅・本厚木駅・海老名駅・町田駅・新宿駅
- 0930：「メトロモーニングウェイ」（土休日上りのみ）
  - 停車駅：本厚木駅・海老名駅・町田駅・新百合ヶ丘駅・成城学園前駅・表参道駅・霞ヶ関駅・大手町駅・北千住駅[注釈 14]
- 0940～：「メトロモーニングウェイ」（平日上りのみ）
  - 停車駅：本厚木駅・海老名駅・町田駅・表参道駅・霞ヶ関駅・大手町駅・北千住駅[注釈 14]
- 0950：「モーニングウェイ」（平日上りのみ）
  - 停車駅：藤沢駅・大和駅・相模大野駅・新宿駅
- 0960：「モーニングウェイ」（上りのみ）
  - 停車駅：藤沢駅・大和駅・相模大野駅・新百合ヶ丘駅・新宿駅
- 0980～：「モーニングウェイ」（平日上りのみ）
  - 停車駅：小田原駅・秦野駅・本厚木駅・海老名駅・新宿駅
- 0990～：「モーニングウェイ」（上りのみ）
  - 停車駅：相模大野駅・町田駅・新百合ヶ丘駅・新宿駅

2025年3月14日まで
- 0001～：「はこね」
  - 停車駅：新宿駅・町田駅・海老名駅・小田原駅・箱根湯本駅
- 0050～：「はこね」
  - 停車駅：新宿駅・町田駅・海老名駅・伊勢原駅・小田原駅・箱根湯本駅
- 0070～：「さがみ」
  - 停車駅：新宿駅・町田駅・海老名駅・小田原駅
- 0101～：「はこね」
  - 停車駅：新宿駅・町田駅・本厚木駅・小田原駅・箱根湯本駅
- 0150～：「はこね」（2022年3月12日改正より設定なし）
  - 停車駅：新宿駅・新百合ヶ丘駅・町田駅・本厚木駅・小田原駅・箱根湯本駅
- 0170～：「さがみ」
  - 停車駅：新宿駅・町田駅・本厚木駅・小田原駅
- 0201～：「はこね」
  - 停車駅：新宿駅・町田駅・海老名駅・秦野駅・小田原駅・箱根湯本駅
- 0250～：「はこね」
  - 停車駅：新宿駅・新百合ヶ丘駅・町田駅・海老名駅・伊勢原駅・秦野駅・小田原駅・箱根湯本駅
- 0270～：「はこね」（土休日のみ）
  - 停車駅：新宿駅・町田駅・海老名駅・本厚木駅・小田原駅・箱根湯本駅
- 0301～：「はこね」
  - 停車駅：新宿駅・新百合ヶ丘駅・相模大野駅・本厚木駅・秦野駅・小田原駅・箱根湯本駅
- 0320～：「はこね」（新宿～相模大野間でえのしまを併結、2022年3月12日改正までは、えのしまを併結しない列車も存在した）
  - 停車駅：新宿駅・新百合ヶ丘駅・相模大野駅・本厚木駅・秦野駅・小田原駅・箱根湯本駅
- 0350～：「モーニングウェイ」（土休日上りのみ、2022年3月12日改正より設定なし）
  - 停車駅：小田原駅・秦野駅・本厚木駅・相模大野駅・新百合ヶ丘駅・新宿駅
- 0360～：「さがみ」
  - 停車駅：新宿駅・新百合ヶ丘駅・町田駅・本厚木駅・伊勢原駅・秦野駅・小田原駅
- 0370～：「さがみ」（2022年3月12日改正までは、新宿～相模大野間で、えのしまを併結する列車が存在した。）
  - 停車駅：新宿駅・新百合ヶ丘駅・相模大野駅・本厚木駅・秦野駅・小田原駅
- 0401～0406・0411・0412：「ふじさん」（末尾にMがつき、たとえば0401Mのようになる。11・12号は2022年3月12日改正より設定なし、土休日のみの運行であった）
  - 停車駅：新宿駅・新百合ヶ丘駅・相模大野駅・本厚木駅・秦野駅・松田駅・（駿河小山駅、1・3・6・11・12号が停車）・御殿場駅
- 0420～：「メトロはこね」
  - 停車駅：北千住駅・大手町駅・霞ヶ関駅・表参道駅・成城学園前駅・町田駅・本厚木駅・小田原駅・箱根湯本駅[注釈 14]
- 0430～：「メトロモーニングウェイ」（土休日上りのみ）
  - 停車駅：本厚木駅・海老名駅・町田駅・新百合ヶ丘駅・成城学園前駅・表参道駅・霞ヶ関駅・大手町駅・北千住駅[注釈 14]
- 0440～：「メトロモーニングウェイ」（平日上りのみ）
  - 停車駅：本厚木駅・海老名駅・町田駅・表参道駅・霞ヶ関駅・大手町駅・北千住駅[注釈 14]
- 0490～：「メトロはこね」（土休日のみ運行。北千住～相模大野間、メトロえのしまを併結）
  - 北千住駅・大手町駅・霞ヶ関駅・表参道駅・成城学園前駅・相模大野駅・本厚木駅・小田原駅・箱根湯本駅[注釈 14]
- 0501～：「えのしま」
  - 停車駅：新宿駅・新百合ヶ丘駅・相模大野駅・大和駅・藤沢駅・片瀬江ノ島駅
- 0520～：「えのしま」（土休日のみ運行。新宿～相模大野間、はこねと併結。2022年3月12日改正までは、新宿～相模大野間で、さがみと併結する列車が存在した。）
  - 停車駅：新宿駅・新百合ヶ丘駅・相模大野駅・大和駅・藤沢駅・片瀬江ノ島駅
- 0550 ：「モーニングウェイ」（平日上りのみ）
  - 停車駅：藤沢駅・大和駅・相模大野駅・新宿駅
- 0560～：「モーニングウェイ」（上りのみ）
  - 停車駅：藤沢駅・大和駅・相模大野駅・新百合ヶ丘駅・新宿駅
- 0590～：「メトロえのしま」（土休日のみ運行。北千住～相模大野間、メトロはこねと併結）
  - 停車駅：北千住駅・大手町駅・霞ヶ関駅・表参道駅・成城学園前駅・相模大野駅・藤沢駅・片瀬江ノ島駅[注釈 14]
- 0601～：「ホームウェイ」（下りのみ、2022年3月12日改正より設定なし）
  - 停車駅：新宿駅・町田駅・本厚木駅・秦野駅・小田原駅・箱根湯本駅
- 0641～：「メトロホームウェイ」（平日下りのみ、2022年3月12日改正より設定なし）
  - 停車駅：北千住駅・大手町駅・霞ヶ関駅・表参道駅・新百合ヶ丘駅・町田駅・海老名駅・本厚木駅[注釈 14]
- 0661 ：「ホームウェイ」（平日下り ホームウェイ61号のみ、現在設定なし）
  - 停車駅：新宿駅・町田駅・相模大野駅
- 0670～：「モーニングウェイ」（平日上りのみ）
  - 停車駅：小田原駅・秦野駅・本厚木駅・海老名駅・新宿駅
- 0681～：「ホームウェイ」（下りのみ）
  - 停車駅：新宿駅・新百合ヶ丘駅・相模大野駅・大和駅・藤沢駅・片瀬江ノ島駅
- 0701～：「スーパーはこね」（土休日下りのみ）
  - 停車駅：新宿駅・小田原駅・箱根湯本駅
- 0770～：「はこね」
  - 停車駅：新宿駅・町田駅・海老名駅・本厚木駅・秦野駅・小田原駅・箱根湯本駅
- 0780～：「はこね」（2022年3月12日改正より設定なし）
  - 停車駅：新宿駅・町田駅・本厚木駅・秦野駅・小田原駅・箱根湯本駅
- 0801～：「ニューイヤーエクスプレス」（正月のみ運行）
- 0831・0832：ふじさん（土休日の季節運行。末尾にMがつき、0831M・0832Mとなる。2022年3月12日改正より設定なし）
- 0861 ：臨時61号
  - 停車駅：新宿駅・町田駅・海老名駅・本厚木駅
- 0868 ：臨時68号（さがみ70号（0070列車）を箱根湯本始発に変更した列車）
  - 停車駅：箱根湯本駅・小田原駅・海老名駅・町田駅・新宿駅
- 0869 ：臨時69号（さがみ61号（0361列車）を箱根湯本行きに変更した列車）
  - 停車駅：新宿駅・新百合ヶ丘駅・町田駅・本厚木駅・伊勢原駅・秦野駅・小田原駅・箱根湯本駅
- 0901～：「ホームウェイ」（下りのみ）
  - 停車駅：新宿駅・町田駅・海老名駅・本厚木駅・秦野駅・小田原駅・箱根湯本駅
- 0932 ：「モーニングウェイ」（土休日上りのみ、2022年3月12日改正より設定なし）
  - 停車駅：小田原駅・秦野駅・本厚木駅・町田駅・新宿駅
- 0941～：「メトロホームウェイ」（下りのみ）
  - 停車駅：北千住駅・大手町駅・霞ヶ関駅・表参道駅・成城学園前駅・新百合ヶ丘駅・町田駅・海老名駅・本厚木駅[注釈 14]
- 0970～：「モーニングウェイ」（上りのみ）
  - 停車駅：小田原駅・秦野駅・本厚木駅・海老名駅・町田駅・新宿駅
- 0990～：「モーニングウェイ」（上りのみ）
  - 停車駅：相模大野駅・町田駅・新百合ヶ丘駅・新宿駅

#### 特急以外の全種別
2025年3月改正時点。
- 1000～：町田～小田原間の急行（伊勢原・秦野・新松田行の急行、2022年3月改正以前は経堂通過の小田原線急行にも充てられた。）
- 1010～：町田～小田原間の急行（新松田～小田原間を各駅停車として運行する列車、2022年3月改正から設定）
- 1100～：小田原線急行（新松田～新宿間で快速急行に種別変更する列車、2025年3月改正で消滅）
- 1200～：小田原線急行
- 1350～：小田原線急行（新百合ヶ丘以西で各駅停車に種別変更する列車、2022年3月改正から設定）
- 1500～：町田・相模大野～藤沢間の急行（2022年3月改正以前は経堂通過の江ノ島線急行にも充てられた。）
- 1600～：江ノ島線直通急行（相模大野～新宿間で快速急行に種別変更する列車）
- 1700～：江ノ島線直通急行
- 1800～：多摩線・千代田線直通急行（土休日下りのみ、2022年3月改正で消滅）
- 2000～：多摩線・千代田線直通急行（2025年3月改正から）
- 2200～：小田原線・千代田線直通急行
- 2700～：多摩線直通急行
- 2800～：多摩線直通急行（多摩線内各駅停車に種別変更する列車、2025年3月改正で消滅）
- 2900～：多摩線直通急行（登戸・向ヶ丘遊園・新百合ヶ丘～唐木田間の急行、2025年3月改正で消滅）
- 3000～：小田原線快速急行
- 3100～：小田原線快速急行（新松田～小田原間を急行として運用する列車、2025年3月改正で消滅）
- 3500～：江ノ島線直通快速急行
- 3600～：江ノ島線直通快速急行（江ノ島線内を急行として運行する列車）
- 3700～：多摩線直通快速急行（2018年3月16日以前は多摩急行が用いていた）
- 3800～：多摩線通勤急行（平日上りのみ）
- 3900～：多摩線通勤急行（平日上りのみ）※唐木田～小田急多摩センター間を回送し、小田急多摩センター始発となるものが該当。回送区間も3900番台で走行し、新百合ヶ丘で3800番台に変更する。
- 4000～：小田原線・千代田線直通準急（向ヶ丘遊園以西は平日下りのみ）
- 4300～：小田原線・千代田線直通通勤準急（平日上りのみ）
- 5100～：各駅停車（町田～長後駅以西）
- 5500～：各駅停車（新宿～長後以西、2022年3月改正時点で設定なし）
- 5700～：各駅停車（藤沢～片瀬江ノ島）
- 6000～：小田原線・千代田線直通各駅停車
- 6200～：各駅停車（新宿～向ヶ丘遊園）
- 6400～：各駅停車（新宿～相模大野）
- 6500～：各駅停車（新宿～相武台前駅以西）
- 6750～：各駅停車（小田原線完結、新百合ヶ丘以東を急行として運行する列車、2022年3月改正以前は相模大野や新松田で種別変更する列車も含まれていた。）
- 6800～：各駅停車（町田～小田原）
- 6900～：多摩線・千代田線直通各駅停車（2022年3月改正時点で設定なし）
- 7000～：各駅停車（新松田～小田原・箱根湯本）
- 7110～：各駅停車（新松田～小田原、新松田以東を急行として運行する列車、2022年3月改正から設定）
- 7200～：各駅停車（小田原～箱根湯本）
- 7600～：各駅停車（新百合ヶ丘～唐木田）
- 7800～：各駅停車（新百合ヶ丘～唐木田、新宿～新百合ヶ丘を急行として運行する列車）
- 7900～：各駅停車（新宿～唐木田）
- 8000～：団体臨客（特急車両）
- 8030～：団体臨客（一般車両）
- 8100～：臨時急行
- 8150～：臨時急行（江ノ島線）
- 8200～：臨時快速急行
- 8250～：臨時快速急行（江ノ島線）
- 8400～：臨時準急
- 8500～：臨時各駅停車（江ノ島線）
- 8600～：臨時各駅停車（小田原線）
- 8700～：臨時各駅停車（多摩線）
- 8910～：臨時試運転
- 9000～：定期回送（特急車両）
- 9060～：不定期回送（特急車両）
- 9100～：定期回送（一般車両）
- 9450～：定期回送（千代田線直通・特急車両）
- 9820～：臨時回送
- 9840～：定期延長回送
- 9900～：不定期回送（一般車両）
- 9950～：不定期試運転

#### 運用番号
車両には表示されていないが、それぞれの系統で運用番号が設定されている。運用番号の数字によって、使用する車両が決められているが、例外もある。基本的に「○xx」と表記され（例：111、A11、B11、C11、E11、N21など）、○は車種を表す符号（1かアルファベット）、xxは運用番号（数字）を意味する。車種の符号は、1は4両編成、Aは6両編成、Bは8両編成、Cは千代田線直通用、Eは千代田線に直通しない10両編成、Nは特急ロマンスカーである。原則として、xxの数字が最大値になるまで翌日の運用番号の数字は、当日の数字に1を加算し（例：112の翌日は113、A26の翌日はA27、B23の翌日はB24、E31の翌日はE32、N71の翌日はN72など）、最大値の翌日は最小値（11が多い）になるが、予備運用は飛ばしたり、ダイヤ乱れなどで番号が大幅に変更されたり、前日と同じ番号になるなどの例外もある。また、C運用には千代田線の運用番号が振られており、2018年3月16日までは番号がバラバラになっていたが、翌3月17日のダイヤ改正以降は番号が順番通りになっており、C11は41E、C12は43E、C13は45E…となっている。
2022年3月12日改正ダイヤの運用一覧
| 運用番号 | 両数 | 主な使用車両                           | 備考 |
| -------- | ---- | -------------------------------------- | --- |
| 111～    | 4両  | 1000形                                 | |
| A11～    | 6両  | 1000形、3000形、8000形                 | 2022年3月11日まではA31群と別れていた                                                                                            |
| B11～    | 8両  | 1000形、2000形、3000形                 | 1000形は4+4両編成の運用あり |
| B21～    | 8両  | 1000形、2000形、3000形                 | |
| C11～    | 10両 | 4000形、メトロ車、JR車                 | 2018年10月5日まで一部メトロ車による代走があった                                                                                 |
| E11～    | 10両 | 1000形、3000形、4000形、5000形、8000形 | |
| E61～    | 10両 | 1000形、3000形、4000形、5000形、8000形 | 5000形充当が多い |
| N21～    | 4両  | 60000形MSE車                           | N21～N23とN71～N73はそれぞれ連結 土休日N75は30000形EXE車、EXEα車（4・6両）による代走あり                                        |
| N71～    |      | 60000形MSE車                           | N21～N23とN71～N73はそれぞれ連結 土休日N75は30000形EXE車、EXEα車（4・6両）による代走あり                                        |
| N31～    |      | 70000形GSE車                           | N32は30000形EXE車、EXEα車、60000形MSE車による代走あり 2018年7月10日まで7000形LSE車、2022年3月11日まで50000形VSE車も使用していた |
| N41～    | 4両  | 30000形EXE車・EXEα車                   | N41～N46とN61～N66はそれぞれ連結 平日はN65・N66代走時N45・N46は運休                                                             |
| N61～    |      | 30000形EXE車・EXEα車                   | N41～N46とN61～N66はそれぞれ連結 平日はN65・N66代走時N45・N46は運休                                                             |

### 相模鉄道
相模鉄道では、以下のように定められている。
- 1400～：通勤急行（本線系統）
- 1450～：通勤急行（いずみ野線系統）
- 2000～：快速（本線系統）
- 2500～：快速（いずみ野線系統）
- 3000～：特急（本線系統）
- 3120～：特急（JR線直通系統）
- 3700～：特急（本線～東横線系統）
- 3750～：特急（いずみ野線～東横線系統）
- 3800～：特急（本線～目黒線系統）
- 3840～：特急（本線～新横浜発着系統）
- 3850～：特急（いずみ野線～目黒線系統）
- 3900～：通勤特急（いずみ野線～東横線系統）
- 3950～：通勤特急（いずみ野線～目黒線系統）
- 6000～：各駅停車（西谷発着を除く本線系統）
- 6220～：各駅停車（JR線直通系統）
- 6400～：各駅停車（本線～東横線系統）
- 6550～：各駅停車（本線～目黒線系統）
- 6700～：各駅停車（本線～いずみ野線系統）
- 7000～：各駅停車（西谷発着本線系統）
- 7400～：各駅停車（いずみ野線～東横線系統）
- 7550～：各駅停車（いずみ野線～目黒線系統）
- 7700～：各駅停車（いずみ野線完結系統）
- 7900～：各駅停車（新横浜線～東横線系統）
- 7950～：各駅停車（新横浜線～目黒線系統）
- 7980～：各駅停車（新横浜発着系統）
- 8000～：臨時旅客列車（本線系統）
- 8120～：臨時特急（JR線直通系統）
- 8220～：臨時各駅停車（JR線直通系統）
- 8300～：臨時旅客列車（羽沢横浜国大発着系統）
- 8400～：試運転列車（本線・いずみ野線系統）
- 8450～：臨時試運転列車（本線・いずみ野線系統）
- 8500～：臨時旅客列車（いずみ野線系統）
- 8650～：臨時各駅停車（新横浜発着系統）
- 8700～：臨時旅客列車（東横線系統）
- 8800～：試運転列車（東横線・新横浜線系統、羽沢横浜国大・新横浜折り返しを含む）
- 8850～：臨時旅客列車（目黒線系統）
- 8950～：試運転列車（目黒線・新横浜線系統、羽沢横浜国大・新横浜折り返しを含む）
- 8990～：試運転列車（新横浜線西谷発着系統）
- 9020～：臨時回送列車（JR線直通系統）
- 9120～：臨時試運転列車（JR線直通系統）
- 9200～：回送列車（新横浜線羽沢横浜国大発着系統）
- 9300～：回送列車（本線系統）
- 9500～：回送列車（いずみ野線系統）
- 9600～：臨時回送列車（本線・いずみ野線系統）
- 9700～：回送列車（新横浜線新横浜発着系統）
- 9750～：臨時回送列車（東横線系統）
- 9800～：臨時試運転列車（東横線系統）
- 9850～：回送列車（新横浜線系統）
- 9900～：臨時回送列車（目黒線系統）
- 9950～：臨時試運転列車（目黒線系統）

下りが奇数、上りが偶数となっている。それぞれの種別の系統ずつに付番される。
運行番号
列車番号とは別に先頭車両の右上・左上・左窓下のいずれかに二桁（東急線直通運用のみ末尾に相鉄車はG、東急車はKが付く）の運行番号を表示している。列車番号と運行番号の関連性は無い。
相鉄車およびJR車については以下の方法で設定されている。これは2023年3月18日ダイヤ改正現在のものである。
- 1群（11～15）：8両での運用（ただし車両不足時には10両編成での代走あり）
- 3群・4群（31G～44G）：21000系8両編成での運用
- 5群（50～59）・6群（61～69）10両編成での運用
- 7群（70～73）：12000系10両編成での運用
- 7群（74～79）：JR車10両編成で相鉄線内出庫の運用
- 8群（81～87）：JR車10両編成でJR線内出庫の運用
- 9群（91G～95G）：20000系10両編成での運用

十の位の数字によって「群」として管理されており、JR車運用以外は原則として、それぞれの群で1日ごとに順送りされる（例として本日11運用なら明日12運用、本日15運用なら明日は11運用という具合）。ただし、5群および6群については51運行から59運行および61運行から69運行で順送りされており、50運行については独立運用となっており翌日についても同一番号での運用となる。7・8群については相鉄線内のみ運行番号を表示し、JR線内は列車番号を表示する。
JR車については、その日に川越車両センター（一部列車は板橋駅横の留置線、新宿駅、大崎駅）から出庫して埼京線・りんかい線内の運用に就いたあと、新宿駅以北を始発とする相鉄線直通列車として相鉄線内に入線し、8群の運用として新宿駅以南の相鉄線直通列車を運行し相鉄線内に滞泊する。翌日に7群の運用として相鉄線内から出庫し、新宿駅以北を終点とする相鉄線直通列車の列車に就いたあと、埼京線・りんかい線内の運用に就いて川越車両センター（一部列車は大宮駅）に入庫する運用となっている。
平日81運行については、相鉄線内で出入庫を行わず、川越車両センターを出庫として、JR線内の運用に充当後新宿駅～海老名駅を2往復後池袋派出所に入庫する運用となっている。また、平日77運行についてはJR線内で折り返しで再度相鉄線内に入線し87運行に変更されて運行されて相鉄線内で滞泊する。そのため相鉄線内で2連泊する運用が初めて設定された。
東急車については、上記の規則に依らず地下鉄線内で使用している運行番号を相鉄線内においてもそのまま用いる（01K～48Kが目黒線車両、51K～65Kが東横線車両）。
3群・4群および東急目黒線からの乗り入れ車両の運行番号については、都営地下鉄三田線に乗り入れる場合は奇数番号を東京メトロ南北線に乗り入れる場合は偶数番号を使用する。そのため運行番号が奇数番号と奇数番号に1を足した偶数番号の2つで1つの車両の運用として扱われる（例として35G運行および36G運行が1つの車両で運行）ため一部の番号が欠番とされている。相鉄車の順送りについても同様の考えとなる（例として本日35G運行なら翌日は37G運行、本日39G運行なら翌日は42G運行という具合）。この関係上、相鉄線内の折り返しで運行番号が変わる運用も設定されている。
例外として、試運転列車には運行番号が設定されていない。試運転で表示されている番号は、出場時の検査で使用された番号となる。

### 名古屋鉄道
- 基本的に名鉄名古屋駅（以下、「名古屋駅」）を何時台に発車するかを基準にした付番方法が採られている。始発から9時台は全3桁で上1桁が、10時台以降は全4桁で上2桁が名古屋駅の発車時間を表し、共通して下2桁が各列車固有の番号を表す。なお、午前0時は「24」を使用する。名古屋駅を経由しない列車は、始発駅もしくは各地区の主要駅を基準とする（以下の「名古屋発時刻」の記述に関しても同様）。

例1）名古屋駅を、8時47分に発車する急行犬山行きの列車番号は「875」
例2）名古屋駅を、13時27分に発車する急行一宮行きの列車番号は「1311」
- 豊橋方向の車両が先頭に立つ列車が偶数番号、名鉄岐阜（以下、「岐阜」）方向の車両が先頭に立つ列車が奇数番号となる。ただし、三河線知立以北（通称山線）、尾西線津島～名鉄一宮（以下、「一宮」）～玉ノ井間、広見線犬山～新可児間では、豊橋方向の車両が先頭に立つ列車が奇数番号、岐阜方向の車両が先頭に立つ列車が偶数番号となる。

#### ミュースカイ
一部を除き、名古屋方面は1列車、中部国際空港方面は2列車から始まって連続で付番する（「名古屋発時刻」は関係しない）。60以降は名古屋本線特急と混在するため、「+400」をする。
- 犬山駅で連結が行われるミュースカイは「連結相手+500」の番号が付番される。また、犬山駅での分割するミュースカイの場合、分割された列車は分割駅から「連結相手の列車番号+200」の番号が付番される。
例1）犬山で連結を行う犬山6時50分発ミュースカイ中部国際空港行きは新可児発が「8」、新鵜沼発が「508」となる。
例2）犬山で分割を行う名古屋19時06分発ミュースカイ新鵜沼・新可児行きの分割後の列車番号は、新鵜沼行きが「47」、新可児行きが「247」となる。
例3）名古屋駅を22時35分に到着する名古屋方面31本目のミュースカイの列車番号は名古屋本線特急と混在を防ぐため「461」となる。

#### 特急・快速特急
- 豊橋・豊川稲荷～岐阜間および豊橋～新鵜沼間の特急・快速特急
これらの列車は、9時台までは全2桁、10時台以降は全3桁の列車番号で構成され、各列車固有の番号は1桁のみとなり、固有番号が10を超える場合は「+400」をする。それ以外は基本則に同じ。
例1）名古屋駅を7時07分に発車する特急岐阜行きの列車番号は「71」
例2）名古屋駅を12時23分に発車する快速特急新鵜沼行きの列車番号は「123」
例3）名古屋駅を9時52分に発車する快速特急新鵜沼行きの列車番号は固有番号が10を超えるため「491」
- 常滑線・河和線・西尾線の特急
これらの線区を経由する特急の列車番号は全3桁で構成され、上2桁が「名古屋発時刻+20」となる。常滑線特急が固有番号「0～3」の上下2つずつを使用し、河和線特急は「6～9」の上下2つずつを使用する。なお、「4・5」は西尾線特急が使用する（2024年現在、固有番号4は未使用）。
例1）名古屋駅を9時41分に発車する特急河和行きの列車番号は「298」
例2）名古屋駅を13時25分に発車する中部国際空港発特急岐阜行きの列車番号は「331」
例3）名古屋駅を8時45分に発車する河和発特急新鵜沼行きの列車番号は固有番号が10を超えるため「487」

#### 快速急行以下の種別
- 十の位は運行系統を表している。太字は名鉄名古屋駅における運行系統。
  - 0：名古屋本線の名鉄名古屋以西を発着し同区間を快速急行として運行される列車
  - 1：豊橋駅を発着する急行
  - 2：豊橋駅発着系統を除く名古屋本線の名鉄名古屋以西を始発または終着とする急行・準急、知多新線内の普通
  - 3：常滑線系統の急行・準急のうち栄生以南で運行される列車
  - 4：津島線を発着する急行・準急、西尾線内の急行、河和線内の急行、広見線 新可児～御嵩間の普通
  - 5：名古屋本線の豊明以西を発着する普通、西尾線内の普通、広見線 犬山～新可児間の普通
  - 6：津島線系統の普通、三河線 知立～猿投間の普通、各務原線の列車、蒲郡線の普通
  - 7：犬山線系統の急行・快速急行、豊川線内の普通
  - 8：犬山線系統の準急、名古屋本線の豊明以東を発着する普通、三河線 知立～碧南間の普通、尾西線 津島～一宮間の列車
  - 9：犬山線系統の普通、尾西線 一宮～玉ノ井間の列車、竹鼻・羽島線内の列車
- 途中駅で連結が行われる運用の列車は、連結駅まで「連結相手の列車番号+3000」の番号が付番される。
例）新安城駅で豊川稲荷発弥富行き「749」列車と連結する西尾発弥富行きの列車番号は「3749」となる。
- ワンマン列車とツーマン列車が混在する線区では、ワンマン列車の列車番号末尾に「S」を付ける。
- 2004年まで運行されていた気動車列車には、列車番号末尾に「D」を付けていた。
- 以下に挙げる線区および列車では、次のような例外がある。
  - 常滑線および河和線
    - 常滑線および河和線を経由する種別変更のない普通列車の列車番号は、全4桁+アルファベットで構成され、上2桁が「始発駅発車時刻+60」となる。
      - 十の位は運行路線により異なる
        - 5：常滑線 - 河和線 (- 知多新線)
        - 6：常滑線 (- 空港線)
        - 8：河和線 (- 知多新線)

例1）常滑始発7時00分の普通金山行きの列車番号は「6761G」
例2）知多半田始発10時17分の普通金山行きの列車番号は「7053C」

    - 常滑線および河和線経由する列車の列車番号末尾には、以下のような条件によりアルファベットが付く。
      - A：河和線を経由し、普通区間や特別停車を含まない急行と、特別停車の有無に関わらず快速急行
      - B：河和線を経由し、普通区間や特別停車を含む急行と、普通区間を含む快速急行、特別停車の有無にかかわらず準急
      - C：河和線を経由し、種別変更を行わない普通
      - E：常滑線を経由し、普通区間や特別停車を含まない急行と、特別停車の有無に関わらず快速急行
      - F：常滑線を経由し、普通区間や特別停車を含む急行、普通区間を含む快速急行、特別停車の有無にかかわらず準急
      - G：常滑線を経由し、種別変更を行わない普通
      - H：現在は使用されていないが、1988年に設定された内海方面の高速列車（746H列車など）に使用された。
      - R：現在、定期列車では使用されていないが、臨時列車で使用されることがある。

  - 豊田線および地下鉄鶴舞線に直通する列車
豊田線および地下鉄鶴舞線では豊田市方面が偶数、犬山方面が奇数となる。なお、地下鉄鶴舞線の線内完結列車については列車番号の付番方法#名古屋市交通局を参照のこと。
    - 十の位は運行路線を表す。
      - 1：犬山線 - 鶴舞線 - 豊田線
      - 2：犬山線 - 鶴舞線
      - 3：鶴舞線 - 豊田線

  - 小牧線
小牧線では始発駅を発車する時刻を基本とし、本線系統と同様、3桁ないし4桁で付番される。
    - 十の位は運行区間を表す。
      - 3：全線通し
      - 4：区間列車

例1）平安通を7時59分に発車する犬山ゆきは「737」
例2）犬山を0時06分に発車する小牧ゆき最終は「2440」
  - 瀬戸線
瀬戸線では始発駅を発車する時刻を基本とし、栄町方面が偶数、尾張瀬戸方面が奇数となる。本線系統と同様、3桁ないし4桁で付番される。
    - 十の位は運行系統を表す。
      - 0：急行
      - 3：準急
      - 5・6：普通（全線通し）
      - 8：普通（区間列車）

なお、三郷始発の列車は、尾張瀬戸から回送されるため、全線通しの列車として付番される。

#### 築港線
平日は東名古屋港行きは4106列車、大江行きは4107列車から始まり、不定期列車も含め連続で付番する。休日は前者が4110列車、後者が4111列車から始まり、同様に連続する。

### 近畿日本鉄道

#### 特急
- 名阪特急（名阪特急以外の特急は、以下の特急の事項を参照）
  - 甲特急大阪難波発は、始発駅の発車時刻の「時」の数字（9時ならば9）、同一発時に2本ある場合の2本目は「時」の数字+300（例えば土休日16:20発は316）。
  - 甲特急名古屋発は、同じく「時」の数字+50（9時ならば59）、同一発時に2本ある場合の2本目は「時」の数字+350（例えば土休日16:25発は366）。
  - 乙特急大阪難波、名張発は、同じく「時」の数字+100（9時ならば109）。
  - 乙特急名古屋発は、同じく「時」の数字+150（9時ならば159）
  - 例外
    - 大阪難波21時発の名古屋行き甲特急（白子・四日市・桑名に停車）は621、大阪難波21時20分発の名古屋行き甲特急（白子・四日市・桑名に停車）は721（共に毎日運行）。
    - 大阪難波20時20分発の名古屋行き乙特急は820（毎日運行）。
    - 名古屋7時17分発の大阪難波行き甲特急（桑名・白子・四日市に停車）は757（平日のみ運行）。
    - 名古屋6時発の大阪難波行き乙特急は356（休日のみ運行、2020年3月のダイヤ変更で、名古屋5時58分発となり消滅）。
    - 途中駅始発の場合、桑名始発は150、津始発は151（2016年3月のダイヤ変更で消滅）。

- 観光特急「あをによし」（大阪難波発着）
  - 大阪難波発京都行きの「あをによし」は、始発駅の発車時刻の「時」の数字+200をし、頭に0を付ける（9時ならば0209）。ただし、奈良～京都間では末尾に「K」を付ける。
  - 京都発大阪難波行きの「あをによし」は、始発駅の発車時刻の「時」の数字+250をし、頭に0を付ける（16時ならば0266）。ただし、京都～奈良間では末尾に「K」を付ける。

- 特急（上記以外）
  - 千の位・百の位は始発駅の「時」。
  - 十の位・一の位は運行系統を表す。上りは偶数、下りは奇数。
    - 00・01：阪伊甲特急 (+3000)・京伊特急（終夜運転時に阪伊乙特急と併結するものを除く）・しまかぜ（大阪難波発着は+6000、京都発着は+8000）
    - 02～05：阪伊乙特急（賢島発着は+6000）
    - 06・07：京奈特急（京橿特急と併結するものを除く）・あをによし（+8000、大阪難波発着を除く）
    - 08・09：南大阪線特急・青の交響曲（+8000）
    - 10・11：名伊甲特急 (+3000)・しまかぜ（名古屋発着、+6000）
    - 12～15：名伊乙特急（賢島発着は+6000）
    - 16・17：阪奈特急
    - 18・19：京橿特急

  - 京都発着のしまかぜと青の交響曲には、列車番号の末尾に「K」を付ける。
  - 京都～橿原神宮前間の特急に併結される京都～奈良間の特急は、大和西大寺～奈良間では、京都～橿原神宮前間の列車番号の末尾に「F」を付ける（2018年3月のダイヤ変更により定期列車としては廃止）。
  - 大阪難波～賢島間の特急に併結される京都～賢島間の特急は、京都・橿原線内では、大阪難波～賢島間の列車番号の末尾に「K」を付ける（2012年3月のダイヤ変更後、終夜運転時のみの設定であり、定期列車としては存在しない）。
  - かつて大阪難波～白子間で名阪乙特急に併結されていた湯の山特急は、湯の山線内では併結相手の列車番号の末尾に「Y」を付けていた。
  - 同一時間帯に複数の同一系統がある場合は+3000、+6000などで区別する。

#### 一般列車（けいはんな線を除く）
- 千の位・百の位は始発駅の「時」。
- 十の位と千の位（＋3000、＋6000など）により、種別・区間を表す。
- 一の位はその時間の発車ごとに、連番（ただし、特急は十の位と併せて運行系統を表す）。同一時間帯に6本以上ある場合は千の位により区別する。
- ただし、一部で運転区間により一の位を使い分ける場合がある。
（例、大阪線急行・快速急行のうち、山田線および鳥羽線に直通する大阪上本町～松阪・宇治山田・五十鈴川・鳥羽発着には0・1、大阪線内で完結する大阪上本町～五位堂・大和八木・名張・青山町・伊勢中川発着には2～9を使用）
  - 上りは偶数、下りは奇数。

- 奈良線の普通電車・区間準急・準急・快速急行については、阪神なんば線への直通の有無にかかわらず連番となっている。
- 一部の支線区等では百の位・十の位で始発駅の「時」、一の位はその時間の発車ごとに、連番の2～3桁を使用する。

- けいはんな線を除く全路線の付番
（表は列車番号の若い順に並べてある。上りと上下の下1桁は0に、下りの下1桁は1に統一している。ただし、下1桁が必ず同じ数字になる場合はその数字で書いてある。また、○には始発駅発車時刻が入る。特に注意書きの無い△本目以降（△本目）は同一時間帯発車の△本目以降（△本目）の意である。）

| 列車番号 | 路線                          | 種別          | 運行区間                                                           | 進行方向 | 備考                                                                                 |
| -------- | ----------------------------- | ------------- | ------------------------------------------------------------------ | -------- | ------------------------------------------------------------------------------------ |
| ○0       | 奈良線                        | 普通          | 奈良～大和西大寺                                                   | 上下     | 同区間の回送列車を含む                                                               |
| ○0       | 吉野線                        | 普通          | 吉野～六田                                                         | 上下     | 同区間の回送列車を含む                                                               |
| ○0       | 御所線                        | 普通          | 御所～尺土                                                         | 上下     |                                                                                      |
| ○0       | 道明寺線                      | 普通          | 柏原～道明寺                                                       | 上下     |                                                                                      |
| ○0       | 名古屋線                      | 回送          | 名古屋～米野                                                       | 上下     |                                                                                      |
| ○10      | 長野線 南大阪線               | 準急          | 河内長野～大阪阿部野橋                                             | 上下     |                                                                                      |
| ○20      | 京都線 奈良線                 | 急行          | 奈良・大和西大寺～京都                                             | 上下     |                                                                                      |
| ○20      | 吉野線 南大阪線               | 準急          | 吉野～大阪阿部野橋                                                 | 上下     | 古市～大阪阿部野橋間にて河内長野・富田林発の準急と連結する列車はそちらの付番に準拠。 |
| ○20      | 鳥羽線 山田線 大阪線          | 急行          | 鳥羽 五十鈴川 ～ 大阪上本町 宇治山田 名張                          | 上り     |                                                                                      |
| ○20      | 生駒鋼索線                    | 普通          | 宝山寺～生駒山上                                                   | 上下     |                                                                                      |
| ○21      | 大阪線 山田線 鳥羽線          | 急行          | 大阪上本町 ～ 宇治山田 名張 ～ 五十鈴川 鳥羽                       | 下り     |                                                                                      |
| ○22      | 鳥羽線 山田線 大阪線          | 急行          | 鳥羽 五十鈴川 宇治山田 松阪 ～ 大阪上本町 伊勢中川 青山町 名張     | 上り     |                                                                                      |
| ○23      | 大阪線                        | 急行          | 大和八木 ～ 伊勢中川                                               | 下り     |                                                                                      |
| ○23      | 大阪線 山田線 鳥羽線          | 急行          | 名張 青山町 大阪上本町 ～ 伊勢中川 宇治山田 五十鈴川 鳥羽          | 下り     |                                                                                      |
| ○30      | 奈良線                        | 急行          | 奈良～大阪難波                                                     | 上下     |                                                                                      |
| ○30      | 京都線                        | 普通          | 宮津・新田辺～京都                                                 | 上下     |                                                                                      |
| ○30      | 南大阪線                      | 準急          | 橿原神宮前～大阪阿部野橋                                           | 上下     | 古市～大阪阿部野橋間にて河内長野・富田林発の準急と連結する列車はそちらの付番に準拠。 |
| ○30      | 鳥羽線 山田線 名古屋線        | 急行          | 鳥羽 五十鈴川 ～ 名古屋 宇治山田                                   | 上り     | 2本目：○32 3本目：3○30 4本目：3○32                                                   |
| ○31      | 名古屋線 山田線 鳥羽線        | 急行          | 宇治山田 名古屋 ～ 五十鈴川 鳥羽                                   | 下り     | 2本目：○33                                                                           |
| ○34      | 名古屋線                      | 急行          | 伊勢中川～名古屋                                                   | 上り     | 2本目：3○34                                                                          |
| ○35      | 名古屋線                      | 急行          | 名古屋～伊勢中川                                                   | 下り     | 2本目：3○35                                                                          |
| ○36      | 山田線 名古屋線               | 急行          | 松阪～名古屋                                                       | 上り     | 2本目：3○36                                                                          |
| ○36      | 南大阪線                      | 普通          | 橿原神宮前～古市                                                   | 上り     | 2本目：○38 3本目：6○36 4本目：6○38                                                   |
| ○37      | 名古屋線 山田線               | 急行          | 名古屋～松阪                                                       | 下り     | 2本目：3○37                                                                          |
| ○37      | 南大阪線                      | 普通          | 古市～橿原神宮前                                                   | 下り     | 2本目：○39 3本目：6○37                                                               |
| ○38      | 名古屋線                      | 急行          | 津新町～名古屋                                                     | 上り     |                                                                                      |
| ○39      | 名古屋線                      | 急行          | 名古屋～津新町                                                     | 下り     |                                                                                      |
| ○40      | 京都線                        | 普通          | 大和西大寺～京都                                                   | 上下     |                                                                                      |
| ○40      | 大阪線                        | 準急          | 名張 榛原 ～ 大阪上本町 大和朝倉                                   | 上下     | 番号は大和八木駅発車順に振られている。                                               |
| ○40      | 名古屋線                      | 普通          | 伊勢中川 津新町 ～ 四日市 白塚 塩浜                                | 上下     |                                                                                      |
| ○40      | 名古屋線                      | 普通          | 伊勢中川・津新町～白塚・白子                                       | 上下     |                                                                                      |
| ○40      | 山田線 鳥羽線                 | 回送          | 五十鈴川・宇治山田～明星                                           | 上下     |                                                                                      |
| ○40      | 御所線 南大阪線               | 準急          | 御所～大阪阿部野橋                                                 | 上下     | 古市～大阪阿部野橋間にて河内長野・富田林発の準急と連結する列車はそちらの付番に準拠。 |
| ○40      | 生駒鋼索線                    | 普通          | 鳥居前～宝山寺                                                     | 上下     |                                                                                      |
| ○46      | 御所線 南大阪線               | 普通          | 御所～古市                                                         | 上り     |                                                                                      |
| ○47      | 南大阪線 御所線               | 普通          | 古市～御所                                                         | 下り     | 2本目：○49 3本目：○43                                                                |
| ○50      | 奈良線                        | 準急          | 奈良・大和西大寺～大阪難波                                         | 上下     |                                                                                      |
| ○50      | 南大阪線                      | 普通          | 古市～大阪阿部野橋                                                 | 上り     |                                                                                      |
| ○50      | 信貴線                        | 普通          | 信貴山口～河内山本                                                 | 上下     |                                                                                      |
| ○50      | 鳥羽線 山田線                 | 普通          | 五十鈴川・宇治山田・明星 ～伊勢中川                                | 上り     | 同区間の回送列車を含む                                                               |
| ○50      | 山田線                        | 普通          | 宇治山田～明星                                                     | 上り     |                                                                                      |
| ○51      | 南大阪線                      | 普通          | 大阪阿部野橋・河内天美 ～古市                                      | 下り     |                                                                                      |
| ○51      | 山田線 鳥羽線                 | 普通          | 明星 伊勢中川 ～ 宇治山田 五十鈴川                                 | 下り     | 同区間の回送列車を含む                                                               |
| ○60      | 京都線 橿原線                 | 急行          | 京都～橿原神宮前                                                   | 上下     | 4本目以降：6○60                                                                      |
| ○60      | 大阪線                        | 普通          | 河内国分～大阪上本町                                               | 上下     |                                                                                      |
| ○60      | 南大阪線                      | 普通          | 藤井寺～大阪阿部野橋                                               | 上下     | 6本目以降：7○60                                                                      |
| ○60      | 名古屋線                      | 普通          | 伊勢中川 津新町 ～ 名古屋 白塚                                     | 上り     |                                                                                      |
| ○60      | 名古屋線                      | 普通          | 伊勢中川・津新町～富吉                                             | 上り     |                                                                                      |
| ○61      | 名古屋線                      | 普通          | 名古屋 ～白塚・津新町・伊勢中川                                    | 下り     | 番号は富吉駅発車順に振られている                                                     |
| ○61      | 名古屋線                      | 普通          | 富吉～津新町・伊勢中川                                             | 下り     | 番号は富吉駅発車順に振られている                                                     |
| ○66      | 天理線 橿原線 京都線          | 急行          | 天理～京都                                                         | 上り     |                                                                                      |
| ○67      | 京都線 橿原線 天理線          | 急行          | 京都～天理                                                         | 下り     |                                                                                      |
| ○70      | 奈良線                        | 普通          | 東生駒・石切～大阪難波                                             | 上下     |                                                                                      |
| ○70      | 京都線                        | 普通          | 新田辺～国際会館                                                   | 上下     |                                                                                      |
| ○70      | 鳥羽線 山田線                 | 普通          | 鳥羽 ～宇治山田・明星・伊勢中川                                    | 上下     | 同区間の回送列車を含む                                                               |
| ○70      | 南大阪線                      | 普通          | 橿原神宮前～尺土                                                   | 上下     |                                                                                      |
| ○70      | 田原本線                      | 普通          | 新王寺～西田原本                                                   | 上下     |                                                                                      |
| ○70      | 鈴鹿線                        | 普通          | 平田町～伊勢若松                                                   | 上下     | 同区間の回送列車を含む                                                               |
| ○70      | 西信貴鋼索線                  | 普通          | 信貴山口～高安山                                                   | 上下     |                                                                                      |
| ○80      | 橿原線 京都線                 | 普通          | 橿原神宮前～新田辺・京都                                           | 上下     |                                                                                      |
| ○80      | 大阪線                        | 普通          | 高安～大阪上本町                                                   | 上下     | 6本目以降：8○80                                                                      |
| ○80      | 名古屋線                      | 普通          | 桑名・富吉～名古屋                                                 | 上下     |                                                                                      |
| ○80      | 志摩線                        | 普通          | 賢島～鳥羽                                                         | 上下     |                                                                                      |
| ○80      | 南大阪線                      | 普通          | 河内天美～大阪阿部野橋                                             | 上下     |                                                                                      |
| ○80      | 生駒線                        | 普通          | 王寺～生駒                                                         | 上下     |                                                                                      |
| ○90      | 奈良線                        | 普通          | 瓢箪山・東花園～大阪難波                                           | 上下     |                                                                                      |
| ○90      | 天理線 橿原線 京都線          | 普通          | 天理～新田辺・京都                                                 | 上下     |                                                                                      |
| ○90      | 吉野線                        | 普通          | 吉野口 ～ 橿原神宮前 壺阪山                                        | 上下     |                                                                                      |
| ○90      | 長野線                        | 普通          | 河内長野・富田林～古市                                             | 上下     |                                                                                      |
| ○90      | 山田線 大阪線                 | 普通          | 明星～名張                                                         | 上り     |                                                                                      |
| ○90      | 大阪線                        | 普通          | 東青山 伊勢中川 ～ 青山町 名張                                     | 上下     |                                                                                      |
| ○90      | 湯の山線                      | 普通          | 湯の山温泉～四日市                                                 | 上下     |                                                                                      |
| 3○0      | 名古屋線                      | 回送          | 富吉～名古屋                                                       | 上下     |                                                                                      |
| 3○10     | 長野線 南大阪線               | 急行          | 河内長野～大阪阿部野橋                                             | 上下     |                                                                                      |
| 3○20     | 京都線                        | 急行          | 大和西大寺～新田辺                                                 | 上り     |                                                                                      |
| 3○20     | 名古屋線                      | 準急          | 四日市～名古屋                                                     | 上下     |                                                                                      |
| 3○20     | 吉野線 南大阪線               | 急行          | 吉野～古市・大阪阿部野橋                                           | 上下     |                                                                                      |
| 3○21     | 大阪線 山田線 鳥羽線          | 快速急行      | 宇治山田 大阪上本町 ～ 五十鈴川 鳥羽                               | 下り     |                                                                                      |
| 3○22     | 大阪線                        | 快速急行      | 青山町・名張～大阪上本町                                           | 上り     |                                                                                      |
| 3○23     | 大阪線                        | 快速急行      | 大阪上本町～名張・青山町                                           | 下り     |                                                                                      |
| 3○30     | 奈良線                        | 快速急行      | 奈良～大阪難波                                                     | 上下     | 6本目以降：8○30                                                                      |
| 3○30     | 京都線                        | 準急          | 新田辺～京都                                                       | 上下     |                                                                                      |
| 3○30     | 南大阪線                      | 急行          | 橿原神宮前～大阪阿部野橋                                           | 上り     |                                                                                      |
| 3○31     | 南大阪線                      | 急行          | 大阪阿部野橋・古市 ～橿原神宮前                                    | 下り     |                                                                                      |
| 3○31     | 名古屋線 山田線 鳥羽線        | 急行          | 白子～鳥羽                                                         | 下り     |                                                                                      |
| 3○38     | 名古屋線                      | 急行          | 白子～名古屋                                                       | 上り     |                                                                                      |
| 3○40     | 奈良線 京都線                 | 普通          | 奈良・大和西大寺～新田辺                                           | 上り     |                                                                                      |
| 3○40     | 大阪線                        | 普通          | 名張 榛原 ～ 高安 大和朝倉 大阪上本町 大和八木                     | 上下     |                                                                                      |
| 3○50     | 奈良線                        | 準急          | 東花園～大阪難波                                                   | 上下     |                                                                                      |
| 3○50     | 長野線 南大阪線               | 準急          | 富田林・古市～大阪阿部野橋                                         | 上下     |                                                                                      |
| 3○50     | 山田線 名古屋線               | 普通          | 宇治山田～白塚                                                     | 上り     |                                                                                      |
| 3○60     | 橿原線 京都線                 | 急行          | 橿原神宮前 ～大和西大寺・新田辺                                    | 上下     |                                                                                      |
| 3○60     | 大阪線                        | 普通          | 五位堂～大阪上本町                                                 | 上下     |                                                                                      |
| 3○60     | 南大阪線                      | 回送          | 河内天美～藤井寺                                                   | 上下     |                                                                                      |
| 3○66     | 天理線 橿原線                 | 急行          | 天理～大和西大寺                                                   | 上り     |                                                                                      |
| 3○67     | 橿原線 天理線                 | 急行          | 大和西大寺～天理                                                   | 下り     |                                                                                      |
| 3○70     | 奈良線                        | 普通          | 奈良・大和西大寺 ～東花園・大阪難波                                | 上下     | 6本目以降：6○70 下りは東花園駅発車順に番号が振られている。                           |
| 3○70     | 鳥羽線 山田線 名古屋線        | 普通          | 鳥羽～白塚                                                         | 上下     |                                                                                      |
| 3○80     | 橿原線                        | 普通          | 橿原神宮前～大和西大寺                                             | 上下     |                                                                                      |
| 3○80     | 名古屋線                      | 普通          | 塩浜・四日市～富吉・名古屋                                         | 上下     |                                                                                      |
| 3○80     | 志摩線 鳥羽線 山田線 名古屋線 | 普通          | 明星 賢島 ～ 伊勢中川 白塚                                         | 上下     |                                                                                      |
| 3○80     | 生駒線                        | 普通          | 東山～生駒                                                         | 上下     |                                                                                      |
| 3○80     | 大阪線                        | 回送          | 大阪難波・大阪上本町～高安                                         | 上下     |                                                                                      |
| 3○80     | 南大阪線                      | 回送          | 大阪阿部野橋～河内天美                                             | 上下     |                                                                                      |
| 3○88     | 志摩線                        | 回送          | 賢島～志摩磯部・鳥羽                                               | 上り     | 2本ある場合1本目は3○86となる                                                         |
| 3○89     | 志摩線                        | 回送          | 鳥羽・志摩磯部～賢島                                               | 下り     | 2本ある場合1本目は3○87となる                                                         |
| 3○90     | 橿原線 天理線                 | 普通          | 天理～平端・大和西大寺                                             | 上下     |                                                                                      |
| 3○90     | 大阪線                        | 普通          | 青山町～名張                                                       | 上下     |                                                                                      |
| 3○90     | 奈良線                        | 回送          | 大阪難波～東花園                                                   | 上下     |                                                                                      |
| 3○90     | 長野線                        | 回送          | 古市～富田林・河内長野                                             | 上下     |                                                                                      |
| 6○20     | 奈良線 京都線                 | 急行          | 奈良～国際会館                                                     | 上下     | 2025/2/22～                                                                          |
| 6○20     | 大阪線                        | 急行          | 五位堂～大阪上本町                                                 | 上り     |                                                                                      |
| 6○20     | 名古屋線                      | 準急          | 富吉～名古屋                                                       | 上下     |                                                                                      |
| 6○20     | 吉野線 南大阪線               | 快速急行      | 吉野～大阪阿部野橋                                                 | 上下     | 臨時                                                                                 |
| 6○21     | 大阪線                        | 急行          | 大阪上本町～大和八木                                               | 下り     |                                                                                      |
| 6○21     | 大阪線 山田線 鳥羽線          | 快速急行      | 宇治山田 大阪上本町 ～ 五十鈴川 鳥羽                               | 下り     | 臨時                                                                                 |
| 6○21     | 大阪線 山田線 鳥羽線          | 快速急行      | 名張～松阪                                                         | 下り     | 土休日ダイヤ                                                                         |
| 6○30     | 奈良線                        | 急行          | 大和西大寺～大阪難波                                               | 上下     |                                                                                      |
| 6○30     | 京都線                        | 急行          | 新田辺～京都                                                       | 上り     |                                                                                      |
| 6○30     | 南大阪線                      | 普通          | 橿原神宮前～大阪阿部野橋                                           | 上下     |                                                                                      |
| 6○30     | 名古屋線                      | 急行          | 白子～名古屋                                                       | 上り     | 臨時                                                                                 |
| 6○36     | 天理線 橿原線 奈良線          | 急行          | 天理～大阪難波                                                     | 上り     |                                                                                      |
| 6○37     | 奈良線 橿原線 天理線          | 急行          | 大阪難波～天理                                                     | 下り     |                                                                                      |
| 6○38     | 名古屋線                      | 急行          | 四日市～名古屋                                                     | 上り     |                                                                                      |
| 6○40     | 大阪線                        | 区間準急      | 名張 榛原 ～ 大阪上本町 大和朝倉                                   | 上下     |                                                                                      |
| 6○40     | 京都線                        | 普通          | 宮津～新田辺                                                       | 上下     |                                                                                      |
| 6○40     | 名古屋線                      | 回送          | 伊勢中川・津新町・白塚 ・伊勢若松 ～ 白塚・伊勢若松 ・塩浜・四日市 | 上り     |                                                                                      |
| 6○40     | 京都線                        | 回送          | 新田辺・宮津 ～宮津・大和西大寺                                    | 上下     |                                                                                      |
| 6○41     | 名古屋線                      | 回送          | 四日市・伊勢若松・白塚 ～白塚・津新町・伊勢中川                    | 下り     |                                                                                      |
| 6○50     | 奈良線                        | 区間準急      | 奈良・大和西大寺～大阪難波                                         | 上下     |                                                                                      |
| 6○50     | 長野線 南大阪線               | 急行          | 富田林・古市～大阪阿部野橋                                         | 上下     | 同区間の回送列車を含む                                                               |
| 6○60     | 大阪線                        | 準急 区間準急 | 五位堂・河内国分～大阪上本町                                       | 上下     | 平日朝上りの準急は8○60 休日夜下りの準急は7○61                                        |
| 6○60     | 名古屋線                      | 回送          | 白塚～富吉                                                         | 上下     |                                                                                      |
| 6○70     | 奈良線 京都線                 | 急行          | 奈良～国際会館                                                     | 上下     | ～2025/2/21                                                                          |
| 6○70     | 鈴鹿線                        | 普通          | 平田町～伊勢若松                                                   | 上下     | 臨時                                                                                 |
| 6○80     | 奈良線                        | 普通          | 東花園～大阪難波                                                   | 上り     |                                                                                      |
| 6○80     | 京都線                        | 普通          | 橿原神宮前～新田辺                                                 | 上り     |                                                                                      |
| 6○80     | 大阪線                        | 準急          | 高安～大阪上本町                                                   | 上下     |                                                                                      |
| 6○80     | 名古屋線                      | 回送          | 四日市・桑名～富吉                                                 | 上り     |                                                                                      |
| 6○80     | 南大阪線                      | 回送          | 大阪阿部野橋～河内天美                                             | 上下     | 特急車両                                                                             |
| 6○81     | 名古屋線                      | 回送          | 富吉～桑名・四日市・塩浜                                           | 下り     |                                                                                      |
| 7○10     | 長野線 南大阪線               | 普通          | 河内長野～大阪阿部野橋                                             | 上り     |                                                                                      |
| 7○11     | 南大阪線 長野線               | 普通          | 大阪阿部野橋・河内天美 ～河内長野                                  | 下り     |                                                                                      |
| 7○20     | 吉野線 南大阪線               | 普通          | 吉野・六田～橿原神宮前・古市                                       | 上下     |                                                                                      |
| 7○30     | 奈良線                        | 快速急行      | 大和西大寺～大阪難波                                               | 上下     |                                                                                      |
| 7○31     | 京都線                        | 急行          | 京都～宮津                                                         | 下り     |                                                                                      |
| 7○31     | 南大阪線                      | 普通          | 大阪阿部野橋～橿原神宮前                                           | 下り     |                                                                                      |
| 7○39     | 名古屋線                      | 急行          | 名古屋～四日市                                                     | 下り     |                                                                                      |
| 7○70     | 奈良線                        | 回送          | 大阪難波・東花園 ～大和西大寺・奈良                                | 上下     |                                                                                      |
| 7○70     | 吉野線 南大阪線               | 普通          | 吉野・六田～尺土                                                   | 上下     |                                                                                      |
| 7○79     | 名古屋線 鈴鹿線               | 急行          | 四日市～平田町                                                     | 下り     |                                                                                      |
| 8○23     | 大阪線 山田線                 | 快速急行      | 大阪上本町～松阪                                                   | 下り     | 平日ダイヤ 20時以降：7○23                                                            |
| 8○30     | 南大阪線                      | 区間急行      | 橿原神宮前 ～古市・大阪阿部野橋                                    | 上下     | 20時以降：3○30                                                                       |
| 8○41     | 大阪線                        | 普通          | 榛原～名張                                                         | 下り     |                                                                                      |
| 8○50     | 長野線 南大阪線               | 普通          | 富田林～大阪阿部野橋                                               | 上り     |                                                                                      |
| 9○31     | 奈良線                        | 快速急行      | 生駒～奈良                                                         | 下り     |                                                                                      |
| 9○34     | 名古屋線                      | 急行          | 伊勢中川～名古屋 （大阪線からの直通）                              | 上り     | 2018年3月のダイヤ変更で廃止                                                          |
| 9○40     | 大阪線                        | 普通          | 大和八木 大和朝倉 榛原 ～ 五位堂 名張 青山町                       | 上下     | 平日20時以降：3○40 休日20時以降：7○40                                                |

#### けいはんな線
- 千の位・百の位は始発駅の「時」を表しているが、学研奈良登美ヶ丘方面行きは3000を足した数字となる。
  - 生駒始発列車の多くは、ダイヤ上東生駒信号場（車庫）始発として扱われているため、毎時0~2分に同駅を発車する列車では、その時点で1つ前の数字となっていることがある。
- 十の位・一の位は運用番号
  - Osaka Metro車両は出庫順に01から連番で付番
  - 近鉄車両は出庫順に70から連番で付番

### 南海電気鉄道
南海電気鉄道はA桁・B桁・C桁・D桁の4桁の算用数字により表されている。
- A桁（千の位） 列車種別。急行では停車駅も区別する。
  - 0：特急（天空を含む）
  - 1：南海線急行、快速急行
  - 2：空港急行、白線急行（春木停車急行）、高野線急行
  - 3：区間急行
  - 4：準急
  - 5,6,7：普通、各停、ケーブル線
  - 8：回送、試運転
  - 9：回送、試運転、その他（団体専用)
- B桁（百の位） 運行区間（回送区間を含む）。同じ数字でもA桁の数字により区間は異なる。特急では停車駅や指定席の有無も区別する。
- C桁・D桁（十の位・一の位） 列車の発車順序。下りが奇数で上りが偶数。
また、1日に片方向で50本以上運転されると百の位が変化してしまうので、1日に50本以上運転されることが見込まれる列車は百の位を2つ使用する。
- 例：高野線6499列車（各停河内長野行きの49番目の列車）の次の各停河内長野行きは6501列車（各停河内長野行きの50番目の列車）となる。
- なお、南海線・空港線、高野線どちらも上りの一番目の列車は下二桁が必ず02となる。
  - ただし、49本目（百の位が繰り上がる）の列車の下二桁は00となる。

南海線・空港線と高野線では列車番号が重複しても別の列車として扱うので、同じ列車番号の列車がそれぞれの路線で同時に走っていることがある。
臨時回送、試運転列車は南海線・空港線は指定区間で運転されるが、高野線は始発駅は任意駅で設定される。
- 上二桁の付番と運転区間（下二桁は省略）

| 千位→ 百位↓ | 0                                                                 | 1                                                   | 2                                                                                       | 3                                                                           | 4                                                         | 5                                                             | 6                                                                   | 7                                                                                   | 8                                                                              | 9                                                              |
| ----------- | ----------------------------------------------------------------- | --------------------------------------------------- | --------------------------------------------------------------------------------------- | --------------------------------------------------------------------------- | --------------------------------------------------------- | ------------------------------------------------------------- | ------------------------------------------------------------------- | ----------------------------------------------------------------------------------- | ------------------------------------------------------------------------------ | -------------------------------------------------------------- |
| 0           | －                                                                | －                                                  | －                                                                                      | －                                                                          | 準急 難波～光明池                                         | 各停 汐見橋～岸里玉出                                         | 普通 難波～住ノ江 各停 難波～堺東                                   | 普通 難波・住ノ江～関西空港 各停 (千代田信号所～回送)～橋本～高野下～(回送～極楽橋) | 回送 難波・岸里玉出～住ノ江・岸里玉出 回送 難波→光明池 和泉中央→中百舌鳥・堺東 | 回送 汐見橋～岸里玉出                                          |
| 1           | 特急 ラピートα 難波～関西空港(ノンストップ) 特急天空 橋本～極楽橋 | －                                                  | 空港急行 難波～関西空港                                                                 | －                                                                          | 準急 難波～和泉中央                                       | 各停 汐見橋～岸里玉出                                         | 各停 難波～北野田                                                   | 普通 泉佐野～関西空港 各停 (千代田信号所～回送)～河内長野～極楽橋                   | 回送 難波～高石 回送 難波～和泉中央                                            | 回送 難波～関西空港 回送 難波→小原田信号所 極楽橋→小原田信号所 |
| 2           | 特急 ラピートβ 難波～関西空港 特急 泉北ライナー 難波～和泉中央    | －                                                  | 空港急行 難波～関西空港                                                                 | 区間急行 難波～和泉中央                                                     | 準急 難波～高石 準急 難波～和泉中央                       | 普通 羽衣～高師浜 各停 難波～光明池                           | 普通 難波～高石～(回送～羽倉崎) 各停 難波～金剛                     | 普通 (貝塚～回送)～泉佐野～関西空港 各停 (小原田信号所～回送)～橋本～高野下         | 回送 住ノ江・羽衣～高石・高師浜・羽衣 回送 光明池～和泉中央                    | 回送 住ノ江～関西空港 回送 難波→橋本 極楽橋→橋本               |
| 3           | 特急 難波～和歌山市（全席指定）                                   | －                                                  | 急行 難波～春木                                                                         | 区間急行 難波～河内長野                                                     | 準急 難波～春木                                           | 普通 羽衣～高師浜 各停 難波～和泉中央                         | 普通 難波～春木 各停 難波～千代田～(回送～千代田信号所)             | 各停 (小原田信号所～回送)～橋本～極楽橋                                             | 回送 難波・住ノ江・羽衣～春木・泉大津 回送 難波→堺東 極楽橋→堺東               | 回送 貝塚・泉佐野～関西空港 回送 難波→高野下                   |
| 4           | 特急 難波～和歌山港（全席指定）                                   | －                                                  | 白線急行 難波～泉佐野 急行 難波～三日市町                                               | 区間急行 難波～三日市町                                                     | 準急 難波～岸和田～（回送～羽倉崎)                        | 普通 みさき公園～多奈川 各停 (堺東～回送)～中百舌鳥～光明池   | 普通 難波～泉佐野 各停 難波～河内長野                               | 普通 住ノ江～泉佐野 各停 橋本～高野下                                               | 回送 難波・住ノ江～羽倉崎・泉佐野・樽井・みさき公園 回送 難波→北野田           | 回送 難波～極楽橋                                              |
| 5           | 特急サザン 難波～和歌山市（一部指定）                             | －                                                  | 急行 難波～林間田園都市                                                                 | 区間急行 難波～羽倉崎 区間急行 難波～三日市町～(回送～小原田信号所)         | 準急 難波～羽倉崎 準急 難波～千代田～(回送～千代田信号所) | 普通 みさき公園～多奈川 各停 (堺東～回送)～中百舌鳥～和泉中央 | 普通 難波～羽倉崎 各停 難波～河内長野                               | 普通 住ノ江～羽倉崎 各停 橋本～極楽橋                                               | 回送 貝塚・泉佐野～泉佐野・羽倉崎・樽井・尾崎・みさき公園 回送 難波→金剛       | －                                                             |
| 6           | 特急サザン 難波～和歌山港（一部指定） 特急りんかん 難波～橋本     | －                                                  | 急行 難波～みさき公園～（回送～和歌山市） 急行 難波～林間田園都市～(回送～小原田信号所) | 区間急行 難波～樽井 区間急行 難波～林間田園都市                             | 準急 難波～樽井 準急 難波～河内長野                       | 普通 和歌山市～加太 各停 中百舌鳥～光明池                     | 普通 難波～樽井 各停 難波～三日市町                                 | 普通 泉大津～羽倉崎 各停 (千代田信号所～回送)～河内長野～橋本                       | 回送 羽倉崎～みさき公園・樽井・尾崎 回送 難波→千代田信号所 極楽橋→千代田信号所 | 回送 みさき公園～多奈川 回送 極楽橋→中百舌鳥                   |
| 7           | 特急 ラピートα 難波～関西空港(途中一部停車) 特急 難波～橋本(自由) | 急行 難波～和歌山市 快速急行 難波～橋本             | 急行 難波～和歌山市（春木停車） 急行 難波～橋本                                         | 区間急行 難波～みさき公園 区間急行 難波～林間田園都市～（回送小原田信号所） | 準急 難波～みさき公園 準急 難波～三日市町                 | 普通 和歌山市～加太 各停 中百舌鳥～和泉中央                   | 普通 難波～みさき公園 各停 難波～林間田園都市～(回送～小原田信号所) | －                                                                                  | 回送 羽倉崎・みさき公園・泉佐野～和歌山市・和歌山港 回送 難波→河内長野         | 回送 和歌山市～加太 高野線 団体専用（泉北線直通）              |
| 8           | 特急 難波～和歌山市(自由) 特急こうや 難波～極楽橋                 | 急行 難波～和歌山市                                 | 急行 難波～和歌山市（春木停車） 急行 難波～高野下                                       | 区間急行 難波～和歌山市                                                     | －                                                        | 普通 和歌山市～和歌山港 各停 中百舌鳥～和泉中央               | 普通 難波～和歌山市                                                 | 普通 泉佐野～和歌山市 鋼索線 極楽橋～高野山                                         | 回送 難波・住ノ江～和歌山市 回送 難波→三日市町                                 | 南海線・空港線 団体専用(回送含む) 高野線 団体専用              |
| 9           | 特急 難波～和歌山港(自由) 特急 難波・橋本～極楽橋                 | 急行 難波・和歌山市～和歌山港 快速急行 難波～極楽橋 | 急行 難波～和歌山港（春木停車） 急行 難波～極楽橋                                       | －                                                                          | －                                                        | －                                                            | 普通 難波～和歌山市 各停 難波～橋本                                 | 普通 羽倉崎～和歌山市 鋼索線 極楽橋～高野山                                         | 回送 和歌山市～和歌山港 回送 難波→林間田園都市                                 | －                                                             |

- なお、泉佐野～関西空港間のみ運転の下り普通列車は、回送区間が異なるため、7101と7201なる。
そのため、7103～7199は現ダイヤに存在していない。

### 京阪電気鉄道

#### 京阪線
京阪電気鉄道の京阪線関連（鋼索線を除く）での列車番号は、頭部と末尾にアルファベット1文字が、その中間に算用数字4桁が入るようになっている。頭部のアルファベットは列車の種別と運行区間・停車駅を、末尾のアルファベットは終着駅をそれぞれ分類し、中間の算用数字4桁は、上2桁が始発時を、下2桁が列車の発車の順位を表している。
京阪部内では前者のアルファベットは種別コード、後者のそれは行先コードとも称されている。
この列車番号の付番方法は列車運行管理システム (ADEC) の導入準備を行った1984年3月29日ダイヤ改正より採用されたものである。なお、同システムの本格使用開始は1987年12月から行っている。
なお、それ以前の列車番号の付番方法、ならびに鋼索線についての説明は本項では割愛する。
以下にアルファベット（頭部・末尾とも）について記述する。
- 頭部のアルファベット
  - 頭部のアルファベットは列車の種別と運行区間・停車駅を表す。
    - A 快速特急
    - B 特急、ライナー
    - C 通勤快急、ライナー(寝屋川市・香里園に停車する列車)
    - D 快速急行
    - E 通勤急行(深夜急行)（現在は制定のみで設定なし）
    - F 急行（淀折返し以外の列車）
    - G 急行（淀折返しの列車）
    - J 通勤準急（淀をまたがる列車）
    - K 準急（淀をまたがる列車）
    - L 通勤準急（淀から大阪方面区間運転列車）
    - M 準急（淀から大阪方面区間運転列車）
    - N 区間急行（B線を走行する列車）
    - P 区間急行（A線を走行する列車）
    - Q 普通（淀をまたがる列車）
    - R 普通（淀から大阪方面区間運転列車）
    - S 普通（淀から京都方面区間運転列車）
    - T 普通（交野線折返し列車）
    - U 普通（京都方面から宇治線区間運転列車。現在は制定のみで設定なし）
    - V 普通（宇治線折返し列車）
    - X 臨時列車
    - Y 回送列車
    - Z 試運転列車
- 末尾のアルファベット
  - 末尾のアルファベットは列車の終着駅を表す。
    - A 淀屋橋
    - B 中之島（2008年に京橋から変更）
    - C 中書島
    - D 石清水八幡宮（現在は制定のみで設定なし。渡り線撤去で構内入換不可能）
    - E 丹波橋（現在は制定のみで設定なし。渡り線撤去で構内入換不可能）
    - F 龍谷大前深草（現在は制定のみで設定なし。構内入換可能）
    - G 京橋（現在は制定のみで設定なし。構内入換可能）
    - H 枚方市
    - J 七条（現在は制定のみで設定なし。渡り線撤去で構内入換不可能）
    - K 香里園
    - M 守口市
    - N 寝屋川信号場（萱島または寝屋川市で旅客扱いを終えるものを含む。ただしQに該当するものを除く）
    - Q 萱島（当該駅が列車の完全な終点となるもの、または着後別の列車に仕立てられる場合に用いられる）
    - R 樟葉
    - S 三条
    - T 天満橋（現在は制定のみで設定なし。構内入換可能）
    - U 宇治
    - W 私市
    - X 交野市（現在は制定のみで設定なし。構内入換不可能だが非常用渡り線あり）
    - Y 淀
    - Z 出町柳（1989年に追加設定）
- 数字：アルファベットの中間に入る算用数字4桁は、上2桁が始発時を、下2桁が列車の発車の順位を表している。下2桁は下り（京阪本線・鴨東線・中之島線:出町柳→淀屋橋・中之島、宇治線:中書島→宇治、交野線:枚方市→私市）を奇数（01, 03…の順序）で、上り（淀屋橋・中之島→出町柳、宇治→中書島、私市→枚方市）を偶数（00, 02…の順序）で表記する。
  - 上2桁の記述の例：8時台に出発する列車では「08」、19時台であれば「19」と表す。大晦日終夜運転のときは3時台「27」までを用い、4時台は「04」となる。萱島・寝屋川市始発列車の多くは、ダイヤ上寝屋川信号場始発として扱われているため、毎時3分までに始発駅を発車する列車は、1つ前の数字となっていることが多い。
  - 下2桁の記述の例：上り1本目の列車なら「00」、下り5本目の列車なら「09」と表す。必要に応じて、下記の通り数字を加える。
    - 快速特急：+20
    - ライナー（B・C）：+30
    - プレミアムカー連結の快速急行、急行：+40
    - 運転区間変更列車：+40
    - 臨時列車：+50、+60、+70
    - 本線―交野線、直通臨時列車：+80
    - ライナー（臨時列車）：+90

  - 私市については「S」と「K」が三条と香里園とそれぞれ重複するため「わたくしし」と読み変えている。樟葉（ローズタウンの頭文字であるRoseのR）や交野市（頭文字の交をその英語読みのCrossに読み替え→その略語のX）も同様。また始発・終着駅である淀屋橋は「A to Z」の「A」より、同じく出町柳は「A to Z」の「Z」を使用している。[要出典]
  - Bの中之島は、中之島線開業前は京橋が使用していた。1998年5月から1999年11月まで運転していた京橋始発の臨時特急において、天満橋からの1区間の回送列車で使用された実績がある。
  - Xの交野市（1987年5月まで）、Fの深草（1987年5月まで）、Tの天満橋（2008年10月まで）はかつて定期営業列車で使用されていた。
  - 2008年10月ダイヤ改定時、Fの深草は平日午前の回送列車1本のみ設定されていた。
  - 2009年9月ダイヤ変更時、Qの萱島は営業列車では1日1本のみ設定されていた（平日：R2304Q, 土曜・休日：R0700Q。いずれも萱島まで回送）。なお、2025年3月ダイヤ変更で土休日に1本設定された（P0700Q）。
  - Jの七条については、K-ATSの試運転列車で使われた実績がある。[要出典]
  - 2017年から運行されている「プレミアムカー」を連結する列車や「ライナー」では、この数字を「特急○○号」「快速特急○○号」「ライナー○○号」としてそのまま旅客案内に用いている。
- 表記例：上記の解説に基いて列車番号を説明すると、「淀屋橋を9時台に出発する2本目の上り急行出町柳行き」の場合は「F0902Z」と表記する。

#### 大津線
京津線・石山坂本線ともに4桁の算用数字で表され、上2桁が始発駅の出発時、下2桁が列車の発車の順位を表す。
- 京津線
  - 下2桁は京都市役所前発着系統、太秦天神川発着系統でそれぞれ上り（御陵→びわ湖浜大津）は00から偶数で、下り（びわ湖浜大津→御陵）は01から奇数で付番し、太秦天神川発着系統は頭にCを付けることで区別する。
  - びわ湖浜大津～四宮の区間列車は+30で、四宮→京都市役所前の区間列車（土曜・休日のみ）は+40で付番する。
  - 表記例：浜大津を17時台に出発する2本目の下り太秦天神川行きは「C1703」
- 石山坂本線
  - 十の位で運行系統を表す。
    - 6：全線通し
    - 7：坂本比叡山口～近江神宮前の区間列車
    - 8：石山寺～近江神宮前の区間列車

  - 一の位は出発順に下り（石山寺→近江神宮前→坂本比叡山口）は1から奇数で、上り（坂本比叡山口→近江神宮前→石山寺）は0から偶数で付番する。
    - なお、同一時間帯に同一系統の列車が6本以上ある場合は最初に戻り頭にAを付けて再び付番する。

  - 表記例：石山寺を17時台に出発する6本目の下り坂本比叡山口行きは「A1761」

### 阪神電気鉄道
阪神電鉄の本線および阪神なんば線では、2桁から4桁の数字で表されており、山陽電気鉄道線への乗り入れ列車については末尾に『S』の英文字が付けられている。
2009年3月20日より開始する近畿日本鉄道への直通運転時に列車番号の付番方法が一部変更され、近鉄車使用の場合は先頭に『K』が記される（阪神電鉄線内のみ）。また直通列車は大阪難波駅で列車番号を変更する（近鉄時刻表 2009年版 奈良線・阪神電鉄線ページの列車番号記載欄より。実際列車番号が変わるのは乗務員交代が行われる桜川駅となる）。
大阪梅田～山陽姫路間の直通特急・直通B特急については、区間運転を含めて列車番号の千位が『9』となり、また臨時列車（プロ野球および高校野球開催時の臨時特急など）は列車番号の千位が『8』となっている。
- 直通特急・直通B特急

直通特急・直通B特急（神戸三宮～板宿間各駅停車）は4桁の数字で表され、列車番号の千位が『9』で始まり、中2桁は始発駅の時間（11時台の場合は『11』）を表す。
神戸三宮～板宿間の各駅にも停車する直通特急は『列車番号+300』となる（11時台の直通B特急の場合は『41』）。
下1桁は発車順序となり、下り列車は1・3・5・7・9、上り列車は0・2・4・6・8の順番で付番されている。山陽の車両で運転される場合は、列車番号の先頭に『S』の英文字が付けられている（この場合、末尾のSは省略）。
また、山陽電鉄では数字の部分に関してはこのルールがそのまま適用されるが、阪神の車両を使う場合は阪神電鉄線内での列車番号の末尾『S』を外し、先頭に『H』を付け（9xxxS⇒H9xxx）、山陽の車両を使う場合は阪神電鉄線内での列車番号の先頭の『S』を外し、末尾に『H』を付ける（S9xxx⇒9xxxH）。
- 特急・快速急行・急行・準急・区間準急・普通

特急・快速急行・急行・準急・区間準急・普通は3桁または4桁の数字で表され、列車番号の先頭2桁が始発駅の時間（7時台は『7』、16時台は『16』）を表す。また快速急行の近鉄車使用列車の場合は先頭に『K』を付ける (Kxxxx) 。
十位はそれぞれの列車種別を表している。
- 0・1：特急
- 2・3：快速急行
- 4・5：急行
- 6・7：普通
- 8・9：阪神なんば線普通・準急・区間準急

下1桁は発車順序となり、下り列車は1・3・5・7・9、上り列車は0・2・4・6・8の順番で付番されている。山陽電鉄線へ乗り入れる列車は、列車番号の末尾に『S』の英文字が付けられている。
なお、運用の関係で線内運転であっても、特急には山陽の車両を使うものが、快速急行には近鉄の車両を使うものがそれぞれ存在するが、この場合も前者は直通特急と同様に先頭に『S』を、後者は本線直通快速急行と同様に『K』を付ける。ただし近鉄車でも阪神なんば線内で折り返す場合は『K』は付かない。また、阪神なんば線では区間準急・準急はすべて各駅停車となっているため普通と同じ番号となっている。快速急行と同じく、近鉄車でも阪神なんば線内で折り返す場合は『K』は付かない。
- 区間特急

区間特急の列車番号は通し番号で付番されている。この列車は御影⇒大阪梅田のみの片道運行なので上り列車の番号が10から始まる偶数の通し番号で付番されている。1本目の区間特急は『10』、2本目の区間特急は『12』となっている。
- 区間急行

区間急行の列車番号は通し番号で付番されている。40から始まる通し番号で付番され（下りは奇数、上りは偶数）、先頭には『K』の英文字が付けられている。1本目の下り区間急行は『K41』、1本目の上り区間急行は『K40』となっている。

かつては甲子園⇒梅田のみの片道運行で、上り列車の番号が2から始まる通し番号で付番されていた。1本目の区間急行は『2』、2本目の区間急行は『4』となっていた。また列車番号の先頭には現在と同じく、『K』の英文字が付けられていた。
- 準急（本線。現在は廃止）

準急の列車番号は100番台・200番台が付けられ朝ラッシュ時の準急は100番台、夕方ラッシュ時の準急は200番台が付けられていた。列車番号は区間急行と同じく通し番号で付番され、上りは100～118（朝）、200～224（夕方）下りは101～117（朝）、201～231（夕方）の列車番号が与えられていた。また列車番号の先頭には『S』の英文字が付けられていた。
- 武庫川線

武庫川線の列車番号は2桁または3桁の数字で表され先頭には『M』の英文字が付けられている。列車番号の先頭2桁が始発駅の時間を表し、下1桁は発車順序となり、下り列車は1・3・5・7・9、上り列車は0・2・4・6・8の順番で付番されている。ただし、朝や夕方のラッシュ時など6本以上運転される時間帯は前後の時間の番号を使うことがある。

### 阪急電鉄

#### 神戸線系統
阪急電鉄の神戸線では、3桁から4桁の数字で表されており、神戸高速線への乗り入れ列車については先頭に『K』の英文字を付ける。
- 特急・通勤特急・準特急（2025年2月改正以降）・急行・快速（旧通勤急行）・準急・普通・今津（北）線普通
列車番号の先頭2桁が始発駅の時間（7時台は『7』、16時台は『16』）を表す。十位はそれぞれの列車種別を表す。
  - 特急・通勤特急・準特急：0・1
  - 急行：5・6
  - 快速：3・4
  - 準急：7
  - 神戸線普通：2・3・4
  - 今津（北）線普通：7・8・9

下1桁は発車順序となり、下り列車は1・3・5・7・9、上り列車は0・2・4・6・8の順番で付番される。通勤特急・快速・準急はさらに『+3000』、準特急は『+6000』となる。また、大阪梅田～西宮北口間の普通・急行は先頭に『L』の英文字を付ける（西宮北口で折り返す列車のみ）。
- 準特急（旧快速急行、2025年2月改正以前）
4桁の数字で表されており、千の位に3をつけ、百の位・十の位が始発駅の時間を表す。下1桁は発車順序で付番される。
- 普通（西宮車庫入出庫関連）
午前中に西宮車庫を出庫するものは1～, 午前中に西宮車庫に入庫するものは100～, 午後に西宮車庫を出庫するものは50～, 午後に西宮車庫に入庫するものは150～が付番される。
- 伊丹線・甲陽線・今津（南）線
4桁から5桁の数字で表されており、万の位・千の位が始発駅の時間を表す。百の位は『0』をつける。十位はそれぞれの路線を表す。
  - 伊丹線：2・3
  - 甲陽線：5・6
  - 今津（南）線：7・8・9

下1桁は発車順序で付番される。

#### 宝塚線系統
- 特急日生エクスプレス
8000～の連番で付番される。
- 急行（宝塚発着）・通勤急行・準急・普通
列車番号の先頭2桁が始発駅の時間（7時台は『7』、16時台は『16』）を表す。十位はそれぞれの列車種別を表す。
  - 0・1：急行（大阪梅田～宝塚）・通勤急行
  - 2：普通（大阪梅田～宝塚）
  - 3・4：普通（大阪梅田～池田・川西能勢口・雲雀丘花屋敷）
  - 6・7：普通（箕面線）
  - 8：準急
  - 9：普通（大阪梅田～豊中）

下1桁は発車順序となり、下り列車は1・3・5・7・9, 上り列車は0・2・4・6・8の順番で付番される。通勤急行はさらに『+3000』となる。また、大阪梅田～池田間の普通は先頭に『L』の英文字を、大阪梅田～川西能勢口間の普通は先頭に『K』の英文字を付ける。
- 通勤特急
千の位に『7』をつけ、百の位・十の位が始発駅の時間を表す。下1桁は発車順序で付番される。
- 急行（大阪梅田～雲雀丘花屋敷）
千の位に『9』をつけ、百の位・十の位が始発駅の時間を表す。下1桁は発車順序で付番される。
- 普通（入出庫列車）
午前中に出庫する列車は1～,午後に出庫する列車は50～,豊中・池田・川西能勢口に入庫する列車は300～が付番される。

#### 京都線系統
- 快速特急・直通特急
百位・十位が始発駅の時間を表す。下1桁は発車順序で付番される。ただし、堺筋系統の直通特急の場合は千の位に『6』をつけ、神戸線に乗り入れる場合は先頭に『K』をつける。
- 通勤特急
先頭に『T』を付け、百位・十位が始発駅の時間を表す。下1桁は発車順序で付番される。
- 特急・準特急・急行・準急（梅田発着）・普通（入出庫列車）
4～5桁で表され、列車番号の先頭1～2桁が始発駅の時間を表す。百位は『0』、ただし急行は『1』を付ける。十位はそれぞれの列車種別を表す。
  - 0・1：準特急
  - 1・2：特急・急行
  - 2：準特急（区間列車）
  - 3・4：準急
  - 5：普通（正雀・相川～天下茶屋）
  - 6：普通（京都河原町～茨木市・正雀、茨木市・正雀・相川～大阪梅田）
  - 8・9：普通（京都河原町～桂・長岡天神、桂・洛西口・長岡天神～大阪梅田）

下1桁は発車順序となり、下り列車は1・3・5・7・9, 上り列車は0・2・4・6・8の順番で付番される。
- 堺筋準急
千の位に『3』をつけ、百位・十位が始発駅の時間を表す。下1桁は発車順序で付番される。
- 普通（一部を除く）・千里線・嵐山線
3～4桁で表され、列車番号の先頭1～2桁が始発駅の時間を表す。十位は区間を表す。茨木市発着の列車には先頭に『L』の英文字を付ける。また、Osaka Metro所属車については先頭に『S』の英文字を付ける。なお、Osaka Metro所属車を使用して茨木市を発着する列車には先頭に『SL』の英文字を付ける。下1桁は発車順序で付番される。
  - 0・1：京都河原町～大阪梅田
  - 2・3：高槻市・茨木市・正雀・相川・淡路～天神橋筋六丁目・天下茶屋
  - 4：高槻市・茨木市～大阪梅田
  - 5・6：北千里～天神橋筋六丁目・天下茶屋
  - 7：北千里～大阪梅田
  - 8・9：嵐山～桂
- 普通（京都河原町～天下茶屋）
5桁で表され、万位に『3』、十位に『0』を付ける。千位・百位が始発駅の時間を表す。下1桁は発車順序で付番される。
- 普通（北千里～淡路）
3300～の連番で付番される。

### 西日本鉄道
西日本鉄道の天神大牟田線・太宰府線・甘木線では以下の列車番号で運行・運転している。なお、列番の正式表記は番号の前に「第」をつける。

#### 一般則
西鉄では列車番号を4桁で表記する。原則として1桁目は種別を示し、優等列車は英字で、普通列車は算用数字で表すが、例外もある。
2桁目と3桁目は基準となる駅（主に始発駅）の発車時刻が何時台かを表している。例えば7時台の場合は「07」、21時台の場合は「21」となる。但し他の列車との兼ね合いで、1時間遅い時間を列車番号として用いる場合がある。
ワンマン運転を行う列車は一部の例外を除き、2桁目が基準駅を5～14時台に発車するものは「5」、15～24時台に発車するものは「6」とする。
試運転、臨時列車等に関しては、2桁目は必ず「9」または「3」・「4」が付番され、3桁目以降は上記の限りではない。この場合14時台に出発する試運転列車は「第A94x列車」となる。
4桁目は、下りが奇数、上りが偶数で表記され、1～3桁目が同じ列車番号のものに順番に付けている。またその番号で足りない場合（同時間帯で6番目以降扱いされる列車）には、2桁目が基準駅を5～14時台に発車するものは「3」、15～24時台に発車するものは「4」が付番される。
基本的には通し運転の場合1つの列車番号を用いるが、運行上の都合により途中駅で列車番号が変わるものがある。

#### 優等列車
| 1・2桁目 | 種別                                         | 解説 | 備考                                                                  |
| -------- | -------------------------------------------- | --- | --------------------------------------------------------------------- |
| Ax       | 特急                                         | 福岡（天神）―大牟田間通し運転 |                                                                       |
| A9       | 試運転 臨時回送 教習車 架線点検 臨時列車など | - 臨時列車は新車試乗会・ラストラン列車などが該当 - 城島酒蔵開き開催の際には、「第A956列車」・「第A958列車」など 臨時回送扱いで一部区間を普通列車として運行した例もある | 太宰府線・甘木線で試運転など 臨時列車を運行・運転する場合は使用しない |
| Cx       | 直行                                         | 福岡（天神）→春日原・二日市間の下りのみで運行されていた | 2010年3月26日廃止                                                     |
| Dx       | 快速急行                                     | 大牟田・柳川→福岡（天神）間の上りのみで運行されていた | 2010年3月26日廃止                                                     |
| Gx       | 急行                                         | 以下の区間の全部で急行として運行される分が対象 - 福岡（天神）―小郡・ 花畑・柳川・大牟田間 - 二日市・筑紫ー花畑間 - 二日市・柳川―大牟田間                               |                                                                       |
| G9       | 急行                                         | 上記区間の臨時急行 - 2019年、筑後川花火大会開催の際に久留米発 二日市行きと福岡（天神）行きの臨時急行を運行                                                             |                                                                       |
| Hx       | 急行                                         | 福岡（天神）―花畑便を聖マリア病院前か津福まで延長運転する急行 | 下りは久留米で、上りは花畑で種別変更                                  |
| Jx       | 急行                                         | - 福岡（天神）―筑紫間で運転の急行 - 筑紫以南は普通として運転する急行                                                                                                   |                                                                       |
| J9       | 急行                                         | 上記区間の臨時急行 - 2019年、博多祇園山笠開催の際に 筑紫発福岡行き臨時急行「第J930列車」を運行                                                                         |                                                                       |
| Kx       | 急行                                         | - 福岡（天神）―二日市間で運転の急行 - 二日市以南は普通として運転する急行                                                                                               |                                                                       |
| Lx       | 急行                                         | - 福岡（天神）―太宰府間で運転の急行 - 太宰府線内の一部普通列車（旅客案内上は「急行」）                                                                                 | 太宰府線内は種別扱いが無いため全て普通列車として運行                  |
| Sx       | 急行                                         | 上記規則に関係無く、平日の朝ラッシュ時に上りで大橋から 「普通」に種別変更する急行（旅客案内上は「急行」）                                                              | 2024年3月18日運用開始                                                 |

#### 普通列車など
| 1・2桁目 | 解説 | 備考                                                     |
| -------- | --- | -------------------------------------------------------- |
| 0x       | 回送列車 |                                                          |
| 03       | 5～14時台に始発駅を出発する観光列車 （「THE RAIL KITCHEN CHIKUGO」など） | 観光列車で運行される回送列車も含む                       |
| 04       | 同上で、15～24時台に始発駅を出発するもの | 観光列車で運行される回送列車も含む                       |
| 09       | 同上で、臨時に運行されるもの | 「A9xx」の臨時回送列車と運行・運転上分ける必要がある列車 |
| 1x       | 福岡（天神）・二日市・久留米―柳川・大牟田間で運行される普通 | 早朝と夜間のみ運行                                       |
| 19       | 上記区間の臨時普通 - 年跨ぎの終夜運行時に「第1961列車」などを運行 |                                                          |
| 2x       | 福岡（天神）・二日市―花畑・大善寺間の全区間普通 |                                                          |
| 29       | 上記区間の臨時普通 - 2019年、博多祇園山笠開催の際に「第2920列車」を、 筑後川花火大会開催の際に「第2910列車」などを運行 - 年跨ぎの終夜運行時に「第2980列車」などを運行                                               |                                                          |
| 3x       | 福岡（天神）・二日市―小郡間の全区間普通 | 太宰府線からの小郡行も二日市でこの番号に改番する         |
| 39       | 上記区間の臨時普通 - 2019年、小郡花火大会「夢HANABI」開催の際に運行 |                                                          |
| 4x       | 福岡（天神）―筑紫間の全区間普通 |                                                          |
| 49       | 上記区間の臨時普通 - 年跨ぎの終夜運行時に「第4981列車」などを運行 |                                                          |
| 5x       | 以下の区間の全部で普通として運行される分が対象 - 福岡（天神）―二日市間 - 二日市―筑紫間（太宰府線からの車庫回送を兼ねた便が対象）                                                                                    |                                                          |
| 6x       | - 太宰府線内完結の普通 - 太宰府線から天神大牟田線に入る全区間普通 - 太宰府線から天神大牟田線「下り」に入る「急行」                                                                                                  | 「急行」で旅客案内される便は太宰府線区間のみに付番       |
| 69       | - 上記区間の臨時便 - 終夜運行時に「第6980列車」・ 「第6991列車」などを運行 - 太宰府線内で運行・運転する 試運転、架線点検、臨時列車、臨時回送など - 2020年9月に警戒試運転として 「第6941列車」・「第6940列車」を運行 |                                                          |
| 7x       | 甘木線内から天神大牟田線の久留米・花畑・大善寺・ 柳川・大牟田各駅まで直通するワンマン普通 |                                                          |
| 79       | 甘木線内で運行・運転する 試運転、架線点検、臨時列車、臨時回送など - 2020年9月に警戒試運転として 「第7941列車」・「第7943列車」などを運行                                                                            |                                                          |
| 8x       | 福岡（天神）―太宰府間で運転の全区間普通 | 二日市での列車番号変更は行わない                         |
| 89       | 上記区間の臨時普通 - 年跨ぎの終夜運行時に「第8970列車」などを運行 |                                                          |
| 9x       | 柳川―大牟田間の普通 | 非ワンマン車での運行もこの番号となる                     |

#### その他
- xDxx：天神大牟田線、太宰府線、甘木線全線において、事故などでの臨時列車、臨時回送、また車両取り替えなどと他に、突発的に運転・運行する試運転、臨時列車、臨時回送など
  - 2020年10月1日に、臨時回送として、「第AD30列車」「第AD52列車」など5本運転
  - 2021年2月11日に臨時列車、臨時回送として、「第JD61列車」「第JD63列車」などを運行・運転

以上を踏まえ、具体的な例を示す。なお2024年3月16日ダイヤグラム見直しで実在しない列車についても、今後の見直し時の参考資料として掲載する。
- 福岡（天神）を15時台に出発する1本目（実在。15:00発）の大牟田行き特急：「第A151列車」
- 福岡（天神）を9時台に出発する3本目（実在。平日9:33発）の筑紫行き普通：「第4095列車」
- 大牟田を9時台に出発する1本目（実在。9:00発）の甘木行き【ワンマン】普通：「第7590列車」
- 太宰府を10時台に出発する1本目上り観光列車：「第0300列車」

## 中小私鉄

### 津軽鉄道
津軽中里方面を奇数、津軽五所川原方面を偶数として付番している。各々の番台の列車の始発時刻が早い順に付番していく。
- 0番台～10番台：普通列車。ただし、例外として、18時台の津軽五所川原発津軽中里行列車は113列車となっている。
- 150番台：準急列車。ただし、例外として、6時台の津軽五所川原発津軽中里行列車は53列車となっている。
- 550番台：金木～津軽中里間の区間列車（2023年4月改正では津軽中里行始発と津軽中里発最終のみ）。

### 小湊鉄道
上総中野方面を奇数、五井方面を偶数として付番している。
- 上総中野方面
  - 五井始発の列車は始発から順に付番する。
  - 上総牛久発の列車は100番台で始発から順に付番する。
- 五井方面
  - 五井終着の列車は始発から順に付番する。
- 土日祝日時の付番
  - 上記方式で付番後、末尾にAをつける。

### 東京モノレール
羽田空港第2ターミナル方面を奇数、モノレール浜松町方面を偶数としており、4桁の数字の前後にアルファベットをつけている。数字の前のアルファベットは種別を示すが、普通列車はアルファベットをつけない。
- F：区間快速
- G：空港快速
- K：回送

4桁の数字は、千位・百位は始発駅の発時刻、十位・一位は運行番号となる。運行番号は奇数のみで、上り列車（モノレール浜松町方面）は運行番号から1を引く。なお、種別にかかわらず同一発時刻で同一方向の2本目となる運行番号は、末尾にHをつける。

### 秩父鉄道
- 三峰口方面を奇数、羽生方面を偶数として付番している。原則として急行「秩父路」は1000番台、三峰口・影森・秩父～羽生間の各駅停車は1500番台、三峰口・影森～熊谷間の各駅停車は1桁もしくは2桁、熊谷～羽生間の各駅停車は100番台、寄居～羽生間の各駅停車は1800番台、寄居～熊谷間の各駅停車は1600番台、SLパレオエクスプレスは5000番台、貨物列車は7000番台である。西武線直通列車はSを前につけた1桁の数字である。

### 関東鉄道
- 常総線

下館方面を奇数、取手方面を偶数として4桁で付番している。
千の位は行先を表している。
- 1：取手行
- 2：守谷行
- 3：水海道行
- 4：下妻行
- 5：下館行
- 6：新守谷行
- 7：快速列車（取手行・守谷行・下館行共通）

下3桁は発車順序で付番されている。
- 竜ヶ崎線

竜ヶ崎方面を奇数、佐貫方面を偶数として連番で付番されている。

### 小田急箱根（箱根登山電車）
鉄道線
小田急線からの直通電車は、こちらを参照。
強羅方面を奇数、小田原方面を偶数として付番している。
- 101～：小田原駅～箱根湯本駅間　※定期列車の設定はなし
- 201～：小田原駅～強羅駅間　※定期列車の設定はなし
- 401～：箱根湯本駅～強羅駅間
- 9400～：回送　箱根湯本駅～強羅駅間
- 9500～：回送　小田原駅～強羅駅間（不定期）

臨時列車は、6000が加わる。
鋼索線
早雲山方面を奇数、強羅方面を偶数として付番している。
- 2001～：強羅駅－早雲山駅間
- 2801～：強羅駅－早雲山駅間（不定期）

### 富山地方鉄道
本線・立山線・不二越線・上滝線
電鉄富山方面を偶数、逆方向を奇数として付番する。
- 特急[7][8]
アルファベット＋号数で表される。例：立山2号の列車番号は『TY2』。
  - TY：特急「立山」
  - UN：特急「うなづき」（2024年4月改正で消滅）
  - KU：特急「くろべ」
  - AP：アルペン特急
- 普通・急行・快速急行[9]
  - 0番台：電鉄富山～中滑川・電鉄黒部・浦山
  - 100番台：電鉄富山～宇奈月温泉
  - 200番台：電鉄黒部～宇奈月温泉
  - 300番台：電鉄富山～立山（立山線経由）
  - 600番台：電鉄富山～岩峅寺（不二越・上滝線経由）
  - 1000番台：電鉄富山～上市
  - 1300番台：電鉄富山～岩峅寺（立山線経由）
    - 急行は列車番号の頭に「B」を、快速急行は列車番号の頭に「KB」を付ける。

富山港線
岩瀬浜方面を奇数、富山駅方面を偶数として付番する。
- 2024年4月15日改正[10]
  - 4000番台：4系統 南富山駅前～城川原・岩瀬浜間の列車
  - 5000番台：5系統 富山大学前～城川原・岩瀬浜間の列車
  - 6000番台：6系統 環状線直通列車
- 2021年3月21日改正[11]
  - 富山駅の時刻（下りは発車時刻、上りは到着時刻）を基準に、発駅記号+着駅記号+時間帯+本数で表される。例えば、富山駅12時15分発（南富山駅前11時52分発）の岩瀬浜行きは「MH1203」となる。
  - 下2桁はその時間ごとに連番。
    - M：南富山駅前
    - D：富山大学前
    - G：グランドプラザ前（環状線）
    - J：城川原
    - H：岩瀬浜
- 2020年3月21日改正[12]
  - 上2桁（百・千の位）は富山駅の時刻（下りは発車時刻、上りは到着時刻）の「時」が使用される。
  - 下2桁はその時間ごとに連番。
- 富山ライトレール時代
岩瀬浜方面を奇数、富山駅北方面を偶数として付番していた。上2桁（百・千の位）は、始発駅の発車時刻の「時」が使用される（12時台始発であれば12）。

### 北陸鉄道
浅野川線
内灘方面を奇数、北鉄金沢方面を偶数として付番する。下りは101～、上りは102～。
石川線
鶴来方面を奇数、野町方面を偶数として付番する。下りは401～、上りは402～。

### 福井鉄道
福武線
始発駅の出発時刻を列車番号としている。ただし、下り列車が偶数分に、あるいは上り列車が奇数分に始発駅を出発する場合は、分に1を加えて下りを奇数、上りを偶数にする。たとえば、田原町6時01分発の上り列車は「602」となる。
えちぜん鉄道直通列車は列車番号末尾に「R」を、急行・区間急行は列車番号末尾に「K」を付ける。

### 静岡鉄道
静岡清水線
- 千の位・百の位は始発駅の「時」。
- 下2桁はその時間の発車ごとに、連番。ただし、普通と急行・通勤急行は別々に付番。
  - 01～：新静岡～新清水
  - 51～：長沼～新清水
  - 81～：新静岡～柚木
- 上り（新静岡方面）は偶数、下り（新清水方面）は奇数。
- 急行・通勤急行は+3000をし、末尾に「E」を付ける。

### 大井川鐵道
大井川本線
千頭方面を奇数、金谷方面を偶数として付番する。各々の番台の列車の始発時刻が早い順に付番していく。
- 0番台：金谷～千頭間の普通列車（千頭行きが1番から、金谷行きが2番から付番）。
- 40番台：金谷～家山間の普通列車。
- 80番台：金谷～新金谷間の普通列車。
- 100番台：急行「かわね路号」
- 800番台：金谷～新金谷間の臨時普通列車。
- 1000番台：急行「南アルプス号」
- 1100番台：臨時急行
- 3000番台：区間急行（2023年10月1日～2025年4月6日）
- 3500番台：快速急行（2024年6月6日～2025年4月6日）
- 4000番台：快速急行（2023年10月1日～2024年6月5日）
- 5000番台：準急（2024年1月21日～2024年9月16日）
- 6000番台：快速（2023年10月1日～2024年6月5日）
- 7000番台：特急「きかんしゃトーマス号」。

井川線
井川方面を奇数、千頭方面を偶数として付番する。
- 130番台：千頭～奥泉間の普通列車。
- 200番台：千頭～井川間の普通列車。
- 400番台：千頭～接岨峡温泉間の普通列車。
- 860番台：「きかんしゃトビー号」、千頭～奥泉間。

### 遠州鉄道
上り（新浜松方面）を偶数、下り（西鹿島方面）を奇数として、始発列車より順番に付番してゆく。臨時列車の場合には臨xxx列車、時刻変更を伴う列車は変xxx列車となる。
なお、団体専用列車などの一般旅客の乗車できない単発的な臨時列車を除き、祭事等の臨時ダイヤで臨時列車を挟む場合でも始発列車より順番に付番してゆき、最終列車側から順に臨時列車扱いとなる。仮に例えば定期列車の下り最終列車を165列車として、161列車と163列車の間に増発臨時列車を挟んだ場合、その増発列車が変163列車、本来の163列車が変165列車、本来の165列車が臨167列車となる。
なお、臨時ダイヤではない団体専用列車などの臨時列車は臨1列車（下り）/臨2列車（上り）から順に付番される。

### 愛知高速交通（リニモ）
東部丘陵線
- 千の位・百の位は始発駅の「時」。
- 下2桁はその時間の発車ごとに、連番。
- 上り（藤が丘方面）は偶数、下り（八草方面）は奇数。

### JR東海交通事業
城北線
勝川方面を奇数、枇杷島方面を偶数として、各々の番台について始発時刻が早い列車から順に付番する。末尾には H をつける。
- 100・200番台：平日運転の列車。
- 1300番台：土曜・休日運転の列車。

### 養老鉄道
養老線
- 千の位・百の位は始発駅の「時」。
  - 桑名～西大垣・大垣間における区間列車は+3000。
- 十の位は運行区間。
  - 2：西大垣～大垣間。
  - 5：桑名～西大垣・大垣間。
  - 6：大垣～揖斐間。
- 一の位はその時間の発車ごとに、連番。
  - 上り（桑名方面）は偶数、下り（揖斐方面）は奇数。

### 三岐鉄道
三岐線
西藤原方面を奇数、近鉄富田方面を偶数とし、各々の番台について始発時刻が早い列車から順に付番する。
- 旅客列車[18][19]
  - 0番台：近鉄富田～西藤原間の列車。
  - 300番台：近鉄富田～保々間の列車。
- 貨物列車[19]
  - 500番台・900番台・1500番台：貨物列車（石炭灰・炭酸カルシウムなど）
  - 2000番台：単機回送
  - 3700番台：貨物列車（セメント）

北勢線
阿下喜方面を奇数、西桑名方面を偶数として付番する。
- 営業列車[20][21]
  - 百の位・十の位は始発駅の発車時刻の「時」。
    - 西桑名～東員・楚原間、東員～楚原間の列車は+300

  - 一の位はその時間の発車ごとに、連番
  - 東員駅で車両交換する場合は車両交換前の列車の列車番号末尾に「-1」を、車両交換後の列車の列車番号末尾に「-2」を付ける。
- 回送列車[21]
  - 東員駅で営業列車→回送列車または回送列車→営業列車となる場合は、回送区間において営業列車の列車番号（東員で車両交換する場合は-1・-2を付ける前の列車番号）の末尾に、上り回送の場合は「0」を、下り回送の場合は「1」を付ける。
  - それ以外の回送列車は、営業列車と同様に付番した後、列車番号の末尾に上り回送は「0」を、下り回送は「1」を付ける。

### 四日市あすなろう鉄道
内部線・八王子線
- 千の位・百の位は始発駅の発車時刻の「時」。
- 十の位は運行区間
  - 4：あすなろう四日市～内部間
  - 5：あすなろう四日市～西日野間
- 一の位はその時間の発車ごとに、連番
  - 上り（あすなろう四日市方面）は偶数、下り（内部・西日野方面）は奇数

### 伊賀鉄道
伊賀線
- 千の位・百の位は始発駅の発車時刻の「時」。
- 十の位は運用区間
  - 7：伊賀神戸～上野市間
  - 8：上野市～伊賀上野間
- 一の位はその時間の発車ごとに、連番
  - 上り（伊賀上野方面）は偶数、下り（伊賀神戸方面）は奇数

### 近江鉄道
- 千の位は始発駅。
- 百の位は終着駅。
  - 1：米原
  - 2：彦根
  - 3：高宮
  - 4：多賀大社前
  - 5：八日市
  - 6：日野
  - 7：水口（2022年3月現在設定無し）
  - 8：貴生川
  - 9：近江八幡
- 十の位・一の位は各運用区間の発車ごとに、連番。下り列車が奇数、上り列車が偶数。
- 平日の八日市線快速は「50」。客扱いをする定期列車で唯一2桁の列車番号である。

### 大阪市高速電気軌道 (Osaka Metro)・北大阪急行電鉄
「A○○△△」、「B○○△△」と表記し先頭のアルファベットはA線・B線の区分、○には始発駅の時刻（5時や7時など一桁の場合は先頭に0をつける、例:7時→07）を、△には運行番号（01～）をそれぞれ当てはめる。
また同一時刻で同一方向に2回以上運行する場合は運行番号の後ろに当該時間帯の1本目からa,b...と小文字のアルファベットを一文字ずつ順に付番する。
- A線・B線の区別および運行番号は以下の通りとなっている。

| 路線                          | A線                | B線            | 運行番号                        |
| ----------------------------- | ------------------ | -------------- | ------------------------------- |
| 御堂筋線 北大阪急行電鉄南北線 | 江坂・箕面萱野方面 | なかもず方面   | 01～：大阪メトロ車 80～：北急車 |
| 谷町線                        | 大日方面           | 八尾南方面     |                                 |
| 四つ橋線                      | 西梅田方面         | 住之江公園方面 |                                 |
| 中央線                        | 夢洲方面           | 長田方面       | 01～：大阪メトロ車 70～：近鉄車 |
| 千日前線                      | 野田阪神方面       | 南巽方面       |                                 |
| 堺筋線                        | 天神橋筋六丁目方面 | 天下茶屋方面   | 01～：大阪メトロ車 20～：阪急車 |
| 長堀鶴見緑地線                | 大正方面           | 門真南方面     |                                 |
| 今里筋線                      | 井高野方面         | 今里方面       |                                 |
| 南港ポートタウン線            | コスモスクエア方面 | 住之江公園方面 |                                 |

### 能勢電鉄
- 上りを偶数、下りを奇数として3～4桁で付番する。
- 特急日生エクスプレスは8000～の連番で付番する。
- 普通列車
  - 上1～2桁（千・百の位）は始発駅の発車時刻の「時」が使用される（12時台始発であれば12）。
  - 十の位は運行区間を表す。
    - 0：川西能勢口～妙見口
    - 2・3：川西能勢口～日生中央
    - 4：川西能勢口～平野
    - 6：山下～日生中央
    - 8：平野～妙見口
    - 9：山下～妙見口（同一時間帯6本目は下記を参照）

  - 山下～妙見口間における同一時間帯6本目の列車
    - 2025/2/22～：上1～2桁（千・百の位）は始発駅の発車時刻の「時」を使用し、下2桁は86(上り)・87(下り)を使用する。
    - ～2025/2/21：上り列車は190、192、…、198、290、292、…、下り列車は、191、193、…、199、291、293、…のように付番する。

### 神戸電鉄
- 上りを偶数、下りを奇数として4～5桁で付番する。
- 一万の位・千の位は始発駅の時間。

|   | 百の位（運行区間）                       | 十の位（列車種別） |
| - | ---------------------------------------- | ------------------ |
| 0 | 新開地～岡場/道場南口/三田               | 普通               |
| 1 | 新開地/鈴蘭台～有馬温泉                  | 普通               |
| 2 | 有馬口～有馬温泉                         | 準急               |
| 3 | 新開地/鈴蘭台/西鈴蘭台～押部谷/志染/三木 | 急行               |
| 4 | 新開地/鈴蘭台～粟生/小野                 | 快速・特快速       |
| 5 | 新開地～鈴蘭台                           | 使用しない。       |
| 6 | 新開地/鈴蘭台～西鈴蘭台                  | 回送               |
| 7 | 使用しない。                             | 不定期列車         |
| 8 | ウッディタウン中央～三田                 | 臨時               |
| 9 | 使用しない。                             | 臨時               |

ただし特快速は末尾に'S'を付与する。

### 山陽電鉄
直通特急・直通B特急・阪神特急
阪神電気鉄道を参照。
特急（山陽特急）・S特急・普通
- 3桁または4桁の数字で表され、列車番号の先頭2桁が始発駅の時間（7時台は『7』、16時台は『16』）を表す。
- 十位はそれぞれの列車種別と運行区間を表している。
  - 0：特急
  - 1：普通（阪急神戸三宮・阪神神戸三宮・高速神戸・新開地～東須磨、新開地・東須磨～山陽須磨）
  - 2：普通（阪急神戸三宮・阪神神戸三宮・高速神戸・新開地・東須磨・山陽須磨～飾磨・山陽姫路）
  - 3：普通（山陽明石～東二見、東二見～高砂）
  - 4：S特急
  - 5：普通（飾磨～山陽姫路）
  - 6：普通（飾磨～山陽網干）
  - 8：普通（阪急神戸三宮・阪神神戸三宮・高速神戸・新開地・東須磨～霞ヶ丘・東二見）
  - 9：普通（山陽明石・東二見～山陽姫路）
- 下1桁は発車順序となり、下り列車は1・3・5・7・9、上り列車は0・2・4・6・8の順番で付番されている。
- 運行区間が阪急神戸三宮・阪神神戸三宮・高速神戸・新開地～東須磨、新開地・東須磨～山陽須磨、山陽明石～東二見、東二見～高砂、飾磨～山陽姫路のものは『+3000』となる。
- 阪急神戸三宮発着は末尾に『K』、阪神神戸三宮発着は末尾に『H』を付ける。

### 和歌山電鐵
貴志方面を奇数、和歌山方面を偶数として付番する。
- 上1～2桁（百・千の位）は始発駅の発車時刻の「時」が使用される（12時台始発であれば12）。
- 下2桁は運行区間を表す。
  - 00番台：和歌山～貴志間の列車（貴志行きが01番から、和歌山行きが00番から付番）。
  - 10番台：和歌山～伊太祁曽間の列車（伊太祁曽行きが11番から、和歌山行きが10番から付番）。

### 紀州鉄道
西御坊方面を奇数、御坊方面を偶数として付番する。なお全列車が気動車であるが気動車列車を表すDは付かず、数字のみとなっている。

### 一畑電車
北松江線は松江しんじ湖温泉方面を奇数、電鉄出雲市方面を偶数として、大社線は川跡方面を奇数、出雲大社前方面を偶数として付番する。各々の番台について始発時刻が早い列車から順に付番する。
出雲大社前～電鉄出雲市を結ぶ列車は川跡で列車番号を変更し、それぞれ原則に当てはめて付番する。
- 0番台：出雲大社前～川跡間の列車。
- 100番台：出雲大社前～松江しんじ湖温泉間の列車。
- 200番台：電鉄出雲市～雲州平田間の列車、雲州平田～松江しんじ湖温泉間の列車。
- 300番台：電鉄出雲市～松江しんじ湖温泉間の列車。
- 400番台：松江しんじ湖温泉～津ノ森間の列車（平日朝の一本のみ）。
- 500番台：電鉄出雲市～川跡間の列車。

### 高松琴平電気鉄道
琴平・長尾線では琴電琴平・長尾方面を奇数、高松築港方面を偶数として付番する。志度線では琴電志度方面を奇数、瓦町方面を偶数として付番する。
- 0番台：琴平線高松築港～琴電琴平間の列車。ただし滝宮・一宮行き最終電車を含む。
- 200番台：琴平線高松築港～一宮・滝宮間の列車（一宮～滝宮間は土休日運休）。ただし最終電車は除く。203は仏生山～滝宮間（土休日運休）。
- 1000番台：志度線瓦町～琴電志度間の列車。
- 1200番台：志度線瓦町～大町間の列車（土休日運休）。
- 2000番台：長尾線高松築港～長尾間の列車（毎日運転）。
- 2200番台：長尾線高松築港～瓦町・平木・長尾間、瓦町～長尾間の列車（土休日運休）。
- 3000・3200番台：琴平線朝ラッシュ時の高松築港～仏生山・一宮間の列車（土休日運休）。

### 島原鉄道
島原外港方面を奇数、諫早方面を偶数として付加する。
- 50番台：諫早～本諫早間の列車。ただし58、59の次に60番台とはならず50-2（50-0とはならない）、51-1となる。50-8、51-9の次は52-2、53-1となる。
- 100番台：諫早、本諫早～南島原、島原外港間の普通列車。
- 200番台：急行列車。

### 熊本電気鉄道
藤崎宮前～御代志間は御代志方面を奇数、藤崎宮前方面を偶数として付加する。上熊本～北熊本間も北熊本方面を奇数、上熊本方面を偶数として付加する。
- 0番台：藤崎宮前～御代志間の定期列車
- 100番台：上熊本～北熊本間の定期列車
- 200番台：藤崎宮前・北熊本～堀川・黒石間の定期列車（現在は設定無し）
- 300番台：藤崎宮前～御代志間で朝夕ラッシュ時のみ運転の増発列車
- 400番台：不定期列車、臨時列車、試運転列車

## 第三セクター
旧国鉄から転換された路線は現在も JR各社と同様の付番形式を採っている場合が多い。

### 道南いさりび鉄道
道南いさりび鉄道線

函館方面を奇数、木古内方面を偶数として付番する。全線電化されているが、全列車が気動車で運行されているため、末尾に気動車を示すDが付番される。
- 120D～：木古内～函館間
- 1151D～：上磯～函館間

### IGRいわて銀河鉄道・青い森鉄道
青森方面を奇数、盛岡方面を偶数として付番する。
- 1xxM：八戸 → 盛岡行の快速列車（廃止）。
- 5xxD：八戸 → 三戸行の普通列車（JR車・廃止）。
- 5xxM：二戸 → 青森行、三戸・八戸・野辺地～青森間、八戸～野辺地間の普通列車。
- 14xxD：小鳥谷・三戸 → 鮫行の八戸線普通列車（廃止）。
- 15xxD：八戸～青森間の普通列車（JR車・廃止）。
- 15xxM：一ノ関～滝沢・いわて沼宮内間、浅虫温泉～青森間の普通列車。
- 19xxD：盛岡～好摩間の花輪線普通列車。
- 25xxM：二戸・三戸～八戸間、八戸～三沢間の普通列車。
- 34xxM：盛岡～滝沢間の普通列車。
- 35xxD：野辺地～青森間の快速しもきた（青森発着廃止）。
- 35xxM：盛岡～いわて沼宮内間の普通列車。
- 37xxD：八戸～野辺地間の快速しもきた（八戸発着）。
- 39xxD：盛岡～好摩間の花輪線快速八幡平（廃止）
- 45xxM：盛岡～二戸・金田一温泉・八戸間の普通列車。
- 55xxM：浅虫温泉～青森間の快速列車（JR車・廃止）。

下2桁は発車順序で付番する。

### 三陸鉄道
南リアス線・リアス線・北リアス線

久慈方面を奇数、盛方面を偶数として付番する。末尾に気動車を示すDが付番される。
- 千の位は運行区間を表す。
  - 0：南リアス線・リアス線・北リアス線それぞれの完結列車。
  - 1：リアス線と北リアス線を直通する列車。
  - 2：南リアス線とリアス線を直通する列車。
  - 5：南リアス線・リアス線・北リアス線を直通する列車。
- 百の位は運行路線を表す。複数路線に跨る列車は、境界駅で列車番号が変わる。
  - 0：リアス線
  - 1：北リアス線
  - 2：南リアス線

### 秋田内陸縦貫鉄道
秋田内陸線

角館方面を奇数、鷹巣方面を偶数として付番する。末尾に気動車を示すDが付番される。
- 0番台：鷹巣～阿仁合間の列車。
- 100番台：鷹巣～角館間の列車。
- 200番台：阿仁合～角館間の列車。
- 400番台：鷹巣～比立内間の列車。
- 1000番台：鷹巣～角館間の急行「もりよし」。
- 2000番台：阿仁合～角館間の急行「もりよし」。

### 由利高原鉄道
鳥海山ろく線

矢島方面を奇数、羽後本荘方面を偶数として付番する。末尾に気動車を示すDを付番する。
- 0番台：毎日運転の列車。
- 200番台：金曜日運転の列車。

### 山形鉄道
フラワー長井線

荒砥方面を奇数、赤湯方面を偶数として付番する。末尾に気動車を示すDを付番する。
- 200番台：毎日運転の列車。

### 阿武隈急行
阿武隈急行線

槻木方面を奇数、福島方面を偶数として付番する。
- 901M～：福島発着の列車。
- 960M～：梁川以北の列車。

仙台直通列車は+2000。

### 首都圏新都市鉄道（つくばエクスプレス）
つくば方面を奇数、秋葉原方面を偶数として4桁付番する。

千の位は種別を表す。
- 2：通勤快速（2012年10月15日～）
- 3：快速
- 4：区間快速
- 5：普通
- 8：回送

百の位は運行区間を表す。
- 0・1：秋葉原～つくば
- 2・3・4：秋葉原～守谷
- 5：秋葉原～八潮
- 7：守谷～つくば
- 8：守谷～総合基地
- 9：八潮～つくば

下2桁は発車順序で0から付番する。
ただし、平日朝の六町に停車する上り区間快速列車は50台から付番する。

### 鹿島臨海鉄道
大洗鹿島線

上り水戸方面を偶数、下り鹿島神宮方面を奇数として付番する。末尾に気動車を示すDを付番する。
- 100番台：水戸～鹿島神宮間の列車。
- 1000番台：水戸～大洗間の列車。
- 2000番台：水戸～新鉾田間の列車。
- 3000番台：大洗～鹿島神宮間の列車。

### 真岡鐵道
真岡線

上り下館方面を偶数、下り茂木方面を奇数として付番する。
- 100番台：下館～茂木間の列車
- 2000番台：下館～真岡間、真岡～茂木間の列車
- 6000番台：SLもおか

### えちぜん鉄道
えちぜん鉄道では、始発駅の出発時刻にアルファベット（路線名の頭文字）を付けることで列車番号としている。ただし、下り列車が偶数分に、あるいは上り列車が奇数分に始発駅を出発する場合は、分から1を減じて下りを奇数、上りを偶数にする。たとえば、始発駅である福井を6時30分に出発する勝山永平寺線の下り列車は「629K」となる。また、快速列車は3000を、土曜・休日運休の列車には6000を加える。
- 末尾のアルファベットの付与体系
  - K：勝山永平寺線 (Katsuyama Eiheiji Line)
  - M：三国芦原線 (Mikuni Arawa Line)
  - R：福井鉄道直通列車

### しなの鉄道
軽井沢方面を偶数、妙高高原方面を奇数として付番。下二桁は快速電車が00～10番、普通電車は11番(小諸・軽井沢間は51番)から付番。

#### しなの鉄道線
各列車の番号末尾にMをつける。
- 600番台：長野～小諸を発着とする列車
- 1600番台：長野・小諸間を走行するが、長野・小諸どちらかを発着としない列車(例:長野～上田間、戸倉～小諸間運転の区間列車)。
- 2600番台：長野～軽井沢を発着とする列車
- 3600番台：区間にかかわらず、JR車両で運転する列車 (2015年3月ダイヤ改正以降、設定無し)
- 6600番台：土曜休日に運用が変わる列車
- 700番台：小諸～軽井沢を発着とする列車
- 2700番台：戸倉～軽井沢を発着とする列車

#### 北しなの線
電車列車はMを、気動車列車にはDを各列車の番号末尾に付ける。
- 100番台：飯山線直通列車。下2桁は20番から付番。
- 300番台：妙高高原～長野を発着とする列車
- 1300番台：篠ノ井・長野～豊野を発着とする列車

### 明知鉄道
明知線

明智方面を奇数、恵那方面を偶数として付番する。末尾に気動車を示すDを付番する。
- 0番台：毎日運転の列車。
- 7000番台：急行「大正ロマン号」。

### 長良川鉄道
越美南線では、北濃方面を奇数、美濃太田方面を偶数として付番する。各々の番台の列車の始発時刻が早い順に付番していく。なお、数字のみとなっている。
- 0番台：美濃太田～郡上八幡・美濃白鳥・北濃間の列車
- 100番台：美濃太田～関～美濃市・湯の洞温泉口間の列車
- 500番台：美濃白鳥～北濃間の列車
- 8000番台：臨時列車（観光列車「ながら」を含む）

なお、平日のみ運転の列車は1000番台、土曜・休日のみ運転の列車は2000番台となる。

### 樽見鉄道
樽見線
樽見方面を奇数、大垣方面を偶数として付番する。なお、数字のみとなっている。
- 0番台：大垣～本巣・樽見間の列車。列車の始発時刻が早い順に付番していく。
- 1000番台：大垣～本巣の土曜・休日運行の列車。
- 8000番台：臨時列車[26]。

### 天竜浜名湖鉄道
天竜浜名湖線
新所原方面を奇数、掛川方面を偶数として付番する。なお、数字のみとなっている。
- 100番台：掛川～新所原間の列車
- 200番台：掛川～天竜二俣間の列車
- 300番台：天竜二俣～新所原間の列車
- 500番台：金指～新所原間の列車
- 600番台：掛川～遠州森間の列車
- 800番台：天竜二俣～宮口間の列車
- 900番台：掛川・天竜二俣～西鹿島間の列車

### 愛知環状鉄道
愛知環状鉄道線
4桁の数字の末尾に H をつけて表す。高蔵寺方面を奇数、岡崎方面を偶数として付番する。
- 1100H～：毎日運転の列車
- 2100H～：JR中央本線直通列車
- シ6000H～：あさシャトル
- シ6050H～：ゆうシャトル（2025年3月のダイヤ改正で臨時列車に変更）
- 9300H～：休日ダイヤの臨時列車（豊田おいでんまつり花火大会など[29]）
- 9500H～：土曜ダイヤの臨時列車（岡崎城下家康公夏まつり花火大会など[30]）

### 名古屋臨海高速鉄道
あおなみ線

3桁の数字の末尾に H をつけて表す。金城ふ頭方面を奇数、名古屋方面を偶数として付番する。
- 300H～：毎日運転の列車および土曜・休日運休の列車。
- 500H～：土曜・休日運転の列車。
- 993H：稲永行き臨時列車（毎日運転）。

### 伊勢鉄道
伊勢線
津方面を奇数、四日市方面を偶数として付番する。全列車ワンマン運転のため3～4桁の数字とワンマンを示すCを付番する。
- 100C～：毎日運転の列車および土曜・休日運休の列車。
- 3105C～：土曜・休日運転の列車。
- 2901D～, 8951D：快速みえ
- 3001D～, 8001D～：特急南紀

### 信楽高原鐵道
信楽線
3桁の数字にDを付ける。信楽方面は奇数、貴生川方面は偶数。

### 北条鉄道
北条線

北条町方面を奇数、粟生方面を偶数として、3～4桁の数字を付番する。
- 600番台：毎日運転および土曜・休日運休の列車。
- 1600番台：土曜・休日運転の列車。
- 2600番台：土曜・休日運休の列車。

### 智頭急行
智頭線

一部の列車がJR山陽本線・因美線に乗り入れしているため、原則としてJR線と同じ2桁ないし3桁の数字で表され、末尾に気動車を示すDが付番される。智頭・鳥取方面を奇数、上郡方面を偶数として付番している。各々の番台について始発時刻が早い列車から順に付番する。特急スーパーいなばは上郡で、上郡・大原～鳥取間を結ぶJR因美線直通の普通列車は智頭で列車番号を変更する。
- 50～60番台：特急スーパーはくと。スーパーはくと1号なら51D、スーパーはくと14号なら64Dと号数順に付加していく。
- 70～80番台：特急スーパーいなば。スーパーいなば1号なら71D、スーパーいなば12号なら82Dと号数順に付加していく。
- 720～760番台：上郡～大原～あわくら温泉～智頭間の普通列車（JR因美線直通を含む。現在、あわくら温泉発着の設定無し）。

### 若桜鉄道
若桜線
大半の列車がJR因美線に乗り入れしているため、原則としてJR線と同じ4桁の数字で表され、末尾に気動車を示すDを付番する。若桜方面を奇数、郡家・鳥取方面を偶数として付番する。各々の番台について始発時刻が早い列車から順に付番する。
- 1320番台：鳥取～若桜間の普通列車（JR因美線直通、JR西日本所属車両。2020年3月14日ダイヤ改正で廃止）。
- 1330～1340番台：鳥取～若桜間の普通列車（JR因美線直通、若桜鉄道所属車両）。
- 1350～1360番台：郡家～若桜間の普通列車（線内運転、若桜鉄道所属車両）。
- 5350番台：郡家～若桜間の普通列車で土曜・休日運休の列車（線内運転、若桜鉄道所属車両。2020年3月14日ダイヤ改正で設定）。

### 水島臨海鉄道
水島本線

水島・三菱自工前方面を奇数、倉敷市方面を偶数として、3桁ないし4桁の数字を付番する。
- 0番台：毎日運転の列車。

### 井原鉄道
井原線
神辺方面を奇数、清音・総社方面を偶数として付番する。末尾に気動車を示すDを付番する。
- 300番台：総社～早雲の里荏原～井原～神辺間の普通列車のうち、清音～神辺間。
- 1300番台：清音～早雲の里荏原・井原・神辺間の普通列車。
- 2300番台：早雲の里荏原～井原～神辺間の普通列車のうち、総社～清音～早雲の里荏原間の列車と接続している列車。下2桁は接続列車と同じ。2019年3月16日のダイヤ改正で一部の列車が早雲の里荏原で乗り換えとなったために制定された。
- 4300番台：総社～早雲の里荏原～井原～神辺間の普通列車のうち、総社～清音間。ただし、下3桁については伯備線にあわせるため、上記の300番台から神辺方面は1を減じて偶数化、総社方面は1を加えて奇数化している。

### 錦川鉄道
錦川清流線
錦町方面を奇数、岩国方面を偶数として付番する。末尾に気動車を示すDを付番する。
- 500番台：毎日運転の列車。

### 土佐くろしお鉄道

#### ごめん・なはり線
奈半利方面を偶数、後免方面を奇数として付番する。
- 5850～5890番台：普通列車。列車の始発時刻が早い順から付番していく。
- 5830～5840番台：快速列車。
  - 車掌乗務列車は1800番台。

#### 中村線・宿毛線
宿毛方面を奇数、窪川方面を偶数にして付番している。
- 300番台：窪川～宿毛間の定期列車。
- 500番台：窪川～中村間の定期列車。
- 600番台：中村～宿毛間の定期列車。
- 30番台：特急南風号。南風3号なら33D、南風12号なら42Dと号数順に付加していく。
- 2070番台：特急あしずり号。あしずり1号なら2071D、あしずり12号なら2082Dと号数順に付加していく。

### 松浦鉄道
西九州線

佐世保方面（下り）を奇数、有田方面（上り）を偶数として、3桁の数字とディーゼル車を表す D を付番する。
- 100番台 佐々～佐世保間
- 200番台 たびら平戸口～佐世保間
- 300番台 伊万里～佐世保間
- 400番台 伊万里～たびら平戸口間
- 500番台 伊万里～松浦間
- 600番台 有田～伊万里間

快速列車は1000番台を使う。現在、快速列車は、佐々～佐世保間しか運行されていないので1100番台となる。

JR直通列車（通常・臨時とも）に限り、6000番台を付番していた。現在、JR直通運転の列車は存在しない。

臨時列車は、9000番台を付番。

### 肥薩おれんじ鉄道
肥薩おれんじ鉄道線では、一部の列車がJR鹿児島本線に乗り入れしているため、原則としてJR線と同じ4桁の数字で表され、末尾にディーゼル車を現すDが付番される。貨物列車はJR線の運行番号がそのまま使用される（検測などの事業用車、臨時列車は会社境界駅の八代駅や川内駅で列車番号を変更する列車もある）
- 千の位：JR各線や他の第三セクター鉄道との区別のための整理番号を表し、肥薩おれんじ鉄道の一般定期列車は原則として6000番台を付ける事になっている。
  - 1000～4000番台：貨物列車
  - 6000番台：一般定期列車（平日のみ運行の列車も含む）
  - 8000番台：観光列車おれんじ食堂、特急36ぷらす3、クルーズトレインななつ星 in 九州、臨時貨物列車などの不定期（予定臨）列車
  - 9000番台：団体列車、臨時列車、試運転列車、検測列車、救援列車など。
- 百の位：運用区間を表す。基本的に0番台は全区間通し運転の貨物列車と客車列車、100番台は全区間を通して運転する列車または出水駅を跨いで運行される区間列車、200番台と300番台は出水始発終着列車を指す。また、990番台は救援列車専用の番号である。
  - 0番台：貨物列車、客車列車（ななつ星in九州）
  - 100番台：新八代・八代・米ノ津～川内・隈之城間、水俣～隈之城間、米ノ津～野田郷間、出水～米ノ津・水俣間（回送）、野田郷～出水間（回送）、米ノ津～阿久根間（不定期）を走る一般、臨時列車
  - 200番台：新八代・八代～出水間、八代～肥後高田間、八代～西出水間を走る一般、臨時列車
  - 300番台：出水～川内・隈之城間を走る一般、臨時列車
  - 990番台：救援列車
- 十と一の位：運行順序を表し、一の位は奇数か偶数かで上り列車、下り列車の区別を表す。
  - 奇数：八代方面からの下り列車
  - 偶数：川内方面からの上り列車

2017年3月4日のダイヤ改正より列車番号が大きく改番され、上り定期回送列車は下り定期列車と同一列車としたため、上り列車でも例外的に下り列車となる奇数の番号が付番されている（例：米ノ津→野田郷＝6117D、野田郷→出水（回送）＝回6117D・出水→米ノ津（回送）＝回6143D、米ノ津→川内＝6143Dなど）ただし、あくまでも定期回送列車だけの措置であり、臨時回送列車については従来と同じで運行区間に関係なく上り列車は偶数、下り列車は奇数の番号が付番される。
- 末尾のアルファベット
  - 無し：機関車けん引列車（貨物列車、検測列車（マヤ34形）クルーズトレインななつ星in九州）
  - D：気動車列車
  - M：電車列車（肥薩おれんじ鉄道は電車列車の運行は設定されていないが、特急36ぷらす3（787系電車）が定期的に運行されるため、唯一この列車のみ末尾にMが使用される。かつては架線検測電車（クモヤ443）が運行されており、末尾にMが使用されていた。）

また、回送列車は列車番号の前に「回」が、試運転列車と検測列車は「試」が、救援列車は「救」、貨物列車で機関車のみ運行の場合の単機列車は「単」がそれぞれ付加される。

## 廃止となった鉄道事業者

### 桃花台新交通
小牧方面を偶数、桃花台東方面を奇数として付番した。

### 三木鉄道
三木方面を奇数、厄神方面を偶数として、3桁ないし4桁の数字を付番した。
- 100番台：毎日運転の列車、土曜・休日運休の列車。
- 1100番台：土曜・休日運転の列車。

## 大韓民国

### 韓国鉄道公社
- 一般路線

| 番号        | 使用種別               | 使用路線         | 運行区間、折り返し駅                        |
| ----------- | ---------------------- | ---------------- | ------------------------------------------- |
| 101 - 399   | KTX                    | 京釜高速線       | 幸信駅、ソウル駅 - 大田駅、東大邱駅、釜山駅 |
| 401 - 599   | KTX                    | 湖南高速線       | 幸信駅、龍山駅、木浦駅、光州駅              |
| 1001 - 1090 | セマウル（ソウル発着） | 省略（後日掲載） | 省略（後日掲載）                            |
| 1101 -      | セマウル（龍山発着）   | 省略（後日掲載） | 省略（後日掲載）                            |
| 1201 - 1999 | ムグンファ             | 省略（後日掲載） | 省略（後日掲載）                            |
| 2001 - 2999 | 通勤列車、ITX-青春     | 省略（後日掲載） | 省略（後日掲載）                            |
| 3001 - 3999 | 貨物列車               | 省略（後日掲載） | 省略（後日掲載）                            |
| 4001 - 6999 | 臨時列車               | 省略（後日掲載） | 省略（後日掲載）                            |
| 7001 - 9999 | 事業列車               | 省略（後日掲載） | 省略（後日掲載）                            |

- 広域電鉄

| 設定番号帯  | 使用番号    | 使用番号    | 使用路線 | 使用路線                | 使用 種別 | 運行区間、折り返し駅                                                                          |
| ----------- | ----------- | ----------- | -------- | ----------------------- | --------- | --------------------------------------------------------------------------------------------- |
| 0001 - 1999 | 0001 - 0399 | 0001 - 0399 | 1号線    | 京仁線                  | 緩行      | 逍遥山駅、東豆川駅、楊州駅、議政府駅、倉洞駅、光云大駅、清凉里駅、東廟前駅、九老駅 - 仁川駅   |
| 0001 - 1999 | 0400 - 0499 | 0400 - 0499 | 1号線    | 京仁線（途中駅発着）    | 緩行      | 議政府駅、倉洞駅、光云大駅、清凉里駅、東廟前駅、九老駅 - 富川駅、富平駅                       |
| 0001 - 1999 | 0500 - 0649 | 0500 - 0640 | 1号線    | 京釜電鉄線 （餅店発着） | 緩行      | 光云大駅、清凉里駅、東廟前駅、ソウル駅、九老駅 - 餅店駅                                       |
| 0001 - 1999 | 0650 - 0799 | 0651 - 0790 | 1号線    | 京釜電鉄線 （天安発着） | 緩行      | 清凉里駅、九老駅、餅店駅 - 天安駅                                                             |
| 0001 - 1999 | 0800 - 0899 | 0800 - 0899 | 1号線    |                         | 緩行      | 逍遥山駅、東豆川駅、楊州駅、議政府駅、倉洞駅、光云大駅、清凉里駅、東廟前駅 - ソウル駅、九老駅 |
| 0001 - 1999 | 0900 - 0969 | 0900 - 0969 | 1号線    |                         | 緩行      | 逍遥山駅、東豆川駅、楊州駅、議政府駅、倉洞駅、光云大駅、清凉里駅、東廟前駅 - ソウル駅         |
| 0001 - 1999 | 0970 - 0999 | 0970 - 0999 | 1号線    |                         | 緩行      | 議政府駅、倉洞駅、光云大駅、清凉里駅、東廟前駅 - ソウル駅                                     |
| 0001 - 1999 | 1000 - 1299 | 1000 - 1299 | 1号線    | 京仁線                  | 急行      | 龍山駅、九老駅、富川駅、富平駅 - 九老駅、富川駅、富平駅、東仁川駅                             |
| 0001 - 1999 | 1400 - 1499 | 1400 - 1499 | 1号線    | 京釜電鉄線 （区間電車） | 急行      | 龍山駅 - 九老駅                                                                               |
| 0001 - 1999 | 1500 - 1599 | 1501 - 1530 | 1号線    | 京釜電鉄線              | 急行      | ソウル駅、龍山駅 - 天安駅                                                                     |

首都圏電鉄では、KORAIL車はK運用に、ソウル交通公社車はS運用に入るようになっている。
例(K1530)(S970)

## 中華人民共和国

### 中国国家鉄路集団
国有鉄道に相当する中国鉄路には様々な列車種別が存在し、種別を示す為に番号の前にアルファベット1文字が振られている。付番は、各地方に存在する鉄道局の管轄エリアを跨いで運行される列車(直通列車)、一つの鉄道局の管轄エリア内で運行される列車(管内列車)かによって二分されており、判別が可能である。また、定期列車か臨時列車かについても、付番から判別可能である。
例1：G1/2次列車…北京局・済南局・上海局のそれぞれの管轄エリアを跨いで運行される直通列車であり、高速動車組列車である。
例2：D7133/7134次列車…広州局の管轄エリア内で運行される管内列車であり、普通動車組列車である。
(詳細：中国鉄路の列車番号)

## ヨーロッパ
ヨーロッパでは各国の鉄道が相互乗り入れを行っている関係上列車番号も複雑になり、同じ列車が複数の番号を持っている場合が少なくない。過去においては1 - 99が特別急行列車、3桁番号が急行列車、4桁番号が普通列車であったが、この原則も崩れてきている。TEE列車の運転されていた時代は、忠実に守られ、時刻表の列車番号から列車の種別が判別できた。ただ、現在においても優等列車が若い番号を採用することに変わりはない。

## オーストラリア
州際列車及び一部の州内完結列車についてはARTCが定める様式に則り、4～5桁の英数字からなる列車番号が与えられる。その他の州内完結列車は各運行主体が定める様式に則り、その一部はGTFSデータとして配布されていることがある。

### クイーンズランド州
州内の旅客列車の大半は州営企業であるクイーンズランド・レールによって運行されており、その時刻データは州政府のオープンデータポータルによって公開されている。列車番号は4桁の英数字で構成されており、1桁目は車種、2桁目は行先、3・4桁目は行先ごとの運転順序となっている。
1桁目は車種を示す。
- 1：EMU（英語版）またはSMU（英語版）6連（2編成連結）による列車
- D：NGR（英語版）6連による列車
- J：EMUまたはSMU3連による列車
- T：IMU6連（2編成連結）による列車
- U：IMU3連による列車
- X：ICE（英語版）による列車

2桁目は行先と運転区間（一部）を示す。
- 0：Bowen Hills（Rosewood・Ipswich・Springfield方面から）
- 1：Caboolture
- 4：Gympie North（ICEのみ）
- 5：Ipswich
- 6：Rosewood
- 7：Beenleigh
- 8：Cleveland
- 9：Roma Street（原則としてCaboolture・Nambour・Kippa-Ring方面から）
- A：Shorncliffe
- B：Doomben
- E：Ferny Grove
- G：Varsity Lakes
- H：Cannon Hill（一部はManly）
- K：Springfield Central
- L：Nambour
- M：Bowen Hills（Varsity Lakes（Gold Coast）・Beenleigh・Cleveland方面から）
- P：Brisbane Airport
- R：Roma Street（9以外に適用）
- S：Park Road
- V：Coopers Plains（一部はKuraby）
- W：Northgate
- Y：Kippa-Ring

3・4桁目は行先記号となる駅の到着順に付番され、車種や出発地・出発時刻によっては左右されない。例えば、2020年1月時点では「9」Roma Street行で1930（Caboolture発SMU6連）→D932（Kippa-Ring発NGR）→T934（Nambour発IMU6連）のようになっている。北行は奇数（01→03→…）・南行は偶数（02→04→…）が宛がわれ、99または98に到達すると3桁目はアルファベットに変化する（例：1E99→1EA1→TEA3→1EA5→1EA7→TEA9→1EB1）。他にも、3桁目は行先記号と呼応して一部の特殊な運転形態を表現するのに用いられる。この場合は、この例外規則のグループ内で運転順序を通算し、行先記号の差異を無視することができる（例：10U5→D1U7→T0U9）。
- M：行先補助
  - HM：Manly行
  - VM：Kuraby行
- T・U・V：北行の急行列車（朝ラッシュに運転）
- X・Y・Z：南行の急行列車（夕ラッシュに運転）
  - 急行区間はIpswich方面ではMilton～Darra間・Cleveland方面でらはMorningside～Manly間。ただし、これら2線区の間では運転順序は共有しない（TLT1とDMT1が存在する）。